# Cluj-Napoca
Cluj-Napoca, numit doar Cluj până în 1974 și în limbajul cotidian, (în latină Claudiopolis, maghiară Kolozsvár, în germană Klausenburg, în dialectul săsesc: Kleusenburch sau Kléusenbrij, în idiș קלויזנבורג Cloizânburg) este municipiul de reședință al județului Cluj, Transilvania, România. Având 286,598 de locuitori la recensământul din 2021, este al doilea oraș ca populație din țară. Cu o istorie de peste două milenii, orașul este supranumit Inima Transilvaniei sau Orașul comoară.
Clujul este situat în nordul Depresiunii Transilvaniei, între Munții Apuseni și Câmpia Transilvaniei, pe valea râului Someșul Mic la confluența cu râul Nadăș și cinci alte pâraie. Datorită geografiei locale, orașul s-a dezvoltat mai ales pe axa est-vest, de-a lungul limitei sudice a Podișului Someșan, fiind flancat la sud de dealul Feleac, iar la nord de dealul Lomb. Hotarele administrative ale municipiului cuprind o arie de 179,5 km², iar suprafața construită a municipiului era de 36 km² în 2020.
Istoria Clujului începe cu popularea teritoriului orașului modern de triburi de daci și celți, care se presupune că au dat zonei denumirea de Napoca, și cucerirea acestuia de către Imperiul Roman. Promovat la rang de colonia, castrul roman Napoca este pentru o perioadă capitala provinciei Dacia Porolissensis. După retragerea romană și secole de invazii ale popoarelor migratoare, Clujul a fost repopulat cu coloniști sași în secolul XIII, aceștia constituind majoritatea populației până în secolul al XV-lea, orașul devenind ulterior majoritar maghiar. Clujul a găzduit mai multe sesiuni ale Dietei Transilvaniei și a fost capitala administrativă a Principatului Transilvaniei în secolul al XVIII-lea și secolul al XIX-lea (alternativ cu Sibiul). În secolul al XX-lea Clujul a devenit parte din România, iar populația orașului s-a schimbat treptat din majoritar maghiară în română.
Clujul este unul din cele mai importante centre academice, culturale și economice din România. Acesta găzduiește sediile unor firme importante pe plan național, precum Banca Transilvania, producătorul de farmaceutice Terapia, producătorul de cosmetice Farmec și Berăria Ursus. Din mediul academic clujean fac parte: Universitatea Babeș-Bolyai, cea mai mare și veche instituție academică din țară, Universitatea Tehnică din Cluj-Napoca și Universitatea Sapientia, cea mai mare universitate cu predare în limba maghiară din România.

## Etimologie

### Cluj
Numele de Cluj provine, cel mai probabil, din latinescul Castrum Clus, folosit pentru întâia oară în 1213 pentru a desemna cetatea orașului medieval. Cuvântul latin clusa/clausa înseamnă „închis” și se referă la situarea Clujului într-un loc închis, înconjurat de dealuri. Sensuri similare sunt atribuite termenului slav kluč, care înseamnă „cheie” și termenului germanic Klause/Kluse, care înseamnă „trecătoare”. Termenul din urmă este păstrat în denumirea în limba germană a orașului, Klausenburg.

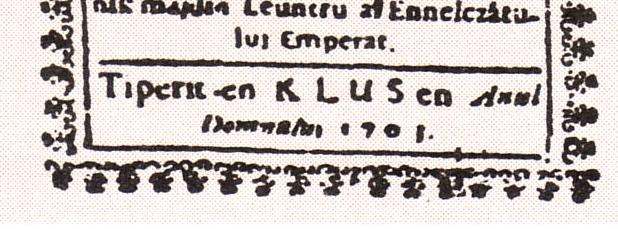
Text românesc „Tiperit en Klus en Anul Domnului 1703”, pe foaia de titlu a Catehismului tradus de George Buitul

Numele orașului ar mai putea proveni de la un anume primar sas Klaus sau de la faptul că așezarea medievală a apărut în umbra unei mănăstiri, odată ce în germană, pe timpul primilor locuitori sași din această zonă, la mănăstire se zicea Kloster. O altă ipoteză este că numele provine de la primul său magistrat (de origine maghiară), Miklós/Kolos.
Denumirea veche a orașului în limba română, folosită și de Mihai Eminescu în Poesis, era cea de Cluș, ocazional ortografiată și Klus, după regulile de scriere ale limbii maghiare. Denumirea românească de Cluj a devenit oficială în 1918 după unirea Transilvaniei cu România.

### Napoca
Originea numelui Napoca este, cel mai probabil, pre-romană. Această denumire a așezării a fost menținută după cucerirea Daciei în anul 106 de către coloniștii romani care au construit un castru pe locația centrului Clujului modern. În timpul domniei împăratului Hadrian, castrul este promovat la rang de municipiu și este redenumit Municipium Aelium Hadrianum Napoca. Printre posibilele etimologii pentru Napoca (sau Napuca) se numără numele unor triburi dacice, cum ar fi Naparis sau Napaei, termenul grecesc napos (νάπος), care înseamnă „vale împădurită”, sau rădăcina indo-europeană *snā-p- (Pokorny 971-2), care are semnificația de „a curge”, „a înota” sau „umezeală”.

### Cluj-Napoca

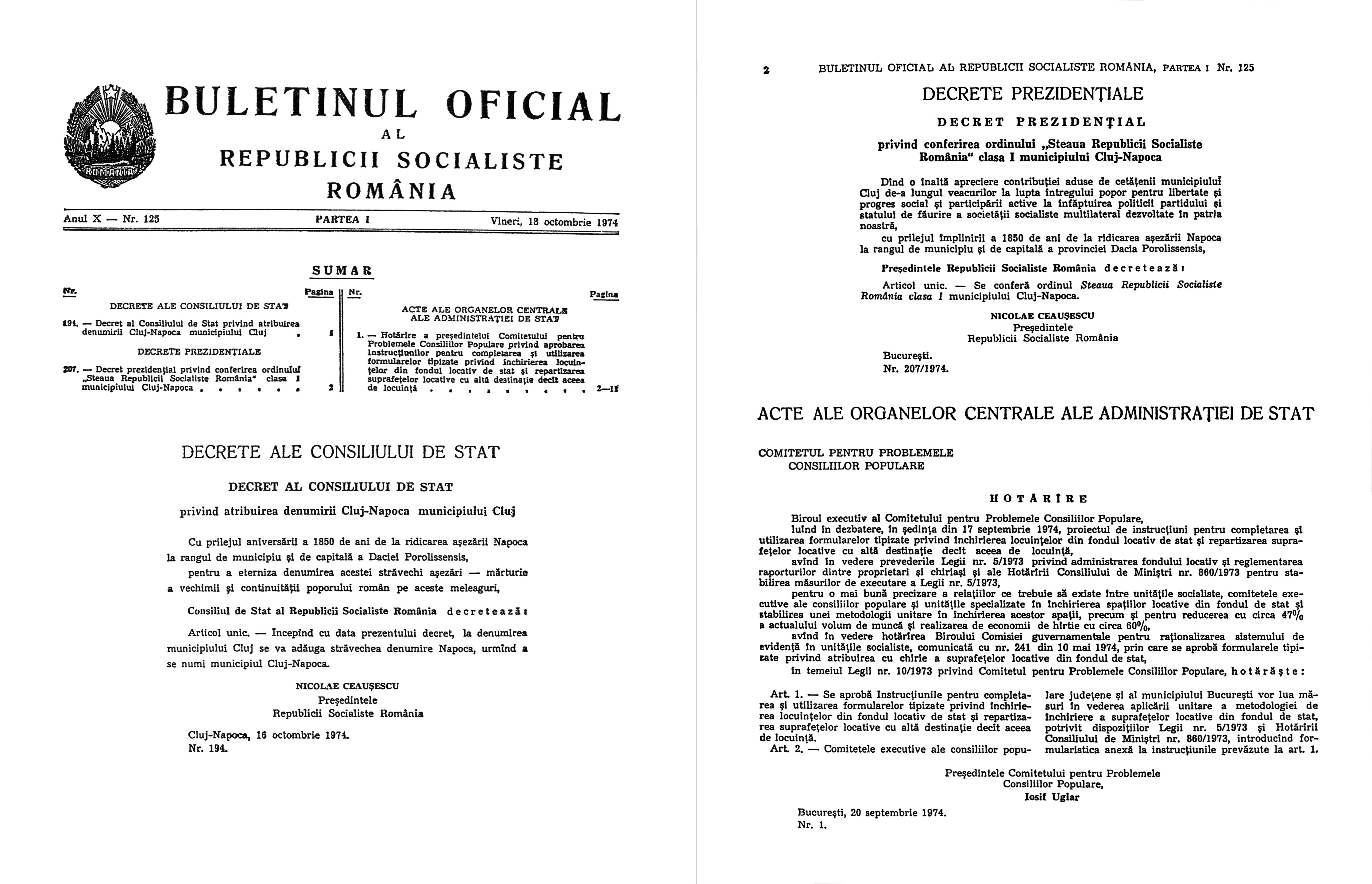
Decretul Consiliului de Stat nr. 194 din 16 octombrie 1974, care a schimbat numele orașului Cluj în Cluj-Napoca.

Schimbarea numelui orașului din Cluj în Cluj-Napoca, s-a efectuat prin Decretul Consiliului de Stat nr. 194 din 16 octombrie 1974 în cadrul politicii național-comuniste din timpul dictaturii lui Nicolae Ceaușescu. Conform decretului, municipiului i-a fost atribuit numele Cluj-Napoca „pentru a eterniza denumirea acestei străvechi așezări – mărturie a vechimii și continuității poporului român pe aceste meleaguri”.

### În alte limbi
Datorită istoriei multietnice a Transilvaniei, Clujului i-au fost date, de-a lungul timpului, mai multe nume în limbile vorbite de către administrațiile sau locuitorii zonei, precum Klausenburg în limba germană, Claudiopolis în latină, Clausemburgo în italiană, Kaloşvar în turcă, Kluż în poloneză și קלאזין (Klazin) sau קלויזנבורג (Cloizânburg) în idiș.
Forma maghiară Kolozsvár a fost înregistrată pentru prima dată în 1246 sub numele de Kulusuar și este o aglutinare a termenilor Kolozs și vár, în limba maghiară, vár sau uar având sensul de „cetate”. Datorită diverselor modificări fonetice și ortografice pe care le-a suferit limba maghiară de-a lungul anilor, denumirea orașului are o scriere variabilă în documente istorice, inclusiv cu varianta Koloswar, care apare pentru prima dată într-un document din 1332. Denumirea germană de Klausenburg provine, cel mai probabil, de la numele săsesc Clusenburg/Clusenbvrg, folosit pentru prima dată în 1348 și ortografiat din 1408 drept Clausenburg.

## Istorie

### Preistorie
Cele mai vechi vestigii descoperite în Cluj datează din perioada neolitică și aparțin culturilor Starčevo-Criș și Vinča-Turdaș. Rămășițele găsite în Mănăștur, respectiv în apropierea centrului orașului sunt cel mai probabil din perioada anilor 6.000–5.500 î.e.n. Din epoca bronzului au fost găsite fundații ale unor locuințe și diverse obiecte din bronz asociate culturii Coțofeni (aproximativ 3.500–2.500 î.e.n.) în zonele cimitirului Hajongard, Gării și dealului Hoia. Din perioada de tranziție către epoca fierului (aproximativ 800–650 î.e.n.) au fost descoperite în apropierea Pieței Lucian Blaga o serie de obiecte aparținând culturii Basarabi.
Din perioada dacilor și a celților a fost descoperită o așezare (din 250-100 î.e.n.) în zona Someșeni, alcătuită din mai multe bordeie, împreună cu mai multe necropole de incinerație la Dezmir și Apahida.

### Dacia romană (106–sec. III)

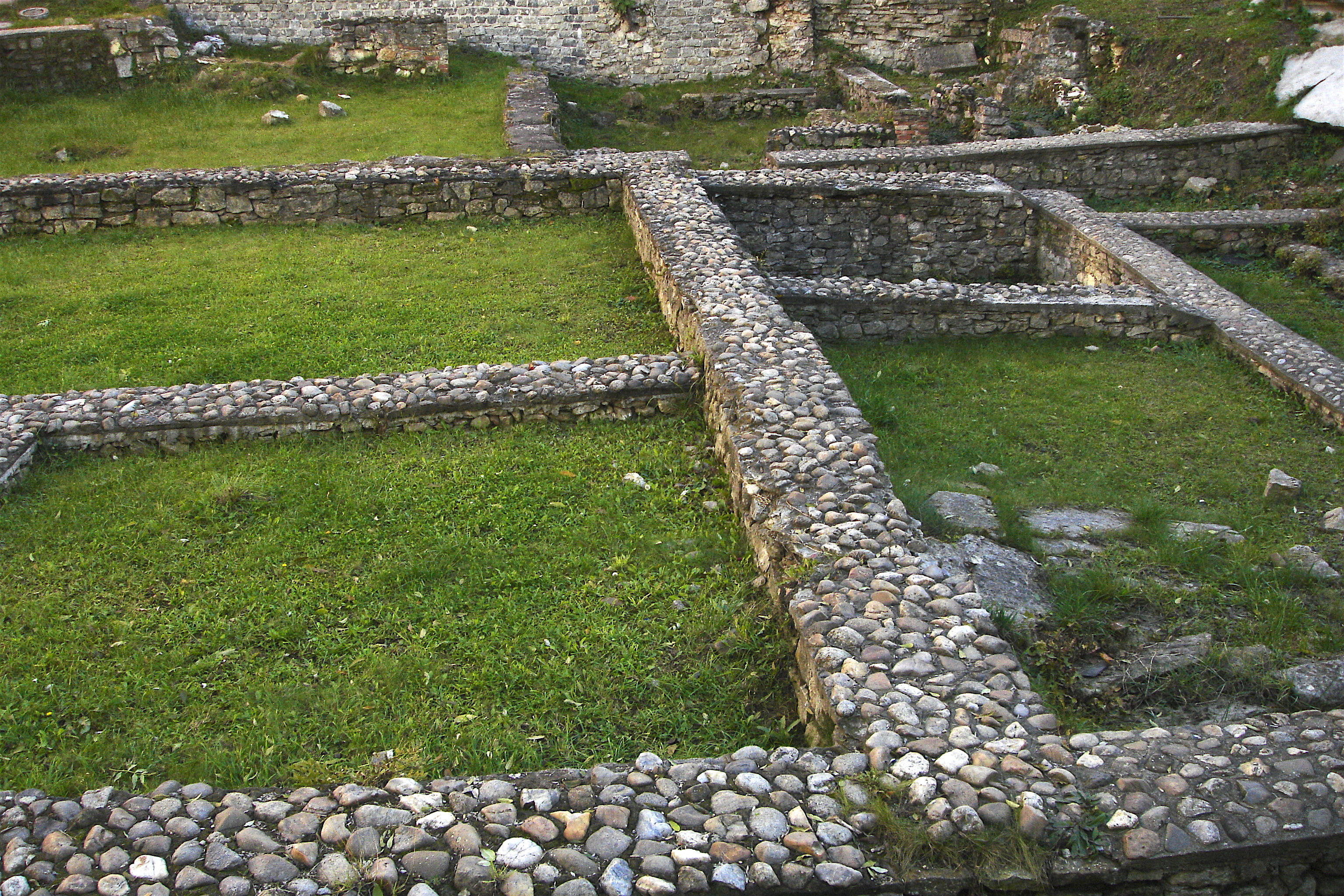
Ruinele castrului roman din Piața Unirii

Prima atestare scrisă a castrului roman Napoca datează din perioada imediat următoare războaielor daco-romane, din anii 105–106, și constă dintr-o bornă militară, miliarul de la Aiton, parte a unui drum imperial care făcea legătura între acesta și Potaissa (astăzi Turda). Prima atestare literară a așezări romane provine tot din această perioadă și îi aparține geografului Ptolemeu.
Fondată pe malul drept al râului Samus (Someșul Mic), Napoca era la început un simplu vicus, o așezare ad-hoc. Ea devine așezare urbană, civitas, în timpul împăratului Hadrian, fie în anul 117, fie în 124, sub numele de Municipium Aelium Hadrianum Napoca. Ajunsă capitală a provinciei Dacia Porolissensis, Napoca este ridicată la rangul de colonia, cu titlul de Colonia Aurelia Napoca, privilegiu acordat de Marc Aureliu sau de Commodus. Orașul se bucura de ius Italicum, cel mai înalt statut urban din Imperiul Roman.

### Epoca migrațiilor (sec. III–IX)
După retragerea romană din Dacia din secolul al III-lea, regiunea trece printr-un proces de ruralizare și descentralizare. Centrele urbane, inclusiv colonia Napoca, sunt abandonate, iar izvoarele istorice despre zona Clujului se împuținează. Cu toate astea, vestigiile din acea perioadă ne arată că deși o parte din populația civilă părăsește provincia împreună cu oficialii romani, o parte din vorbitorii de limbă latină, fie coloniști, fie nativi romanizați, rămân în apropierea coloniei Napoca.
Începând cu anul 376, zona Clujului este controlată de către Imperiul Hun, această influență încheindu-se în anul 453, odată cu moartea regelui Attila. Regiunea trece sub dominație gepidă până în anul 568, perioadă în care zona Clujului este probabil să fi avut o importanță ridicată, mormântul unui rege gepid fiind găsit în cadrul Necropolei de la Apahida. Până în anul 796, Transilvania este controlată de către Haganatul avar, trecând sub influența Primului Țarat Bulgar după prăbușirea acestuia. În secolul al IX-lea, în ajunul cuceririi de către unguri a Bazinului Panonic, zona Clujului făcea parte din Voievodatul lui Gelou.

### Începuturile orașului medieval (sec. X–XIII)

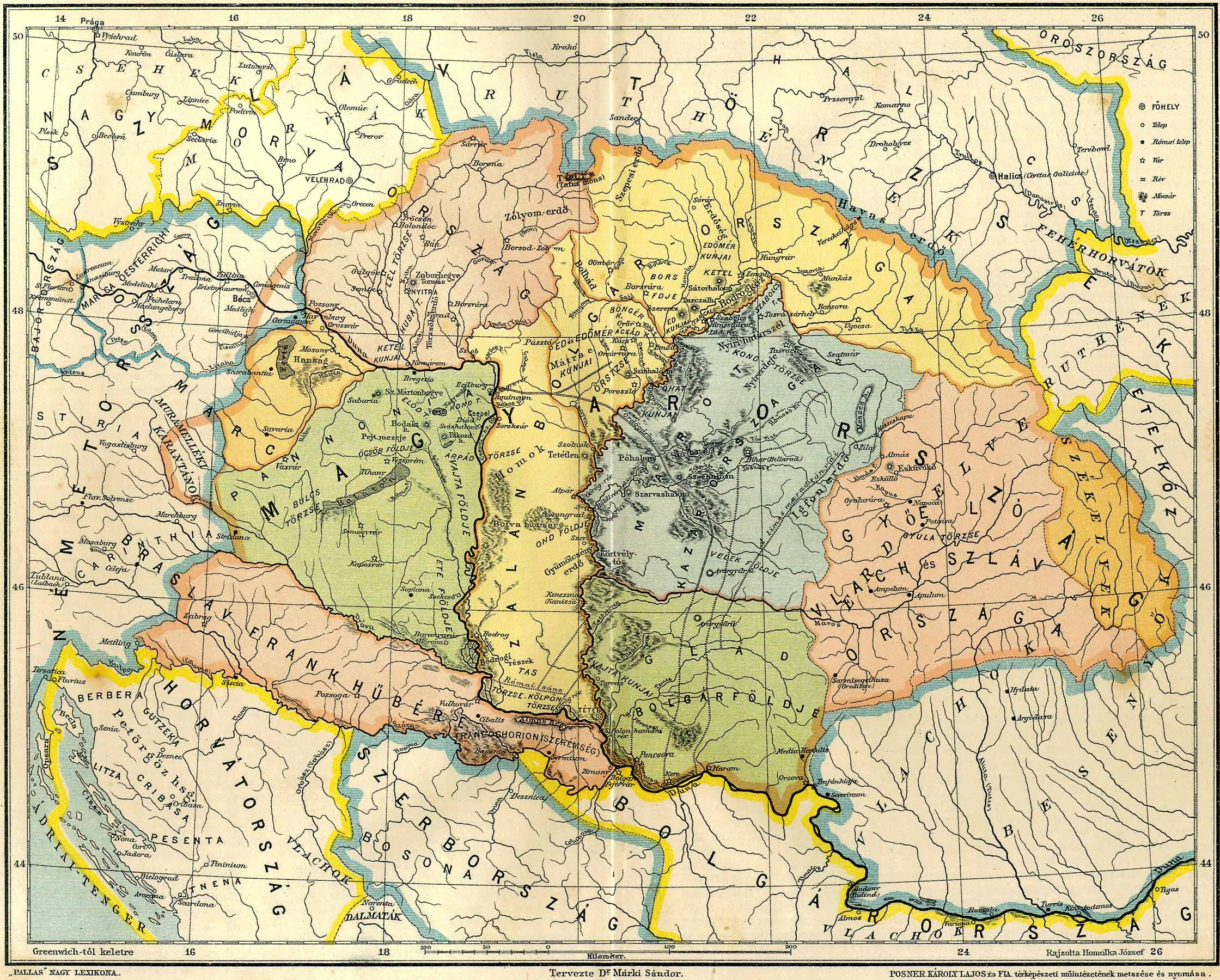
Napoca pe harta Principatului Ungariei

În urma cuceririi Transilvaniei de către maghiari, zona vechii colonii Napoca este încorporată în Regatul Ungariei. În anul 1173, odată cu mențiunea voievodului Transilvaniei, Leustachius, este atestată indirect și existența comitatului Cluj (Kolozs vármegye în maghiară) prin mențiunea comitelui Tomas (în original, în latină Thomas comes Clusiensis). Tot în această perioadă este ridicată o mică fortăreață de pământ la Cluj-Mănăștur (Kolozsmonostor în maghiară) unde se presupune că își avea reședința comitele de Cluj.
Clujul, ca oraș medieval, este atestat documentar pentru prima dată din anul 1213, sub denumirea Castrum Clus. Atât cetatea veche, cât și Mănășturul, au fost însă distruse în timpul marii invazii mongole din anul 1241. Între anii 1242 și 1275, ajung la Cluj mai multe serii de coloniști germani din Renania și Flandra care reclădesc cetatea și încep construcția unei biserici în stil romanic, astăzi cunoscută ca Biserica Franciscană.
În anul 1275, episcopul de Alba Iulia, Petru Monoszló, îl constrânge pe regele minor al Ungariei, Ladislau al IV-lea, să pună Clujul sub administrarea Episcopiei de Alba Iulia. Această mișcare a fost vehement contestată de către coloniștii germani cărora le fuseseră promise numeroase privilegii pentru a se muta în regiune și care nu erau mulțumiți de statutul de subordonați ai unei instituții religioase. De-a lungul următorilor 41 de ani, sașii se luptă pentru revocarea acestei decizii, ajungându-se inclusiv la conflict armat între anii 1277 și 1279.

### Orașul liber regesc sub Coroana Maghiară (1316–1541)
În data de 19 august 1316, după decenii de presiuni în acest sens, regele Carol Robert de Anjou acordă Clujului statutul de oraș liber regesc la solicitarea comitelui clujean, Stark. Clujenii obțin dreptul de a-și alege liberi judele orășenesc și parohul, de a circula liber în Transilvania și de a-și vinde mărfurile în Regat fără a plăti vamă. Locuitorii Clujului sunt obligați să-și plătească impozitele anual, de ziua Sfântului Martin, și să pună la dispoziția regelui câte un ostaș bine echipat la fiecare 60 de gospodării. În același an începe construcția Bisericii Sfântul Mihail.
Stema Clujului, compusă din trei turnuri deasupra unui zid de cetate, a fost pentru prima dată folosită în anul 1377 cu acordul Regelui Ludovic I al Ungariei, ilustrând importanța în creștere a orașului. În această perioadă, în oraș se dezvoltă un sistem de bresle, asemenea celor din Europa Centrală, meșteșugurile cele mai dezvoltate fiind blănăria și măcelăria. După ridicarea turnurilor de apărare ale Cetății Clujului, breslele au primit în grijă câte un turn pe care trebuiau să-l apere în caz de asediu.
În anul 1405, împăratul romano-german, Sigismund de Luxemburg, totodată rege al Ungariei, reconfirmă statutul Clujului de oraș liber regesc și îi acordă privilegii suplimentare: dreptul de a-și ridica ziduri fortificate, turnuri și metereze, de a răspunde direct Regelui Ungariei, nu voievodului Transilvaniei, și de a-și alege un consiliu de 12 jurați care alegeau judele orășenesc (primarul). Consiliul a fost lărgit în mai multe rânduri, transformându-se în Sfatul Clujului  înainte de anul 1458. Numit și Centumviratul, acesta era format dintr-o sută de bărbați, jumătate maghiari și jumătate germani, împărțiți și în funcție de statut social, jumătate breslași și jumătate nobili.
Datorită abuzurilor de putere a nobilimii clujene, a îmbogățirii anumitor bresle și a sărăcirii majorității populației, secolele XIV și XV au fost marcate de numeroase conflicte sociale. Pătura săracă a Clujului a participat la răscoala de la Bobâlna din anul 1437 și la răscoala lui Gheorghe Doja din anul 1514, preluând temporar controlul orașului de ambele dăți.

### Ungaria Răsăriteană și Principatul Transilvaniei (1541–1711)
După împărțirea Ungariei impusă de Imperiul Otoman în 1541, Clujul a aparținut mai întâi de Regatul Ungariei Răsăritene, iar, după anul 1570, de Principatul Transilvaniei, vasal otoman. Anul 1544 marchează sosirea Reformei Protestante în Cluj, odată cu stabilirea în oraș a cărturarului Gáspár Heltai, pastor luteran, absolvent al Universității din Wittemberg. Acesta înființează în anul 1550 prima tipografie din Cluj și, alături de Francisc David, pune bazele Bisericii Unitariene din Transilvania în anul 1568, convertind o parte semnificativă a populației la noua confesiune. În același an, în urma intrării în vigoare a Edictului de la Turda și a unei medieri între stări, efectuată de Ioan Sigismund Zápolya, din care a rezultat o redistribuire a puterii în oraș, conflictele sociale, începute cu două secole în urmă, au fost temporar aplanate.
În 12 mai 1581 este înființată prima instituție de învățământ superior din oraș, Colegiul Iezuit, instrument al contrareformei organizată de regele Ștefan Báthory. Înainte să fie închis în anul 1603, îl găzduiește pe fiul lui Mihai Viteazul, Nicolae Pătrașcu. În contextul Războiului cel Lung și al luptei pentru controlul Principatului Transilvaniei, în anul 1601, este executat la Cluj mercenarul sârb, Baba Novac, în apropierea Bastionului Croitorilor. Deși cuprins de război, orașul a găzduit o viață culturală bogată de-a lungul secolului al XVII-lea, fiind stabiliți în Cluj cărturarul umanist János Apáczai Csere, fondatorul școlii calvine locale, istoricii Albert Szenczi Molnár și Stefan Zamosius, și tipograful Miklós Kis Misztótfalusi.
În cadrul Războiului dintre Liga Sfântă și Imperiul Otoman, Clujul este ocupat de către forțele Austriei în mai 1686, dominația habsburgică fiind confirmată ulterior prin Diploma leopoldină. Contrareforma se face din nou simțită în oraș prin revenirea iezuiților în 1693, Colegiul fiind redeschis în anul 1698, iar în 1701 ridicat la rangul de Academie. În cadrul răscoalei lui Rákóczi, controlul Clujului se schimbă de repetate ori între forțele habsburgice și curuți, pacea revenind în oraș odată cu înăbușirea revoltei și semnarea păcii de la Satu Mare din 1711.

### Perioada Habsburgică (1711–1867)
Clujul, împreună cu restul Principatului Transilvaniei, este confirmat ca parte a Monarhiei Habsburgice în anul 1711, în urma finalizării răscoalei lui Rákóczi. Pentru a-și întări controlul asupra orașului și a suplimenta funcțiile de apărare ale vechii cetăți, armata habsburgică construiește Cetățuia deasupra Someșului Mic între 1715 și 1735. Pentru a contrabalansa influența sașilor, Dieta Transilvaniei este mutată de la Sibiu la Cluj între anii 1719 și 1732. În urma epidemiilor de ciumă din prima jumătate a secolului XVIII, populația orașului este redusă la 6.640 de oameni. Pentru a comemora sfârșitul epidemiilor, autoritățile ridică în anul 1744 o coloană a ciumei, Statuia Fecioarei Maria.

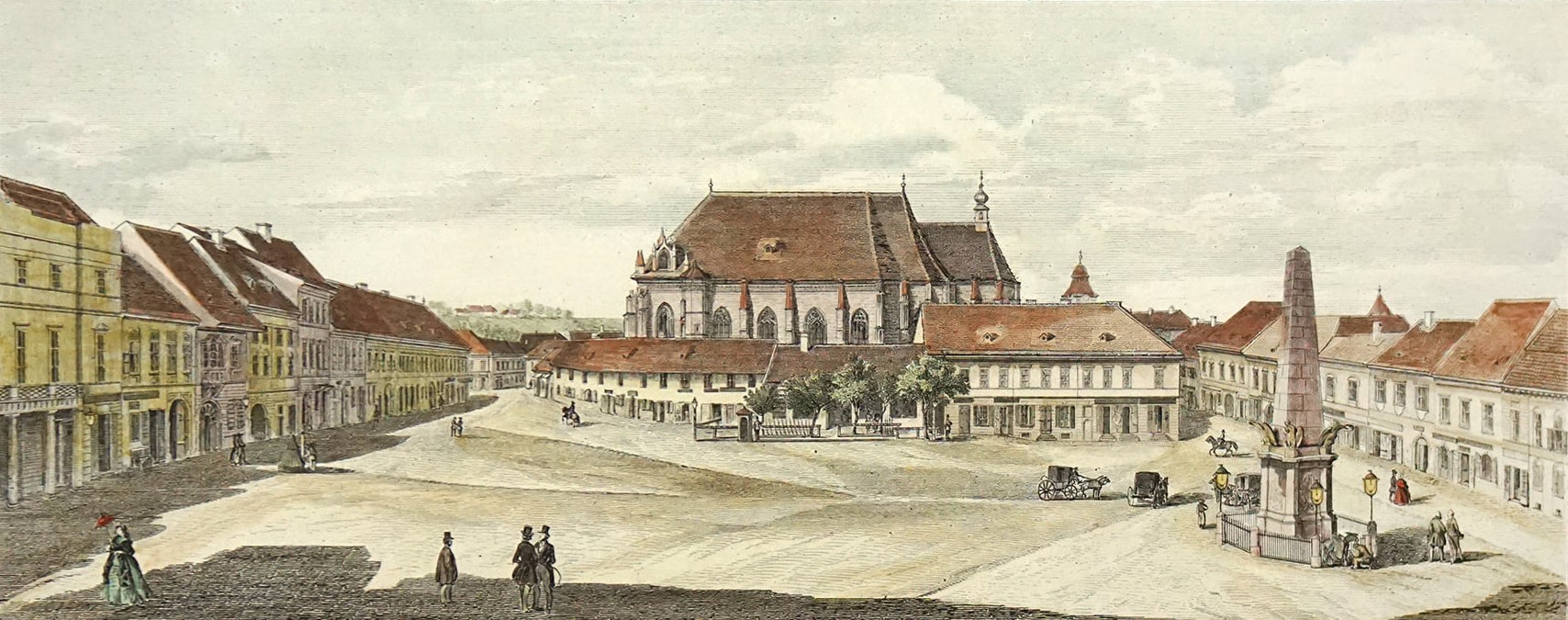
Piața Unirii în 1853

Importantele mișcări revoluționare de la 1848 cuprind și Clujul. Deși un important centru revoluționar, avea un statut contradictoriu, datorită nobilimii. Fervoarea revoluționară a cuprins tineretul din facultăți, academii și gimnazii, care s-au ocupat de popularizarea acesteia. În 1849, Hotelul Biasini a găzduit tratativele eșuate dintre Nicolae Bălcescu și Petőfi Sándor, pentru unirea revoluției române cu cea maghiară. Înfrângerea revoluției ungare a dus la instaurarea regimului absolutist. Dieta Transilvaniei a fost mutată temporar din Clujul majoritar maghiar în Sibiul dominat de etnicii germani, pentru a întări influența austriacă asupra provinciei. Dieta a fost convocată din nou la Cluj de abia în 19 noiembrie 1865 când demnitarii preponderent maghiari au votat unirea Principatului Transilvaniei cu Regatul Ungariei, încheind secole de autonomie a provinciei față de administrațiile de la Viena sau Buda.

### Austro-Ungaria (1867–1918)
În anul 1867, în urma compromisului prin care a fost constituită Austro-Ungaria, Clujul și Transilvania au fost reintegrate în Regatul Ungariei. Clujul trece în această perioadă printr-un amplu proces de modernizare prin demolarea parțială a Cetății Clujului, lărgirea și pavarea străzilor, construirea unui sistem de canalizare, a unuia de iluminat public și edificarea unui mare număr de clădiri monument istoric. Pot fi menționate clădirile administrative precum Palatul Primăriei, Palatul Prefecturii, Palatul de Finanțe, Palatul de Justiție sau Gara, clădiri culturale precum Teatrul Național, Teatrul Maghiar și Palatul EMKE (azi CFR), sau clădiri religioase precum Palatele Statusului, Liceul Unitarian și Biserica cu Cocoș. Printre clădirile cu rol comercial se numără cele patru palate care încadrează Podul Horea de peste Someș (Széki, Berde, Babos și Elian), Camera de Comerț sau Palatul Urania. La finalul perioadei Belle Époque, suprafața construită a Clujului crește la peste 10 km{\displaystyle ^{2}}, iar populația se dublează față de începutul perioadei, ajungând la aproximativ 60.000.
În anul 1872 este înființată Universitatea Franz Joseph, cu predare în limba maghiară, dar și cu o catedră de limbă și literatură română. Până în 1918, activează în cadrul universității lingvistul Sámuel Brassai, botanistul August Kanitz, biologul István Apáthy, medicul Zsigmond Purjesz, istoricul Elek Jakab și folcloriștii români Grigore Silași și Grigore Moldovan. Printre absolvenții din această perioadă se numără omul de stat Iuliu Maniu, poeții George Coșbuc, Emil Isac și Attila József și medicul Iuliu Hațieganu. Pentru a permite desfășurarea activităților universității, sunt construite sediul universității, Biblioteca Centrală Universitară și Ansamblul Clinicilor Universitare.
În anul 1894, au fost judecați la Cluj semnatarii Memorandumului Transilvaniei. Odată cu începerea Primului Război Mondial, în Cluj se intensifică activitatea unionistă, condusă în oraș de Amos Frâncu, Emil Isac și Enea Grapini. La 3 noiembrie 1918 se formează la Cluj Senatul Național Român, care se alătură la scurt timp Consiliului Național Român din Arad.

### Perioada interbelică (1919–1940)
În urma înfrângerii Puterilor Centrale în Primul Război Mondial și a Declarației de la Alba Iulia care hotăra unirea Transilvaniei cu România, în data de 22 decembrie 1918, la Cluj are loc Adunarea Națională Maghiară care solicita ca Ardealul să rămână în componența Republicii Ungare. Solicitarea este ignorată de statul român, care în 24 decembrie trimite Regimentele 15 și 16 de infanterie să ocupe Clujul.
La începutul anului 1919, primarul Clujului, Gusztáv Haller, împreună cu majoritatea cadrelor universitare ale Universității Franz Joseph, a refuzat să depună jurământul de fidelitate față de noile autorități, fiind ulterior înlăturat din funcție. În locul său, Consiliul Dirigent numește primul primar român al orașului, pe Iulian Pop.
La 12 mai 1919, Universitatea Franz Joseph este naționalizată și transformată în unitate de învățământ cu predare în limba română, urmând ca din 1927 să fie redenumită în Universitatea Regele Ferdinand I. În cadrul acesteia activează, începând cu perioada interbelică, scriitorii Sextil Pușcariu și Onisifor Ghibu, istoricul Alexandru Lapedatu, botanistul Alexandru Borza, medicii Victor Papilian și Iuliu Hațieganu, microbiologul Victor Babeș și savantul Emil Racoviță.
Între anii 1920 și 1940, orașul crește semnificativ, populația mărindu-se de la aproximativ 85.000 la 115.000, iar suprafața construită aproape dublându-se. Această creștere este încurajată de activitatea industrială din Cluj, care, în perioada respectivă, avea în componență Fabrica de Tutun, Fabrica de chibrituri, Fabrica Dermata și Cărămidăria, printre altele. Se conturează noi zone rezidențiale înstărite în cartierele Andrei Mureșanu, Grigorescu și la sud de Ansamblul clinicilor universitare, compuse preponderent din case și vile construite în stil eclectic și neoromânesc. În această perioadă au mai fost construite Catedrala Mitropolitană Ortodoxă, Grădina Botanică, Parcul Sportiv, Parcul Etnografic, Liceul Teoretic „Mihai Eminescu”, Palatul Bursei de Valori (azi Cercul Militar) și Aeroportul Someșeni (azi Aeroportul Internațional Avram Iancu).

### Al doilea război mondial (1940–1945)
În anul 1940, în urma Dictatului de la Viena, Clujul, împreună cu restul Transilvaniei de Nord, a fost cedat Ungariei, care la momentul respectiv era aliată cu Germania Nazistă și contribuia la genocidul inițiat de aceasta împotriva populației evreiești. În 27 martie 1944, trupele Germaniei naziste au ocupat orașul și au improvizat un ghetou temporar în curtea fabricii de cărămizi de pe str. Kajántó din cartierul Iris în care au fost mutați 16.148 de evrei, posesiunile lor fiind confiscate. Din aceștia, aproximativ 80 au reușit să scape și să rămână în oraș, alți 388 au primit refugiu în Budapesta, iar restul au fost trimiși la Lagărul de concentrare Auschwitz în trenuri de transport de vite în perioada mai-iunie 1944. Deși în Cluj nu a existat o rețea de ajutor a evreilor deportați, cinci clujeni au primit titlul de „Drept între popoare” datorită eforturilor de a salva membri ai comunității evreiești, printre care episcopul romano-catolic, Áron Márton, sau diplomatul Valer Pop.
Pe parcursul verii anului 1944, în cadrul operațiunii Frantic, trupele aliate au bombardat aerian în mod repetat orașul. Cele mai semnificative distrugeri au avut loc în data de 2 iunie, în urma unei operațiuni care viza zona centrală a orașului, zona gării și zona industrială din cartierul Mărăști. În urma bombardamentelor, au fost uciși 362 de civili, 32 de soldați maghiari și 65 de soldați germani, iar 2.434 de civili au rămas fără locuințe. Clujul a fost recapturat de către armatele forțelor aliate în octombrie 1944 și reconfirmat ca parte din România, împreună cu restul Transilvaniei de Nord, prin Tratatul de la Paris din 1947.

### Perioada comunistă (1945–1989)
La scurt timp după înființarea Republicii Populare Române, în 1 octombrie 1948, noul regim comunist condus de Petru Groza a organizat la Cluj un fals sinod al Bisericii Greco-Catolice în urma căruia a fost declarată schimbarea confesiunii tuturor membrilor bisericii în cea a Bisericii Ortodoxe Române. Două luni mai târziu, pe 1 decembrie 1948, guvernul comunist desființează prin decret Biserica Greco-Catolică. Concomitent, majoritatea intelectualilor interbelici clujeni sunt fie întemnițați, precum în cazul lui Alexandru Lapedatu sau a lui Emil Hațieganu, sau înlăturați din funcțiile academice, dar lăsați în libertate, precum în cazul lui Lucian Blaga sau Iuliu Hațieganu.
De-a lungul perioadei comuniste, Clujul a trecut printr-un amplu proces de industrializare și urbanizare, populația crescând de la aproximativ 115.000 în anul 1945 la aproximativ 320.000 în anul 1989. Prin programul de sistematizare, au fost demolate casele din zonele mărginașe ale Clujului și înlocuite de cartierele de blocuri Gheorgheni, Grigorescu, Între Lacuri, Mănăștur, Mărăști, Plopilor și Zorilor. Au fost, de asemenea, construite clădiri publice în stilul realismului socialist precum Palatul Telefoanelor, Casa Radio sau Casa de Cultură a Studenților. Mijlocul anilor 1960 a fost punctul în care comunitatea română a depășit-o numeric pe cea maghiară, în special datorită migrației dinspre mediul rural. Pentru a evidenția caracterul românesc al orașului, în contextul promovării teoriei continuității daco-române, autoritățile comuniste au alipit numelui Cluj denumirea așezării antice, Napoca, în anul 1974.
După anul 1945, au coexistat la Cluj Universitatea Victor Babeș și Universitatea Bolyai, acestea două fiind unite în anul 1959, devenind Universitatea Babeș-Bolyai. În această perioadă, au fost activi în aceste universități câțiva academicieni notabili, precum Constantin Daicoviciu, Ștefan Pascu sau Ion Vlad, precum și scriitoarea și disidenta anticomunistă Doina Cornea.
La Revoluția din 1989 au avut loc manifestații împotriva regimului comunist în datele de 21 și 22 decembrie. Protestele au fost inițial reprimate de către forțele armate, fiind ucise 26 de persoane și rănite alte câteva zeci. În Dosarul Revoluției de la Cluj au fost găsiți vinovați prim secretarul Ioachim Moga, generalul Iulian Topliceanu și alți trei ofițeri. Aceștia au fost condamnați la pedepse între 8 și 15 ani de închisoare.

### După Revoluția din 1989

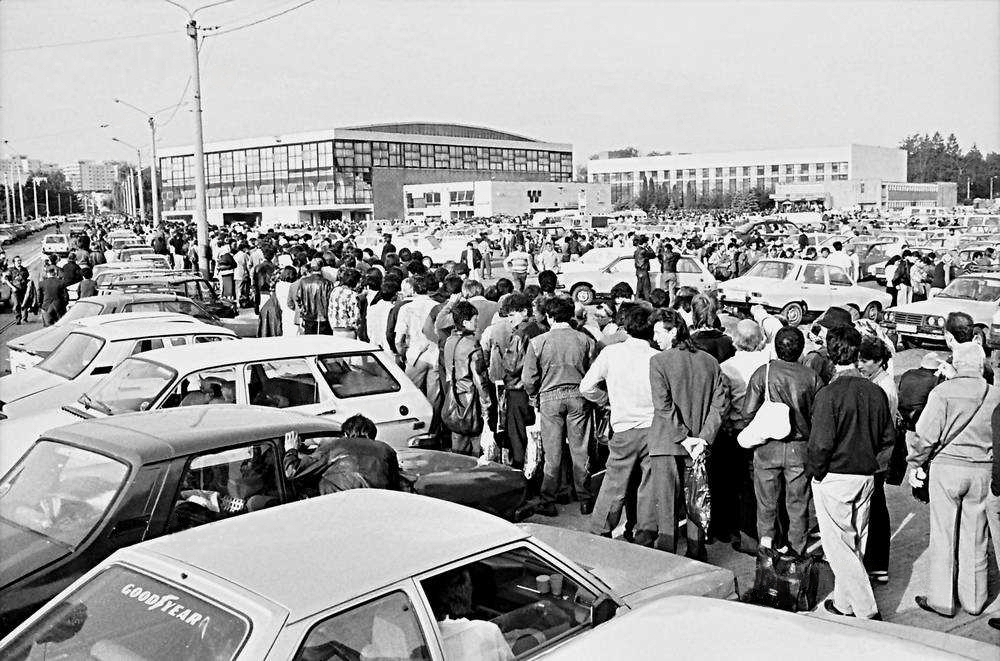
Cozi de deponenți la Caritas în fața Sălii Sporturilor (1993)

Anii 1990 au fost marcați de falimentul și desființarea unei părți semnificative din industria orașului, cât și de sărăcirea populației prin afacerea Caritas, o schemă Ponzi organizată cu girul și susținerea primarului ultranaționalist Gheorghe Funar. Începând cu anii 2000, pe fondul unei reorientări a activității economice de la industria grea la cea bazată pe servicii, finanțe și personal înalt calificat, Clujul a trecut printr-o intensă perioadă de dezvoltare și modernizare. Astfel, orașul a atins cea mai mare creștere economică din Uniunea Europeană în primele două decenii ale secolului XXI. Această schimbare a fost posibilă, în special, datorită investițiilor străine și a numărului mare absolvenți universitari.
Pe plan demografic, Clujul a fost unul din puținele orașe din România în care populația nu a scăzut între anul 1990 și prezent. Populația estimată în anul 2020 a fost de 327.985, la care se adaugă un număr de aproximativ 100.000 de studenți în cele 9 instituții de învățământ superior din oraș. Totodată, Clujul și-a dublat suprafața construită între anii 2000 și 2020, de la aproximativ 18 km{\displaystyle ^{2}} la 36 km{\displaystyle ^{2}}.

## Geografie

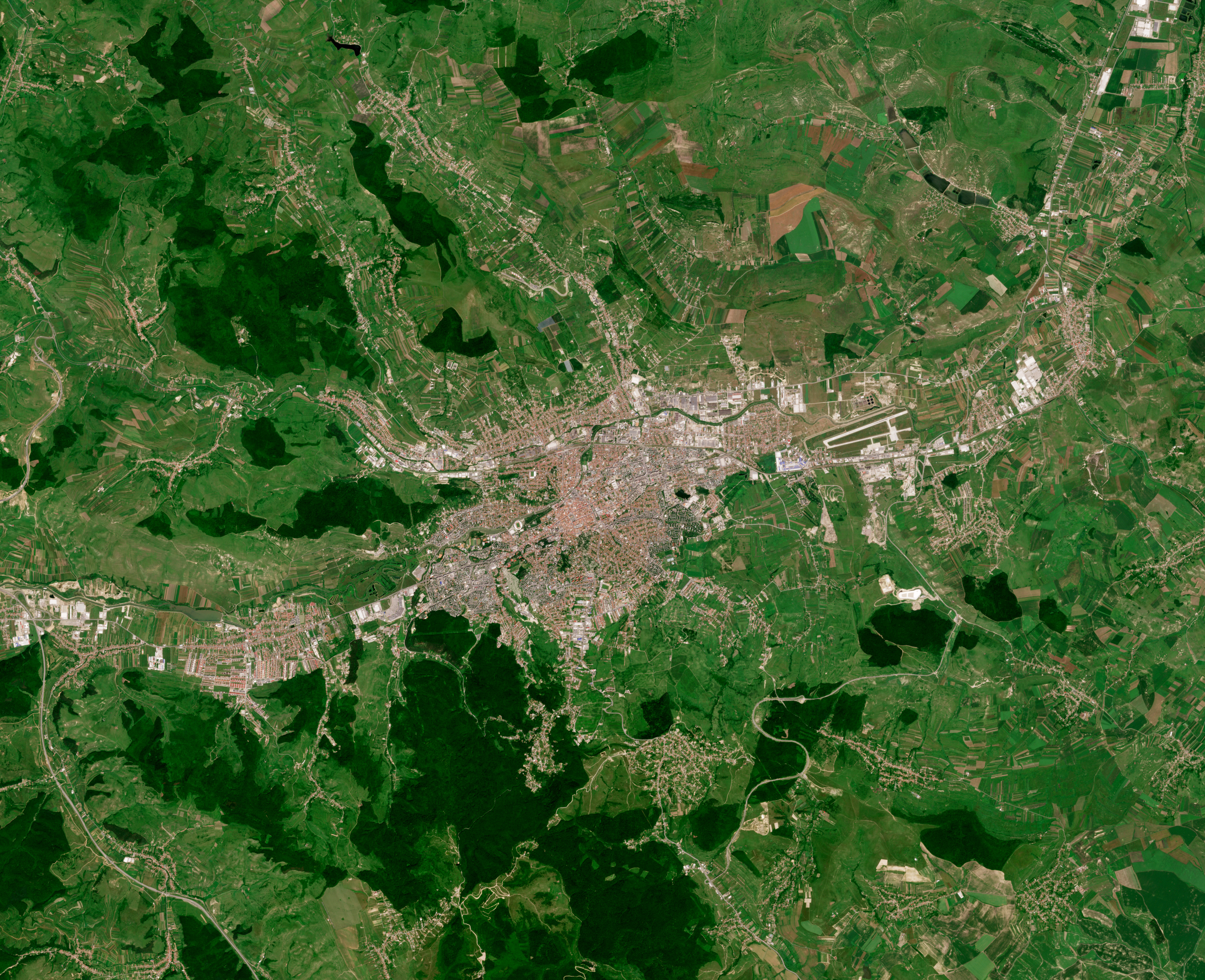
Imagine din satelit cu municipiul Cluj-Napoca și comunele învecinate

Municipiul Cluj-Napoca este situat în zona central-nord-vestică a Transilvaniei, având o suprafață administrativă de 179,5 km² și o suprafață construită de circa 36 km². Situat în zona de legătură dintre Munții Apuseni, Podișul Someșan și Câmpia Transilvaniei, orașul este plasat la intersecția paralelei 46°46'N cu meridianul 23°36'E. Se întinde pe văile râurilor Someșul Mic și Nadăș și, prin anumite prelungiri, pe văile secundare ale pâraielor Popești, Chintău, Borhanci și Popii.

### Topografie
Spre sud-est, ocupă spațiul terasei superioare de pe versantul nordic al dealului Feleac, fiind înconjurat pe trei părți de dealuri și coline cu înălțimi între 500 și 825 m. La est, în continuarea orașului, se întinde Podișul Someșan, iar la nordul orașului se află Dealul Morilor (670 m), Dealul Lombului (682 m), Dealul Steluța, Dealul Chinteni, Dealul Râpos (578 m), Dealul Sf. Gheorghe, Dealul Bogamaia (609 m) și Dealul Fânațelor (513 m). Înspre vest se află o suită de dealuri, cum ar fi dealul Hoia (506 m), dealul Gârbăului (570 m), dealul Sf. Pavel (538 m), Dealul Melcului (615 m) și Dealul Suceagului (637 m). Odinioară în afara orașului, acum în interior însă, se află dealul Calvaria și dealul Cetățuia.

### Hidrografie
Municipiul Cluj-Napoca este străbătut de două râuri, Someșul Mic și Nadăș, de pâraiele Țiganilor, Popești, Nădășel, Chintenilor, Becaș și Murătorii, precum și de un curs artificial, Canalul Morii. Patru lacuri artificiale se află în partea estică a orașului în zonele Gheorgheni și Între Lacuri.

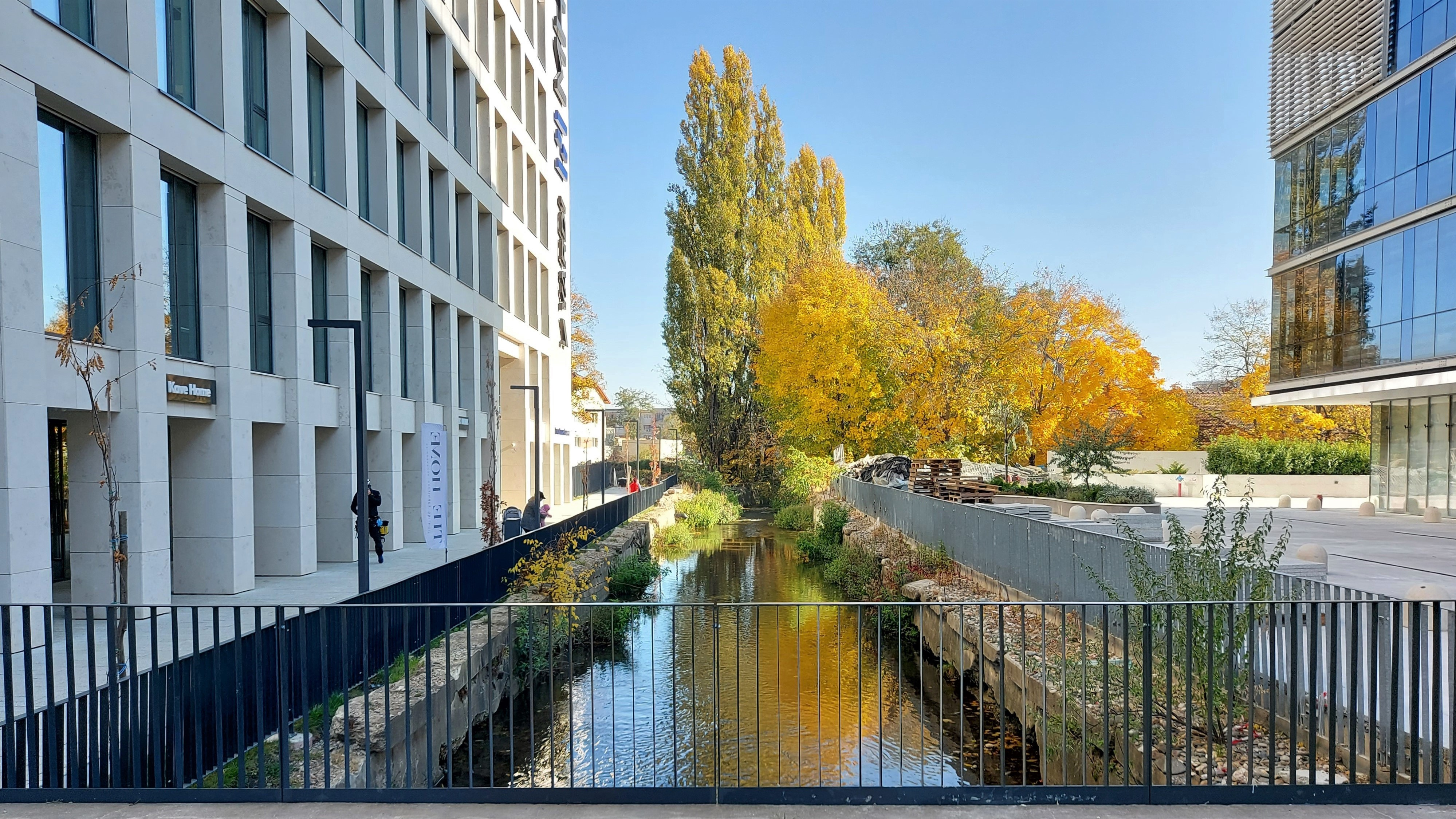
Canalul Morii
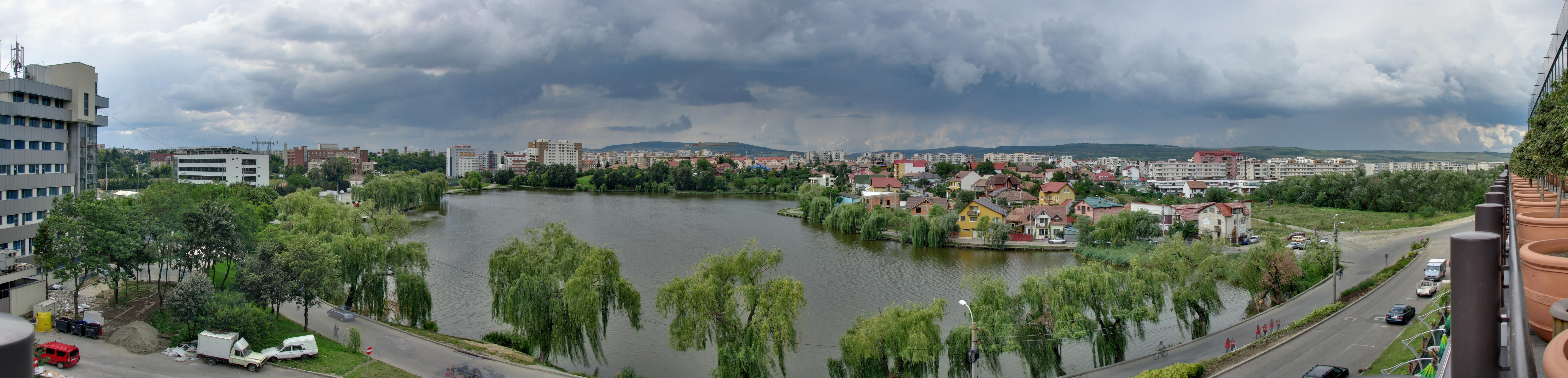
Lacul Gheorgheni, lângă Iulius Mall
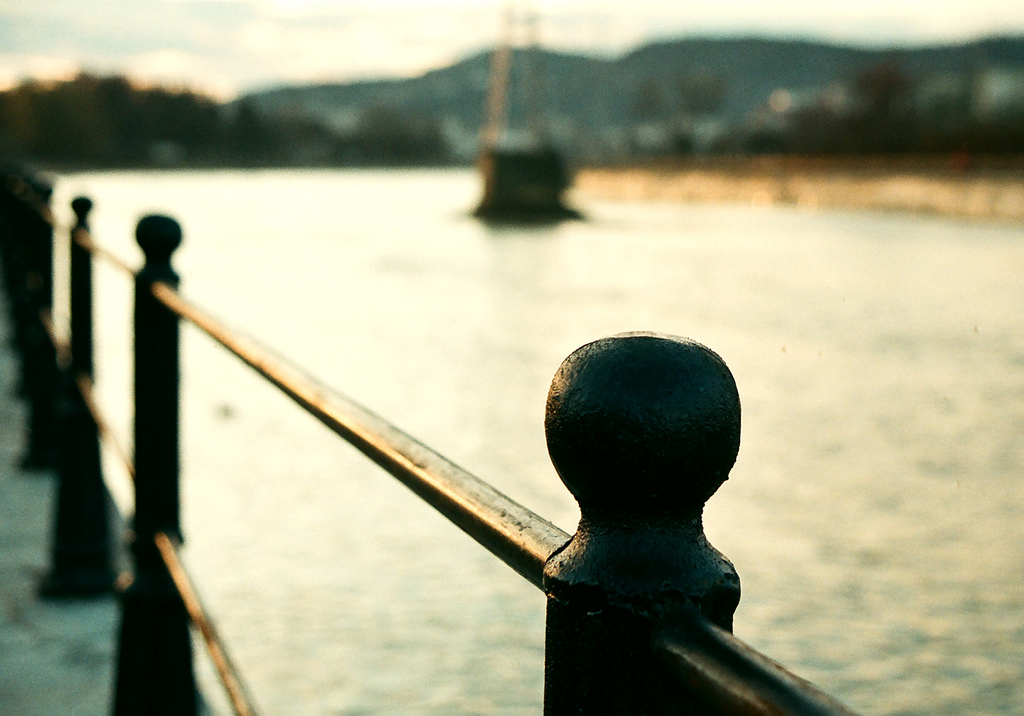
Someșul Mic

### Faună și floră

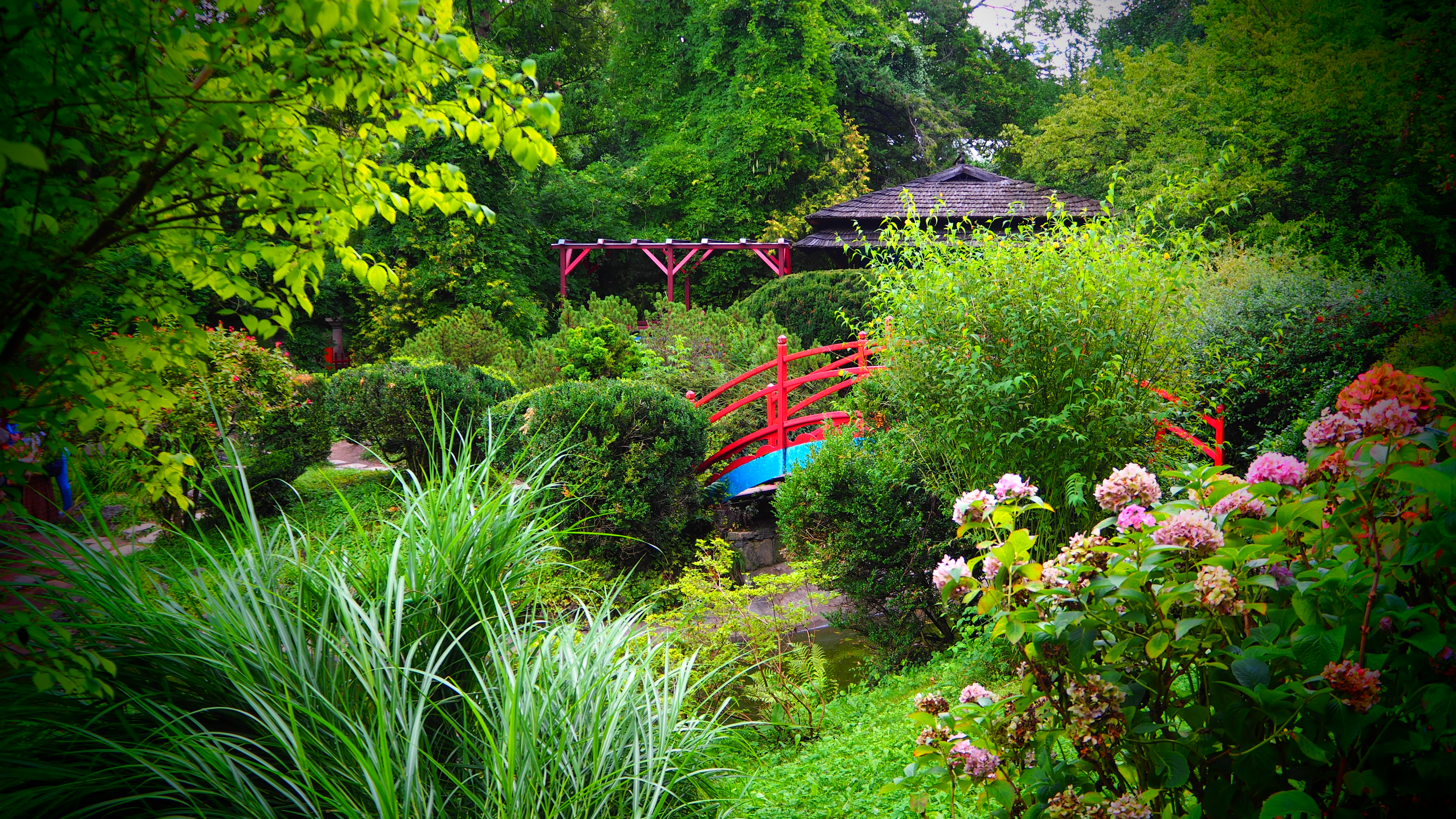
Grădina Botanică

Dealurile care înconjoară orașul sunt în mare parte acoperite cu păduri și pășuni. În cadrul granițelor administrative ale Clujului se află parțial sau integral cinci rezervații naturale: Cheile Baciului, Fânațele Clujului, Făgetul Clujului, Rezervația de orbeți de la Apahida și Valea Morilor și un sit sit de importanță comunitară inclus în rețeaua europeană Natura 2000 în România (Făgetul Clujului - Valea Morii).
Flora orașului este cea mai diversă în pădurile Făget și Hoia, în care se găsesc specii de stejar pufos, fag, carpen, corn, alun, salcâm, gorun, pin silvestru, pin negru, tei, arțar, măr și păr sălbatic. Fauna Clujului este compusă din animale terestre precum bursucul, căprioara, jderul, șoarecele de câmp, pisica sălbatică, vulpea, veverița, mistrețul, iepurele de câmp sau gușterul, dar și zburătoare precum liliacul, mierla, cucul, gaița, pițigoiul mare, pițigoiul albastru, țicleanul, cinteza sau cucuveaua. În rezervația Fânațele Clujului trăiesc exemplare de viperă de fâneață. O floră foarte bogată se găsește și în interiorul Grădinii Botanice „Alexandru Borza”, loc în care și-au găsit adăpostul și unele specii de animale sălbatice.

### Climă
Clima Clujului este temperat-continentală, cu influențe oceanice, cu ierni reci, dar în general lipsite de viscole și veri calde, dar instabile. Temperatura medie anuală în Cluj-Napoca este de 8,2°C, iar media precipitațiilor este de 557 mm. Trecerea de la iarnă la vară se face, de obicei, la sfârșitul lunii aprilie, iar cea de la toamnă la iarnă în luna noiembrie.

Temperatura minimă absolută înregistrată a fost de –34,2°C pe data de 23 ianuarie 1963, temperaturi foarte scăzute mai înregistrându-se și pe 11 februarie 1929 (–32°C) sau 13 ianuarie 1985 (–26°C). Temperatura maximă absolută a fost înregistrată pe data de 25 august 2012 (38,5°C), precedentul record fiind de 38°C (24 iulie 2007). În medie, cea mai caldă lună este iulie, în timp ce cea mai rece este ianuarie. Începând cu secolul XXI, iernile au devenit mai blânde, cu temperaturi care rareori scad sub –15°C și cu zăpadă din ce în ce mai puțină. Verile sunt din ce în ce mai calde, crescând numărul de zile tropicale (în care maxima depășește 30°C). Media precipitațiilor anuale atinge 594 mm, cea mai ploioasă lună fiind iunie (90,5 mm), iar cea mai uscată, februarie (24,5 mm).
| Date climatice pentru Cluj-Napoca (1961-1990)              | Date climatice pentru Cluj-Napoca (1961-1990) | Date climatice pentru Cluj-Napoca (1961-1990) | Date climatice pentru Cluj-Napoca (1961-1990) | Date climatice pentru Cluj-Napoca (1961-1990) | Date climatice pentru Cluj-Napoca (1961-1990) | Date climatice pentru Cluj-Napoca (1961-1990) | Date climatice pentru Cluj-Napoca (1961-1990) | Date climatice pentru Cluj-Napoca (1961-1990) | Date climatice pentru Cluj-Napoca (1961-1990) | Date climatice pentru Cluj-Napoca (1961-1990) | Date climatice pentru Cluj-Napoca (1961-1990) | Date climatice pentru Cluj-Napoca (1961-1990) | Date climatice pentru Cluj-Napoca (1961-1990) |
| Luna                                                       | Ian                                           | Feb                                           | Mar                                           | Apr                                           | Mai                                           | Iun                                           | Iul                                           | Aug                                           | Sep                                           | Oct                                           | Nov                                           | Dec                                           | Anual                                         |
| ---------------------------------------------------------- | --------------------------------------------- | --------------------------------------------- | --------------------------------------------- | --------------------------------------------- | --------------------------------------------- | --------------------------------------------- | --------------------------------------------- | --------------------------------------------- | --------------------------------------------- | --------------------------------------------- | --------------------------------------------- | --------------------------------------------- | --------------------------------------------- |
| Maxima medie °C (°F)                                       | 0.3 (32,5)                                    | 3.2 (37,8)                                    | 9.9 (49,8)                                    | 15 (59)                                       | 20.3 (68,5)                                   | 22.6 (72,7)                                   | 24.5 (76,1)                                   | 24.3 (75,7)                                   | 20.7 (69,3)                                   | 14.6 (58,3)                                   | 6.3 (43,3)                                    | 1.8 (35,2)                                    | 13,6 (56,5)                                   |
| Media zilnică °C (°F)                                      | −3.4 (25,9)                                   | −1.2 (29,8)                                   | 4.1 (39,4)                                    | 9 (48)                                        | 14.2 (57,6)                                   | 16.6 (61,9)                                   | 18.2 (64,8)                                   | 17.8 (64)                                     | 14.1 (57,4)                                   | 8.5 (47,3)                                    | 2.4 (36,3)                                    | −1.5 (29,3)                                   | 8,2 (46,8)                                    |
| Minima medie °C (°F)                                       | −6.5 (20,3)                                   | −4.7 (23,5)                                   | −0.6 (30,9)                                   | 3.9 (39)                                      | 8.6 (47,5)                                    | 11.3 (52,3)                                   | 12.7 (54,9)                                   | 12.2 (54)                                     | 8.9 (48)                                      | 3.8 (38,8)                                    | −0.7 (30,7)                                   | −4.2 (24,4)                                   | 3,7 (38,7)                                    |
| Ploaie mm (inches)                                         | 24 (0.94)                                     | 20 (0.79)                                     | 22 (0.87)                                     | 48 (1.89)                                     | 69 (2.72)                                     | 95 (3.74)                                     | 81 (3.19)                                     | 60 (2.36)                                     | 36 (1.42)                                     | 31 (1.22)                                     | 30 (1.18)                                     | 32 (1.26)                                     | 548 (21,57)                                   |
| Zăpadă cm (inches)                                         | 6 (2.4)                                       | 11.5 (4.53)                                   | 5.8 (2.28)                                    | 1.3 (0.51)                                    | 0 (0)                                         | 0 (0)                                         | 0 (0)                                         | 0 (0)                                         | 0 (0)                                         | 0.5 (0.2)                                     | 2.6 (1.02)                                    | 5.8 (2.28)                                    | 33,5 (13,19)                                  |
| Umiditate [%]                                              | 87                                            | 82                                            | 74                                            | 72                                            | 74                                            | 77                                            | 76                                            | 76                                            | 78                                            | 81                                            | 86                                            | 88                                            | 79                                            |
| Nr. mediu de zile ploioase                                 | 6                                             | 5                                             | 5                                             | 9                                             | 11                                            | 11                                            | 10                                            | 8                                             | 6                                             | 6                                             | 7                                             | 7                                             | 91                                            |
| Ore însorite                                               | 70.9                                          | 98.8                                          | 165.2                                         | 174.7                                         | 230.8                                         | 238.6                                         | 273.8                                         | 261.6                                         | 204.8                                         | 166.2                                         | 74.9                                          | 54.7                                          | 2.015                                         |
| Sursa nr. 1: Hong Kong Observatory, NOAA                   |                                               |                                               |                                               |                                               |                                               |                                               |                                               |                                               |                                               |                                               |                                               |                                               |                                               |
| Sursa nr. 2: Deutscher Wetterdienst (umiditate, 1973–1993) |                                               |                                               |                                               |                                               |                                               |                                               |                                               |                                               |                                               |                                               |                                               |                                               |                                               |

## Demografie
Conform recensământului din 2011, populația municipiului Cluj-Napoca în acel an era de 324.576 de locuitori, în creștere față de recensământul din 2002, când se înregistraseră 317.953 de locuitori. Din punct de vedere etnic, populația orașului era alcătuită din 245.737 români (75,71%), 49.565 maghiari (15,27%), 3.273 rromi (1,01%) și 2.601 alte etnii (8,01%).
Apartenența religioasă era majoritar ortodoxă română, de această confesiune aparținând 212.975 de oameni (65,62%). Restul populației era împărțită între un număr mare de culte: reformați (9,73%), romano-catolici (4,6%), greco-catolici (4,36%), penticostali (2,49%) și baptiști (1,11%). Aproximativ 9% din populație nu și-a precizat apartenența religioasă la recensământ sau nu are una.
|  | Graficele sunt indisponibile din cauza unor probleme tehnice. Mai multe informații se găsesc la Phabricator și la wiki-ul MediaWiki. |

|  | Graficele sunt indisponibile din cauza unor probleme tehnice. Mai multe informații se găsesc la Phabricator și la wiki-ul MediaWiki. |

|  | Graficele sunt indisponibile din cauza unor probleme tehnice. Mai multe informații se găsesc la Phabricator și la wiki-ul MediaWiki. |

### Istoric
Începând cu fondarea orașului medieval, compoziția etnică și apartenența religioasă în oraș a fluctuat. În secolele XIII și XIV, coloniștii sași alcătuiesc majoritatea populației, raportul între aceștia și populația maghiară echilibrându-se în a doua jumătate a secolului XV, ulterior maghiarii devenind majoritari. Această stare se schimbă doar începând cu anii 1950, în urma mișcărilor de populație din rural în urban, când etnicii români devin majoritari.
Clujul s-a dezvoltat din punct de vedere demografic mai ales în secolul al XX-lea, în decurs de 100 de ani crescând de peste șase ori ca număr de locuitori, de la o populație de 50.908 în anul 1900, la 328.602 la recensământul din 1992. Creșterea demografică din cea de-a doua jumătate a secolului al XX-lea se datorează în mare parte așezării în localitate a populației din mediile rurale învecinate. Din punct de vedere etnic și confesional, populația orașului a ajuns să aibă aceleași proporții ca zona rurală înconjurătoare.
Pe fondul unei scăderi de populație în toată România după revoluția din 1989, la finalul secolului XX, populația Clujului suferă singura scădere de la începutul înregistrării valorilor, de la 328.602 în 1992 la 317.953 în 2002. Creșterea se reia în primele două decenii ale secolului XXI, înregistrându-se o populație de 324.576 la recensământul din 2011.
În primele două decenii ale secolului XXI, profilul etnic al Clujul se diversifică datorită creșterii numărului de studenți străini, azilanți, dar și a numărului de migranți economici atrași de oportunitățile oferite de mediul de afaceri și academic din Cluj.

### Grupuri etnice
Populația Clujului este predominant de etnie română (75,71%), existând o minoritate semnificativă de maghiari (15,27%) și una mai mică de romi (1%). Pentru 7,13% din populație nu se cunoaște apartenența etnică. Restul de 0,89% este compus dintr-o varietate de etnii fie cu rădăcini istorice în zona Transilvaniei, fie venite din afara Ardealului datorită atractivității economice și academice a orașului.

#### Comunitatea română
Înaintea anului 1918, populația de limbă română a variat, ca proporție din totalul orașului, între 21% în anul 1850 și aproximativ 14% în anul 1910, conform ultimului recensământ organizat de Imperiul Austro-Ungar. În timpul perioadei interbelice, principalul flux migrator este cel din satele și orașele mici din jur, către Cluj. La acesta s-a adăugat și migrația internă a românilor din Vechiul Regat către Ardeal și emigrarea etnicilor maghiari din Transilvania către Regatul Ungariei. Proporția de români în Cluj a crescut la aproximativ 36%, conform recensământului din 1930. Perioada comunistă a adus cu ea un val de urbanizare și industrializare a Clujului și, cu ea, un nou rând de migrare a etnicilor români către oraș, aceștia ajungând la paritate cu populația maghiară în 1956 și depășind-o numeric la scurt timp după. După revoluția din 1989, populația română a variat ca proporție între aproximativ 75% și 79%.
La recensământul din 2011 erau 245.737 de români (75,71%) în Cluj.

#### Comunitatea maghiară

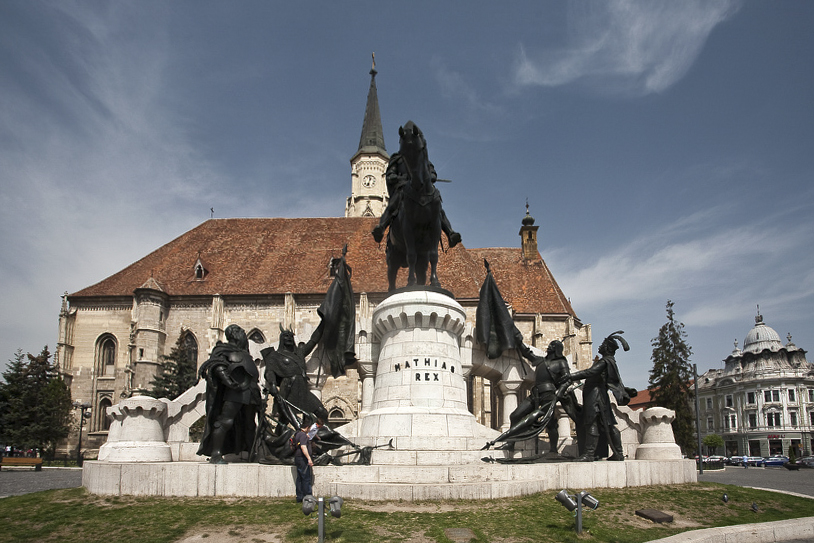
Monumentul Matia Corvin, rege al Ungariei

Comunitatea maghiară a fost etnia majoritară a orașului, cel puțin din a doua jumătate a secolului XV, când a depășit-o numeric pe cea sasă, până în secolul XX, când a fost întrecută numeric de cea română. Cetățenii de limbă maghiară alcătuiau în jur de 80% din populația orașului în anul 1910. Ulterior Primului Război Mondial și a unirii Transilvaniei cu România, proporția de maghiari scade la aproximativ 50% ca urmare a emigrării membrilor comunității și a creșterii numărului de români și evrei. În 1940, Regatul Ungariei anexează Transilvania de Nord conform Dictatului de la Viena, eveniment care duce la un exod al românilor din Cluj și o strămutare în masă a maghiarilor în oraș. Astfel, procentajul de etnici maghiari din Cluj sare de la 46% în 1930 la 85% în 1941. După sfârșitul celui de-al Doilea Război Mondial, Clujul revine sub administrație românească, iar mișcările de populație de la începutul anilor 1940 sunt inversate. Cu excepția populației evreiești, decimată în Holocaust, împărțirea etnică a Clujului revine la cea de dinainte de război.
Conform recensământului din anul 2011, în Cluj-Napoca trăiesc 49.565 de maghiari. După Târgu Mureș, în Cluj se regăsește cea mai mare comunitate maghiară urbană din România, cu o viață culturală și academică intensă. În oraș funcționează Opera Maghiară și Teatrul Maghiar de Stat și studiază peste 10.000 de studenți de etnie maghiară, precum și câteva mii de elevi. În Cluj se găsesc mai multe instituții maghiare de învățământ superior și cercetare: Universitatea Sapientia, Societatea Muzeului Ardelean, Societatea Maghiară Tehnico-Științifică din Transilvania, Societatea Bolyai, etc.

#### Comunitatea germană
Alături de comunitatea maghiară, cea germană (sau sasă) este printre cele mai vechi din oraș, primii coloniști germani contribuind la fondarea cetății medievale în jurul anului 1260. În perioada medievală, sașii au fost cel mai numeros grup etnic din oraș, această situație schimbându-se în secolul XV. Se estimează că, în acest secol, sașii constituiau aproximativ 40% din populația orașului, această proporție scăzând la circa 20% până în secolul XVII. Pe fondul unor divergențe religioase cu comunitatea maghiară, etnicii germani emigrează treptat din oraș, la începutul secolului XX aceștia alcătuind doar circa 3% din totalul populației.
În urma emigrării în masă a populației germane din România în a doua jumătate a secolului XX, în Cluj au mai rămas doar câteva sute de etnici germani. La referendumul din 2011, 544 de locuitori ai Clujului s-au declarat ca aparținând etniei.

#### Comunitatea romă
Comunitatea romă este prezentă în Cluj cel puțin din secolul XIX. În 2011 erau 3.273 de persoane de etnie romă cu reședința în Cluj-Napoca, constituind aproximativ 1% din populația orașului. Romii din Cluj se împart în mai multe comunități compacte, localizate în câteva arii geografice restrânse. Familiile cele mai afectate de excluziune socială trăiesc în zona Pata Rât, împărțită în patru comunități învecinate: Dallas, Cantonului, Zona Verde/Coastei și Rampa. Alte comunități compacte se mai află la nord de Gară, în cartierul Iris și în părțile estice ale cartierelor Mărăști și Între Lacuri.

#### Alte minorități etnice
De-a lungul istoriei Clujului, au existat câteva comunități minore, cu o prezență în oraș de doar zeci sau sute de membri. În perioada secolelor XVI–XX, în care Clujul a făcut parte din Monarhia Habsburgică, stat multi-etnic și multi-confesional, în oraș sau stabilit câteva zeci sau sute de ucrainieni, polonezi, cehi, slovaci și sârbi. Începând cu secolul XXI, atractivitatea pieței muncii și a mediului academic a determinat un număr tot mai mare de cetățeni străini să se stabilească în Cluj, sporind diversitatea minorităților orașului. Peste 6.400 de cetățeni străini, proveniți din 113 țări ale lumii, locuiau în anul 2015 în Cluj. Cei mai mulți proveneau din Franța (1.009), Italia (723), Germania (516), Republica Moldova (447) și Tunisia (297). În anul 2018, numărul cetățenilor străini din Cluj crescuse la 8.900.

### Religie
Viața religioasă cunoaște vechi tradiții și o mare diversitate în Cluj. În oraș își au sediul Mitropolia Clujului, Maramureșului și Sălajului, patru episcopii, Episcopia de Cluj-Gherla (greco-catolică), Eparhia Reformată din Ardeal, Episcopia Unitariană Maghiară și Episcopia Evanghelică Luterană, un vicariat romano-catolic, un templu musulman și mai multe sinagogi evreiești, dintre care una vie până în prezent.

#### Comunitatea ortodoxă
Ortodocșii români alcătuiesc cea mai numeroasă comunitate confesională a Clujului modern, în număr de 212.975, reprezentând 65,62% din populația orașului în 2011. În trecut, această comunitate a fost una minoritară, în anul 1790 aflându-se doar 129 de ortodocși români între zidurile orașului. Numărul acestora s-a mărit pe măsură ce populația română din oraș a depășit-o numeric pe cea maghiară. Numărul ortodocșilor români a crescut, de asemenea, în urma interzicerii Bisericii Greco-Catolice de către guvernul Petru Groza și integrarea credincioșilor în Biserica Ortodoxă Română.

#### Comunitatea greco-catolică
Începând cu formarea Bisericii Române Unite cu Roma la începutul secolului XVIII, Clujul a fost un important centru al comunității greco-catolice. Prima biserică unită este construită la Cluj între anii 1801 și 1803 cu sprijinul episcopului Ioan Bob pentru a deservi unei comunități de aproximativ 2.000 de credincioși. Pe parcursul secolului al XIX-lea, numărul credincioșilor greco-catolici crește semnificativ, iar apoi scade dramatic în urma desființării Bisericii Unite în anul 1948 de către guvernul Petru Groza.
În anul 2011, în Cluj aveau reședința 14.152 de credincioși greco-catolici, echivalent cu 4,3% din populația orașului.

#### Comunitatea romano-catolică
Cultul romano-catolic este unul din cele mai vechi din Cluj, acesta fiind adus de coloniștii sași și maghiari la începutul mileniului al II-lea. Între secolele XI și XVI, populația Clujului a aparținut aproape exclusiv confesiunii romano-catolice, această situație schimbându-se după convertirea unei părți semnificative a populației la luteranism, calvinism sau unitarianism în urma Reformei Protestante. Ponderea catolicilor din populația totală scade din nou în secolele XIX și XX, odată cu mutarea în oraș în număr mare a comunităților de evrei și, ulterior, a românilor ortodocși.
În anul 2011 erau 14.940 de romano-catolici în Cluj-Napoca, echivalent cu 4,6% din populația orașului.

#### Comunitățile protestante

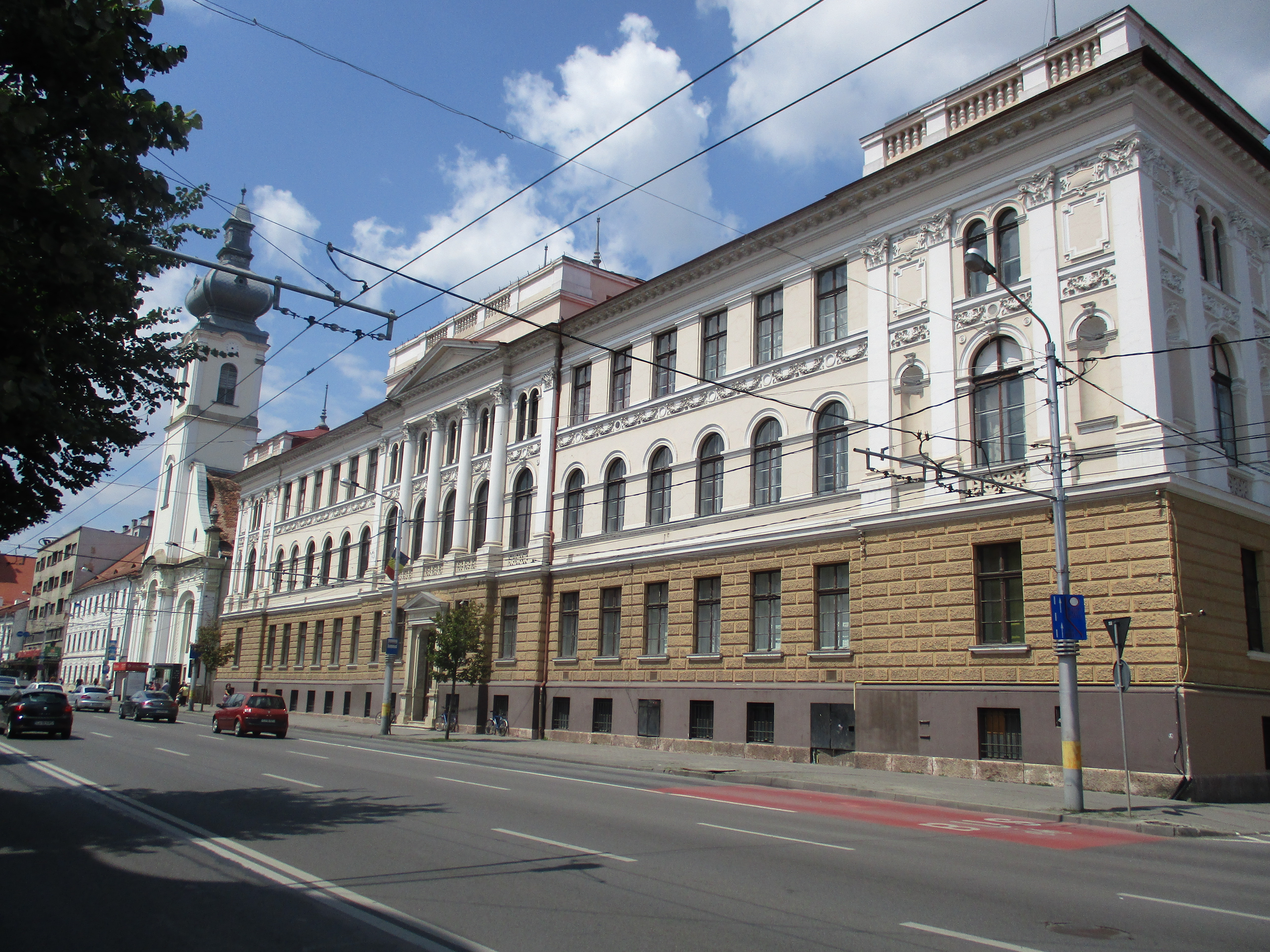
Liceul Unitarian și Biserica Unitariană

În anul 2011, în Cluj-Napoca erau aproximativ 50.000 de protestanți dintre care 31.597 erau reformați, 8.083 penticostali, 3.603 baptiști, 2.946 unitarieni, 1.907 martori ai lui Iehova, 1.028 adventiști și 434 luterani. Comunitățile protestante sunt prezente în oraș cel puțin de la jumătatea secolului XVI, când o parte semnificativă a orașului s-a convertit la calvinism (predominant maghiarii) sau luteranism (predominant sașii), iar ulterior la unitarianism. Comunitățile neoprotestante de penticostali, baptiști, martori ai lui Iehova și adventiști au devenit relevante ca număr doar la finalul secolului XX.

#### Comunitatea evreiască
Deși primele atestări ale prezenței comunității evreiești în Cluj datează din anul 1481, în oraș nu a existat o comunitate stabilă până în secolul XIX din cauza legilor care restricționau posibilitățile de activitate ale evreilor în Principatul Transilvaniei. După relaxarea legilor punitive la adresa acesteia în anul 1851, populația evreiască din Cluj a început să crească într-un ritm accelerat. Aceasta a crescut de la doar 109 în anul 1835, la 13.094 în anul 1930, constituind aproximativ 15% din populația orașului. Populația evreiască scade dramatic în timpul Holocaustului, cele câteva mii de evrei care supraviețuiesc lagărelor de concentrare, revenind în Cluj în 1945. În deceniile următoare, mulți din aceștia au emigrat în Israel și în Statele Unite ale Americii, în secolul XXI rămânând sub 200.
Cu toate că dimensiunea comunității evreiești din Cluj a scăzut dramatic față de apogeu, aceasta este în continuare prezentă prin bogata moștenire arhitecturală lăsată orașului. Începând cu anul 1851 și de-a lungul primei jumătăți a secolului XX au fost construite în Cluj cinci sinagogi care deserveau comunitatea în creștere. Acestea au fost vandalizate în anul 1927 de către bande de studenți afiliate Gărzii de Fier, iar ulterior jefuite și grav afectate în Al Doilea Război Mondial, de ambele dăți fiind restaurate. În urma Holocaustului și a emigrării evreilor în Israel, sinagogile Șas Hevra, Poale Țedek și cea Ortodoxă s-au închis treptat, singura rămasă activă până în secolul XXI fiind Sinagoga Neologă, cunoscută și ca Templul Deportaților.

#### Alte comunități religioase
La recensământul din anul 2011, 2.428 de locuitori ai orașului au declarat că au o altă confesiune în afara opțiunilor din formular. În același an, în oraș era o comunitate de 879 de musulmani, majoritatea de origine arabă. Numărul de persoane nereligioase era de 2.809 (0,87%) , iar numărul de persoane care au refuzat să își declare religia a fost de 25.665 (7,91%).

## Administrație și politică
Municipiul Cluj-Napoca este împărțit, din punct de vedere administrativ, în 20 de cartiere și este administrat de un primar, doi viceprimari și un consiliu local.

### Împărțire administrativă

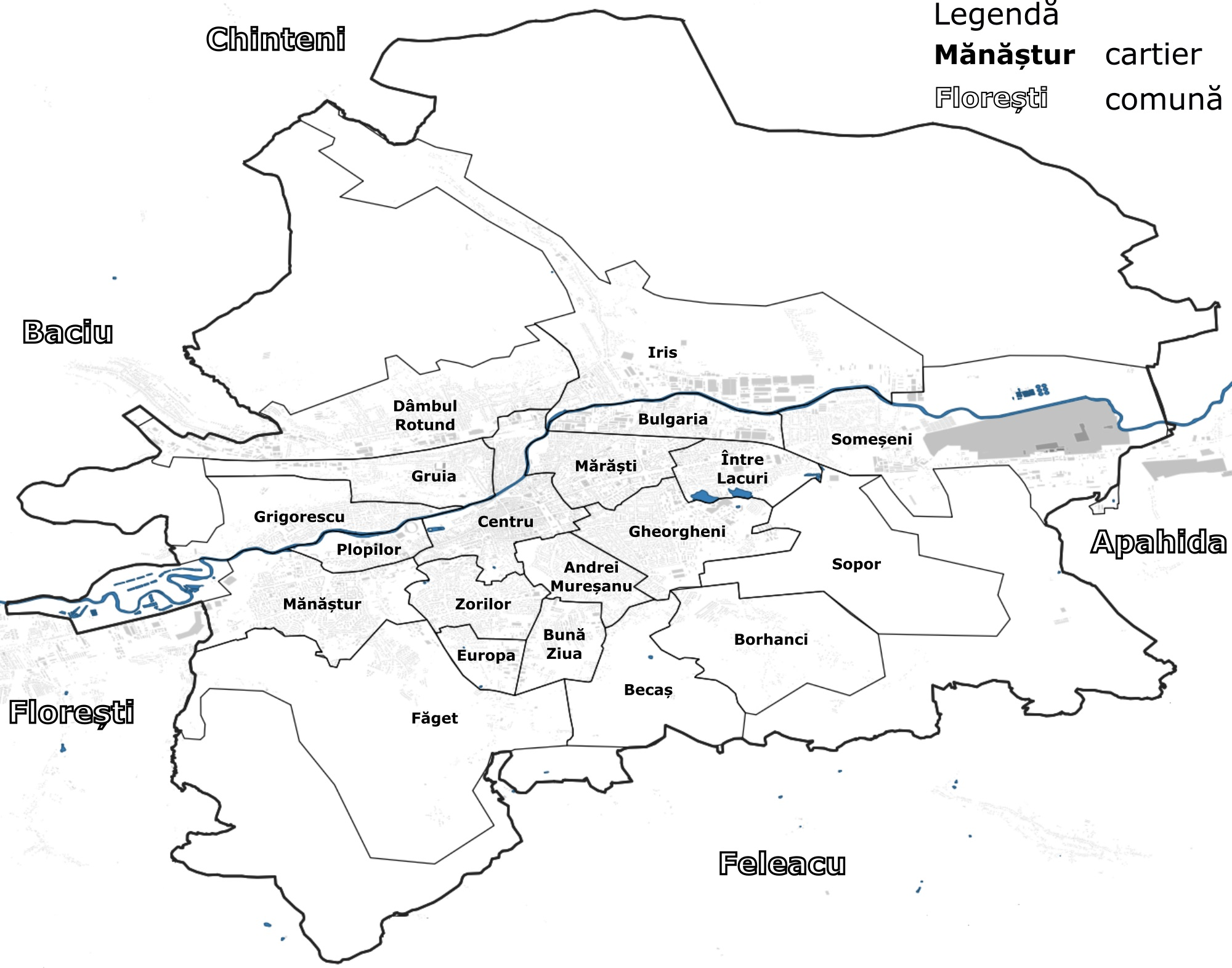
Dispunerea cartierelor clujene în 2020

Clujul este împărțit în 20 de cartiere dispuse circular, în jurul centrului, care s-au constituit în trei faze principale. Înainte de jumătatea secolului al XX-lea, s-a dezvoltat Centrul, și cartierele Gruia și Andrei Mureșanu, împreună cu zonele imediat învecinate. Odată cu urbanizarea forțată din timpul regimului comunist, au fost create mai multe cartiere de blocuri: Mănăștur, Gheorgheni, Mărăști, sau Zorilor. După revoluția din 1989, datorită liberalizării pieței imobiliare, suprafața construită a Clujului a crescut semnificativ, orașul dezvoltându-se în toate direcțiile, fapt care a dus la apariția unor noi cartiere precum Europa, Borhanci sau Sopor.

### Consiliu local
Istoria consiliului local Cluj începe în secolul XV, când împăratul romano-german, Sigismund de Luxemburg, acordă urbei dreptul de a-și alege 12 jurați drept consilieri. Numărul de consilieri a fost sporit în mai multe rânduri, Sfatul Clujului fiind format la jumătatea secolului al XV-lea. Numit și Centumviratul, acesta era format dintr-o sută de bărbați, jumătate maghiari și jumătate germani, împărțiți și în funcție de statut social, jumătate breslași și jumătate nobili. După reforma protestantă din secolul XVI, în consiliu au fost reprezentate comunitatea catolică și cea protestantă în mod egal. Instituția Centumviratului a fost desființată în 1848, prin promulgarea Legilor din Aprilie și uniformizarea administrativă în Regatul Ungariei.
Între 1948 și 1950, consiliul s-a numit Comitetul provizoriu local, Sfatul Popular al Clujului între 1950 și 1968, și Consiliul Popular al Municipiului Cluj din 1968, în anul 1974 fiind adăugată și denumirea de Napoca numelui. După revoluția din 1989, acesta a fost compus din 31 de consilieri, numărul fiind redus la 27 începând cu alegerile din 2004.
Municipiul Cluj-Napoca este administrat de un primar și un consiliu local compus din 27 consilieri. Primarul, Emil Boc, de la Partidul Național Liberal, este în funcție din 2012. Începând cu alegerile locale din 2024, consiliul local are următoarea componență pe partide politice:
|  | Partid                                  | Consilieri | Componența Consiliului | Componența Consiliului | Componența Consiliului | Componența Consiliului | Componența Consiliului | Componența Consiliului | Componența Consiliului | Componența Consiliului | Componența Consiliului | Componența Consiliului |
|  | --------------------------------------- | ---------- | ---------------------- | ---------------------- | ---------------------- | ---------------------- | ---------------------- | ---------------------- | ---------------------- | ---------------------- | ---------------------- | ---------------------- |
|  | Partidul Național Liberal               | 10         |                        |                        |                        |                        |                        |                        |                        |                        |                        |                        |
|  | Alianța Dreapta Unită                   | 5          |                        |                        |                        |                        |                        |                        |                        |                        |                        |                        |
|  | Uniunea Democrată Maghiară din România  | 4          |                        |                        |                        |                        |                        |                        |                        |                        |                        |                        |
|  | Partidul Social Democrat                | 3          |                        |                        |                        |                        |                        |                        |                        |                        |                        |                        |
|  | Alianța pentru Unirea Românilor         | 3          |                        |                        |                        |                        |                        |                        |                        |                        |                        |                        |
|  | Reînnoim Proiectul European al României | 2          |                        |                        |                        |                        |                        |                        |                        |                        |                        |                        |

### Primar
Începând cu anul 1860, Clujul a avut 44 de primari: 9 în perioada Marelui Principat al Transilvaniei și a Monarhiei Duale, 11 în perioada Regatului României, 2 în perioada ocupației Transilvaniei de Nord, 11 în perioada comunistă și 8 în perioada post-comunistă. Primarul actual, Emil Boc, de la Partidul Național Liberal, este în funcție din anul 2012.
Inițial, primăria și consiliul local se întruneau în Casa Sfatului din Piața Unirii, în clădirea cunoscută actualmente sub numele de Primăria veche. Începând cu sfârșitul secolului al XIX-lea, activitatea celor două instituții s-a mutat în Palatul Primăriei de pe strada Moților. Deși sediul central al primăriei se află în această clădire, o parte dintre cartierele Clujului dispun de sedii secundare pentru facilitarea interacțiunii cetățenilor cu administrația locală.

### Zona metropolitană

Zona metropolitană Cluj-Napoca

Zona metropolitană Cluj cuprinde municipiul Cluj-Napoca și 19 comune din apropiere: Aiton, Apahida, Baciu, Bonțida, Borșa, Căianu, Chinteni, Ciurila, Cojocna, Feleacu, Florești, Gilău, Gârbău, Jucu, Petreștii de Jos, Săvădisla, Sânpaul, Tureni și Vultureni. Conform recensământului din 2011, zona metropolitană Cluj-Napoca avea o populație de 411.379 de oameni. În anul 2020, era estimat că aceasta a crescut până în apropierea a 500.000 de oameni, în mare parte datorită migrației accentuate către Cluj-Napoca și comunele vecine: Florești, Baciu și Apahida.

### Calitatea vieții
Într-un clasament al calității vieții, Cluj-Napoca ocupa, la începutul anului 2021, locul 43 dintre 91 orașe europene studiate. Cluj-Napoca se afla în clasament deasupra unor metropole precum Barcelona (locul 59), Paris (locul 75), Londra (locul 62), Roma (locul 80) sau Moscova (locul 85). Clasamentul a fost realizat luându-se în considerare puterea de cumpărare, gradul de siguranță al populației, sistemul de sănătate și nivelul de poluare, printre altele.
Din punct de vedere al criminalității, Cluj-Napoca este unul dintre orașele cu cel mai ridicat grad de siguranță din România. Un studiu efectuat în anul 2020 a clasat Clujul pe locul 13 din lume ca siguranță (din 374 de orașe evaluate) și pe locul 1 din România. Baza de date statistice Numbeo arată că, în anul 2021, cea mai mare problemă de criminalitate percepută de locuitorii Clujului este cea a corupției și solicitării de mită, crimele violente fiind relativ rare. Același studiu arată că 91% din locuitorii orașului se simt în siguranță mergând singuri pe stradă ziua, iar 76% noaptea. Un top al siguranței cartierelor din 2017 pune cartierul Grigorescu pe primul loc din țară, urmat îndeaproape de cartierele Gheorgheni și Zorilor. Statisticile Inspectoratului de Poliție Cluj arată un nivel relativ constant de criminalitate între anii 2012 și 2020.

## Economie
Cluj-Napoca, împreună cu zona metropolitană Cluj, are una dintre cele mai mari și dinamice economii din România. Datorită forței de muncă înalt calificate, infrastructurii logistice, atractivitatea parcurilor industriale și costurilor relativ scăzute de a porni o afacere, Clujul a atras în anii 2000 și 2010 numeroși investitori străini sau locali. Printre companiile active fondate în oraș se numără Banca Transilvania, Napolact, Farmec, Jolidon, Terapia sau Ursus. PIB-ul pe cap de locuitor al orașului raportat la puterea de cumpărare era la nivelul de 150% din media UE în anul 2020. Clujul a fost orașul cu cea mai mare creștere economică din Uniunea Europeană între anii 2000 și 2020.

### Istoric
Industrializarea Clujului a început în a doua jumătate a secolului XIX. În anul 1870 și-au început activitatea Uzinele de Material Rulant. Ulterior, s-au deschis prima uzină electrică, în 1906 și fabrica de încălțăminte Clujana, în 1911.
Cea mai puternică etapă a dezvoltării industriale a orașului a fost în perioada comunistă, când s-au creat patru mari zone industriale:
1. Zona industrială est cu întreprinderile Iris, Unirea, Carbochim, Clujana, Sinterom, Terapia, Sanex, Electrometal, Combinatul de Utilaj Greu, ș.a.[253]
2. Zona industrială centrală, din care făceau parte Metalul Roșu, IMMR 16 Februarie, Tehnofrig, Armătura, Libertatea, Mucart, Farmec, Flacăra, Someșul, Feleacul, ș.a.[253]
3. Zona industrială Baciu, care cuprindea întreprinderile de minerit, morărit, panificație, producție legume și fructe, producție viticolă (actualul Prodvinalco), printre altele.[253]
4. Zona de depozitare Someșeni cu depozite industriale, terminalul CFR și baze de producție pentru construcții.[253]

O parte semnificativă a industriei clujene a falimentat după tranziția către economia de piață în urma revoluției din 1989. Singurul sector industrial semnificativ încă activ în limitele orașului este cel chimic (reprezentat prin fabrici precum Terapia), celelalte activități industriale fiind mutate în parcurile Tetarom din localitățile alăturate, în special Baciu, Apahida și Jucu.

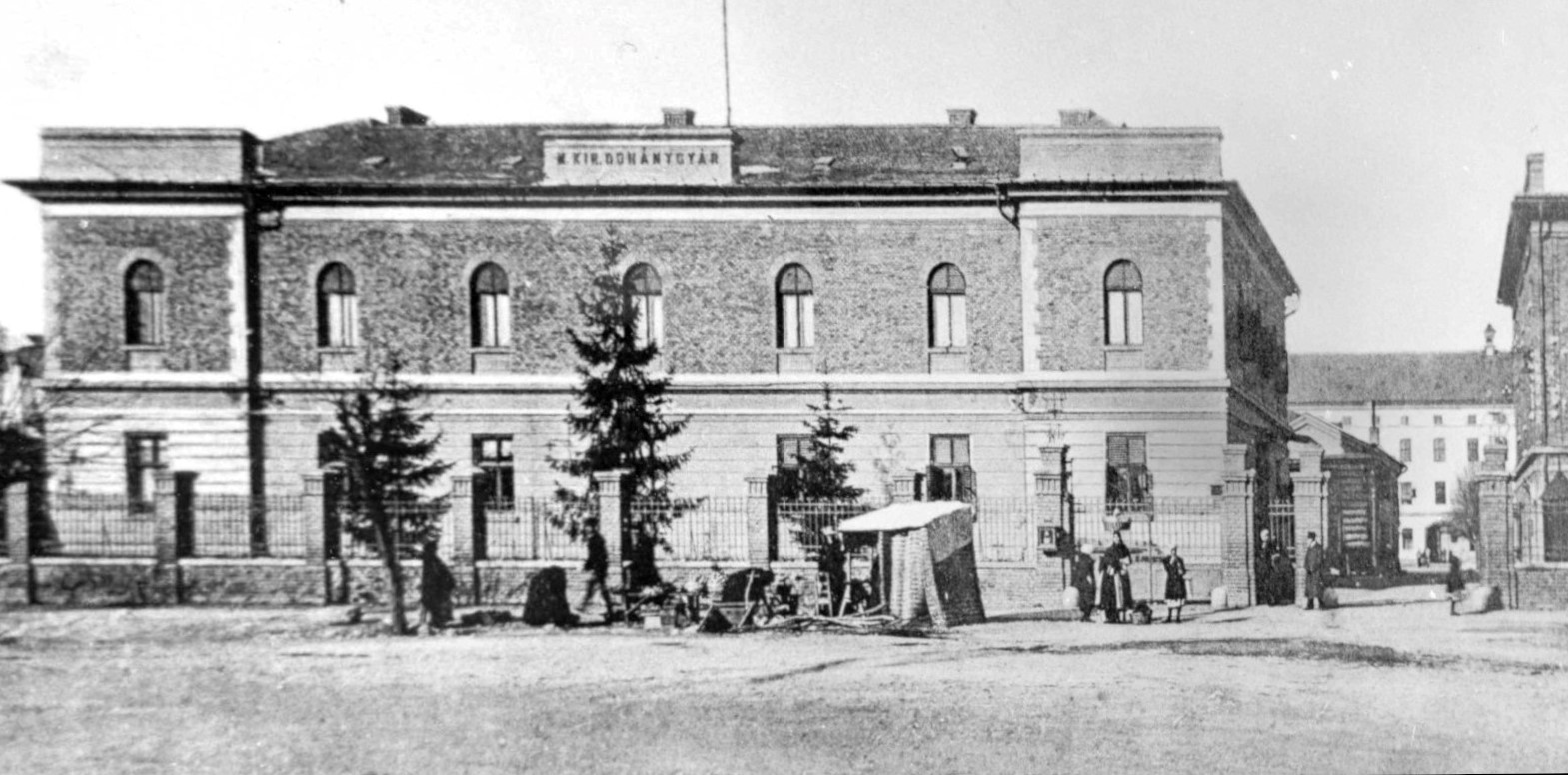
Fabrica de tutun în anii 1900
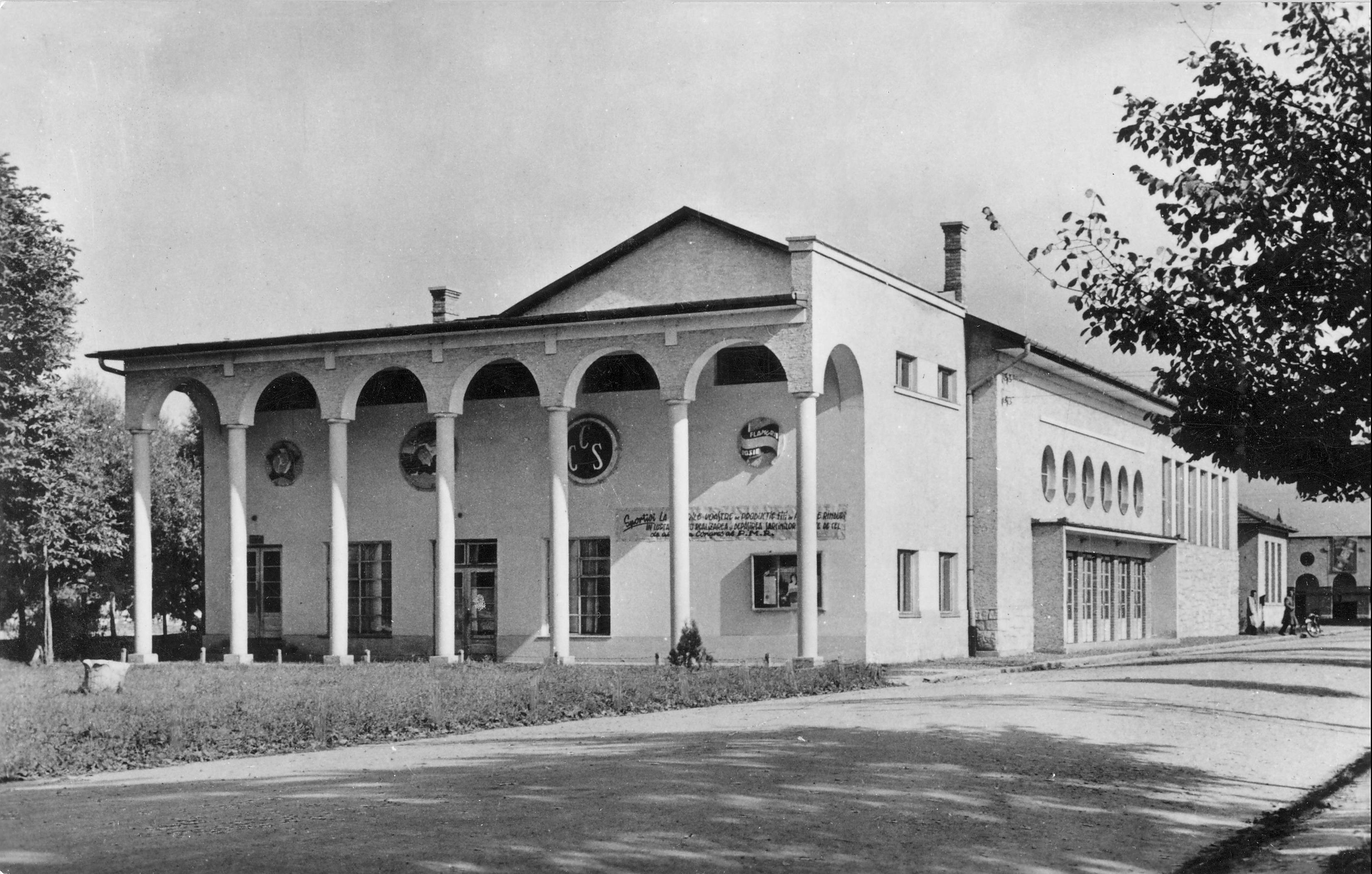
Fabrica de pantofi Clujana în anii 1960
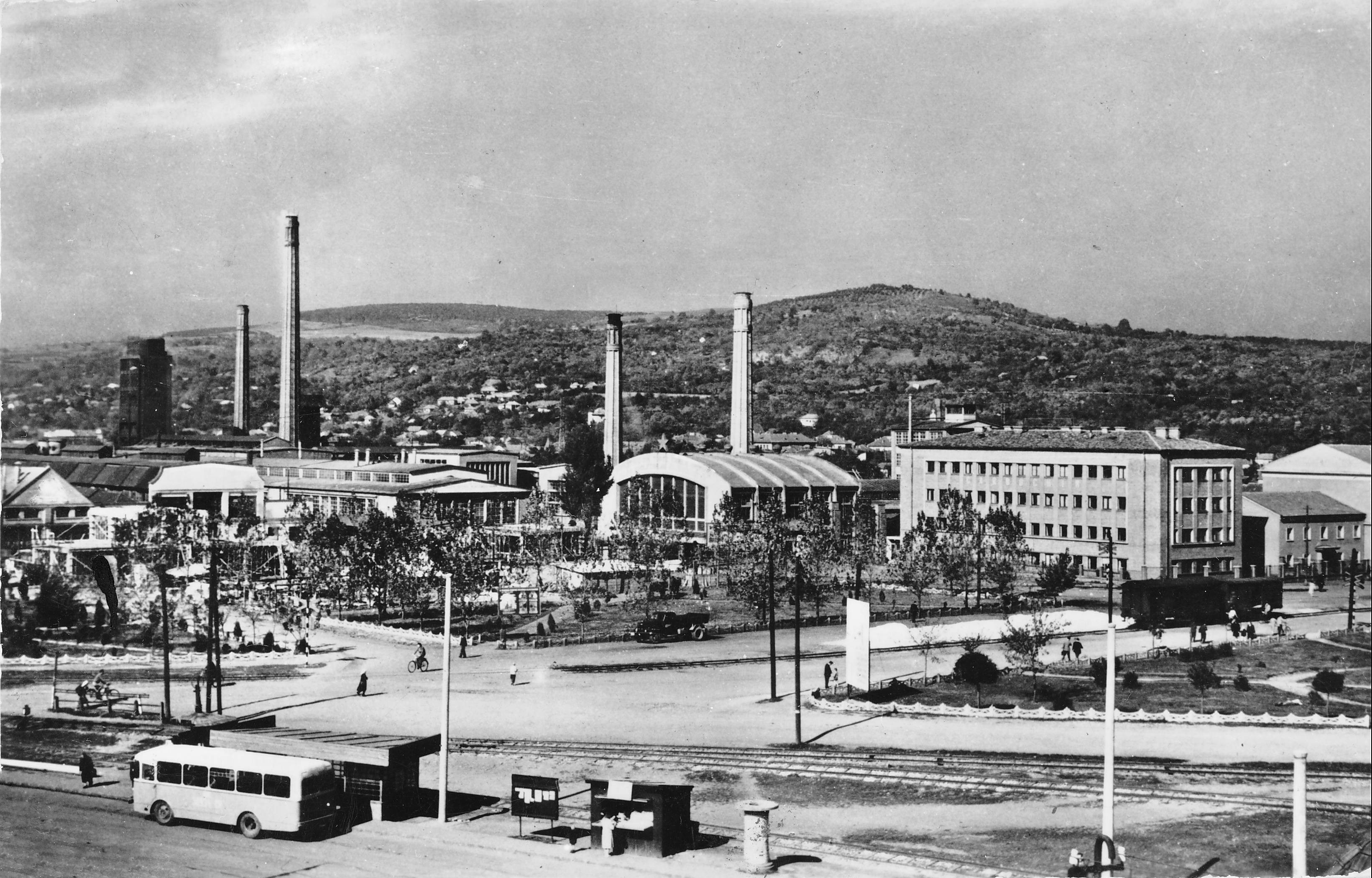
Uzina Carbochim în anii 1970
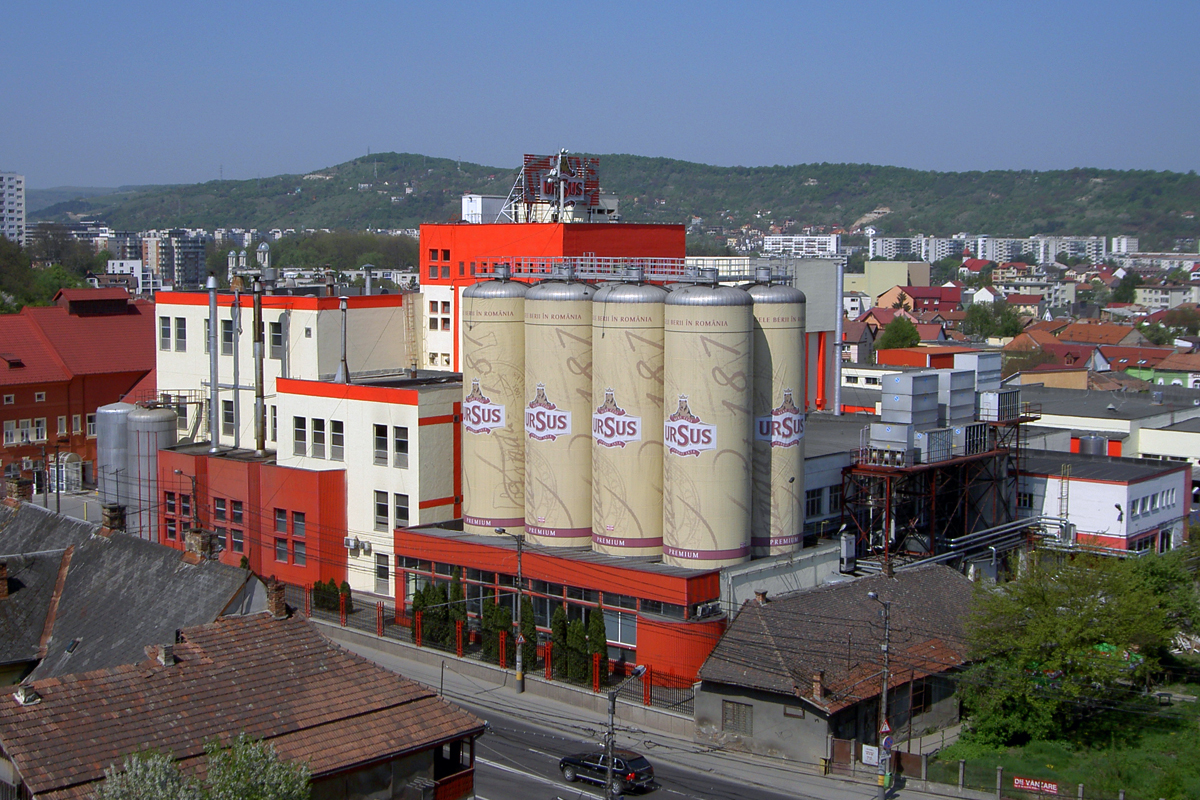
Fabrica de bere Ursus în anii 2000

### Mărime
Clujul avea în anul 2020 a doua cea mai mare economie locală din România, după București, veniturile private înregistrate fiind cu aproximativ 30% peste cele înregistrate în Timișoara, duble față de cele înregistrate în Constanța sau Craiova și triple față de cele înregistrate în Iași. Economia Clujului a avut cea mai mare creștere economică din Uniunea Europeană între anii 2000 și 2020, produsul intern brut triplându-se între acești ani. PIB-ul Clujului în 2020 era estimat la 33,6 mld. lei, iar cel al zonei metropolitane Cluj era estimat la 39,3 mld. lei.

### Localizare
Cluj-Napoca dispune de patru parcuri industriale – Tetarom I (între cartierele Grigorescu, Dâmbul Rotund și comuna Baciu), II (pe Bulevardul Muncii), III (în comuna Jucu) și IV (în comuna Feleacu) – în cadrul cărora își desfășoară activitatea peste 50 de firme, iar suprafața totală administrată este de peste 2,8 milioane m². Acestea sunt localizate 
În afara parcurilor industriale, majoritatea activității economice este localizată în Centru, în cartierul Gheorgheni, unde se află Iulius Mall, centrul de dezvoltare Porsche Engineering și sediul Metro Systems, și în cartierul Mărăști, unde se află centrul de inginerie Bosch și NTT Data.

### Structură

#### Industria prelucrătoare

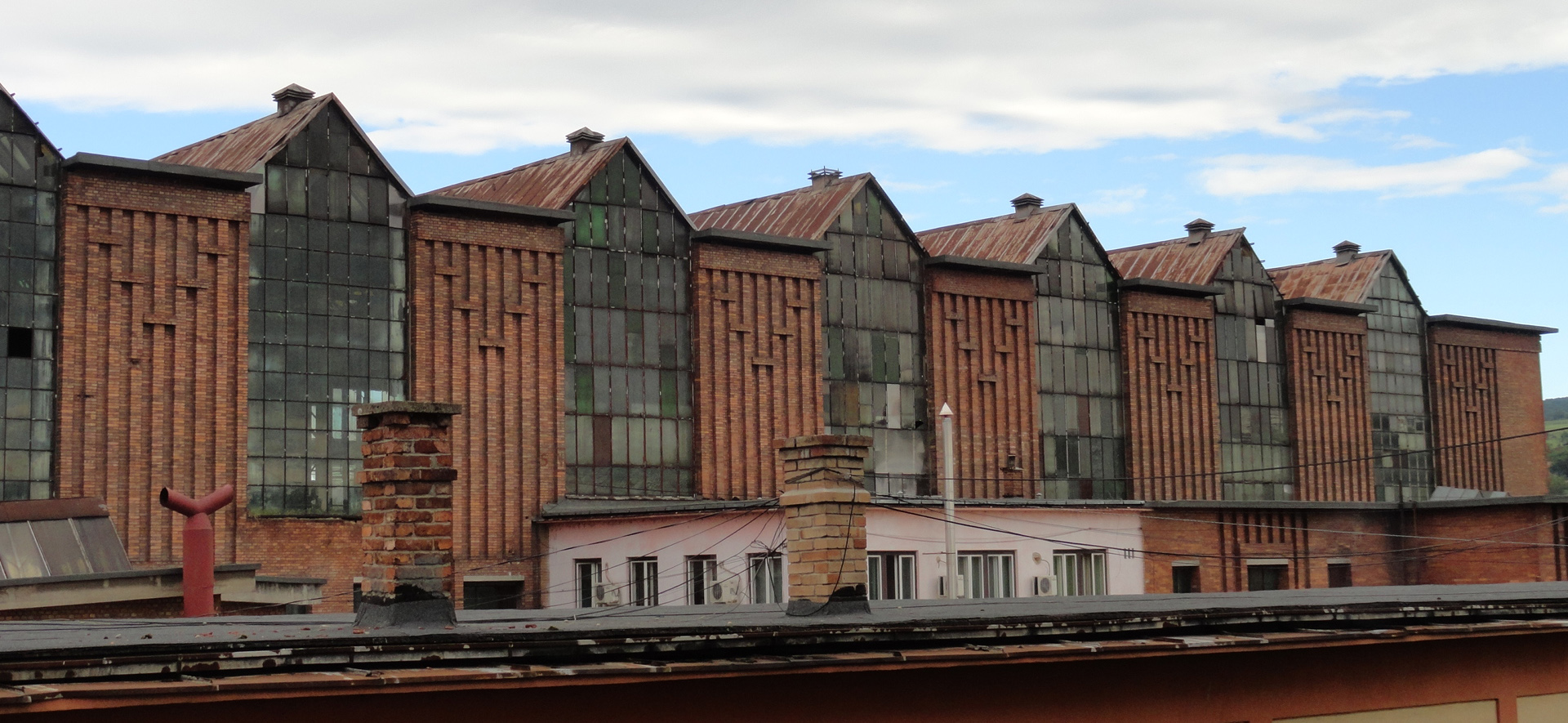
Uzinele de Material Rulant, monument de arhitectură industrială

Industria prelucrătoare era cel mai mare sector industrial din Cluj în anul 2020, angajând aproximativ 50.000 de oameni. Istoric, Clujul a fost un pol al industriei grele din România, reprezentat prin întreprinderi precum Combinatul de Utilaj Greu sau Uzinele de Material Rulant. Actualmente, în Cluj își derulează activitatea de fabricație companii multinaționale precum Emerson, De'Longhi, Fujikura sau Bosch. De asemenea, sunt prezente și companii cu capital local precum Clujana, Electrogrup, EnergoBit, Napomar, Sanex sau Sinterom.
Industria alimentară este reprezentată prin companii precum Napolact, Ursus Breweries, Prodvinalco, Oncos, Panemar sau Carmangeria Moldovan. Industria chimică și cea farmaceutică sunt reprezentate de companii precum Farmec, Terapia, Carbochim sau Napochim.

#### IT&C

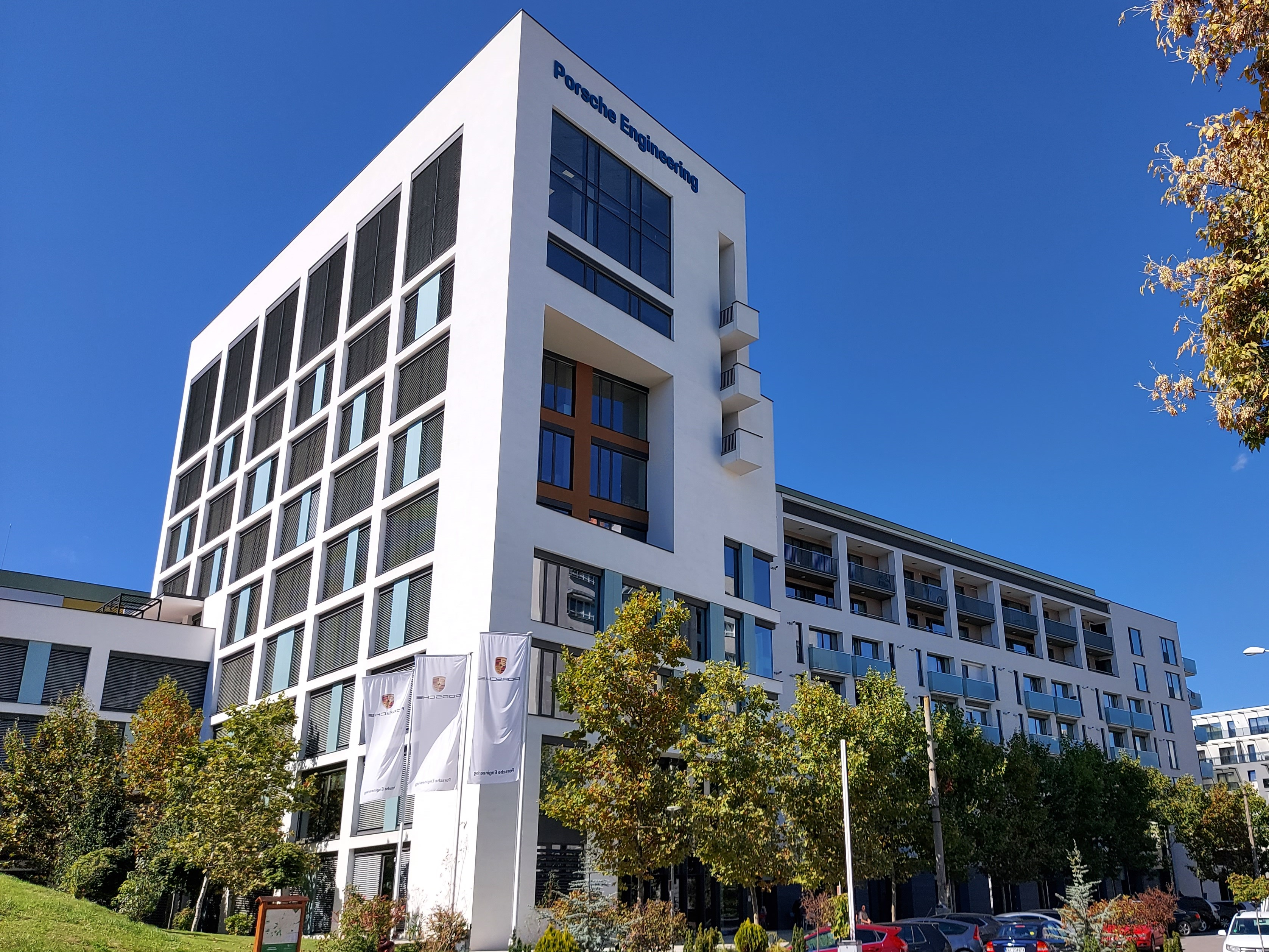
Sediul Porsche Engineering

În anul 2021, în Cluj lucrau aproximativ 24.000 de persoane în sectorul tehnologiei informației, echivalent cu peste 9% din totalul forței de muncă a județului Cluj. Pentru, o mai bună colaborare, firmele din industrie au format asocieri între ele, cu mediul academic, cu administrația locală și cu diverse ONG-uri. Printre aceste asocieri se numără Cluj IT Innovation Cluster care include peste 70 de companii, sau Transilvania IT Cluster, care numără peste 120 de companii membre, care au împreună peste 8200 de angajați și o cifră de afaceri de peste 445 de milioane de euro. Printre firmele care dezvoltă produse în domeniul IT în Cluj se numără Porsche Engineering, Bosch Engineering, Endava, Accenture, Siemens, Dell, Garmin, Betfair, NTT și Bombardier.

#### Finanțe

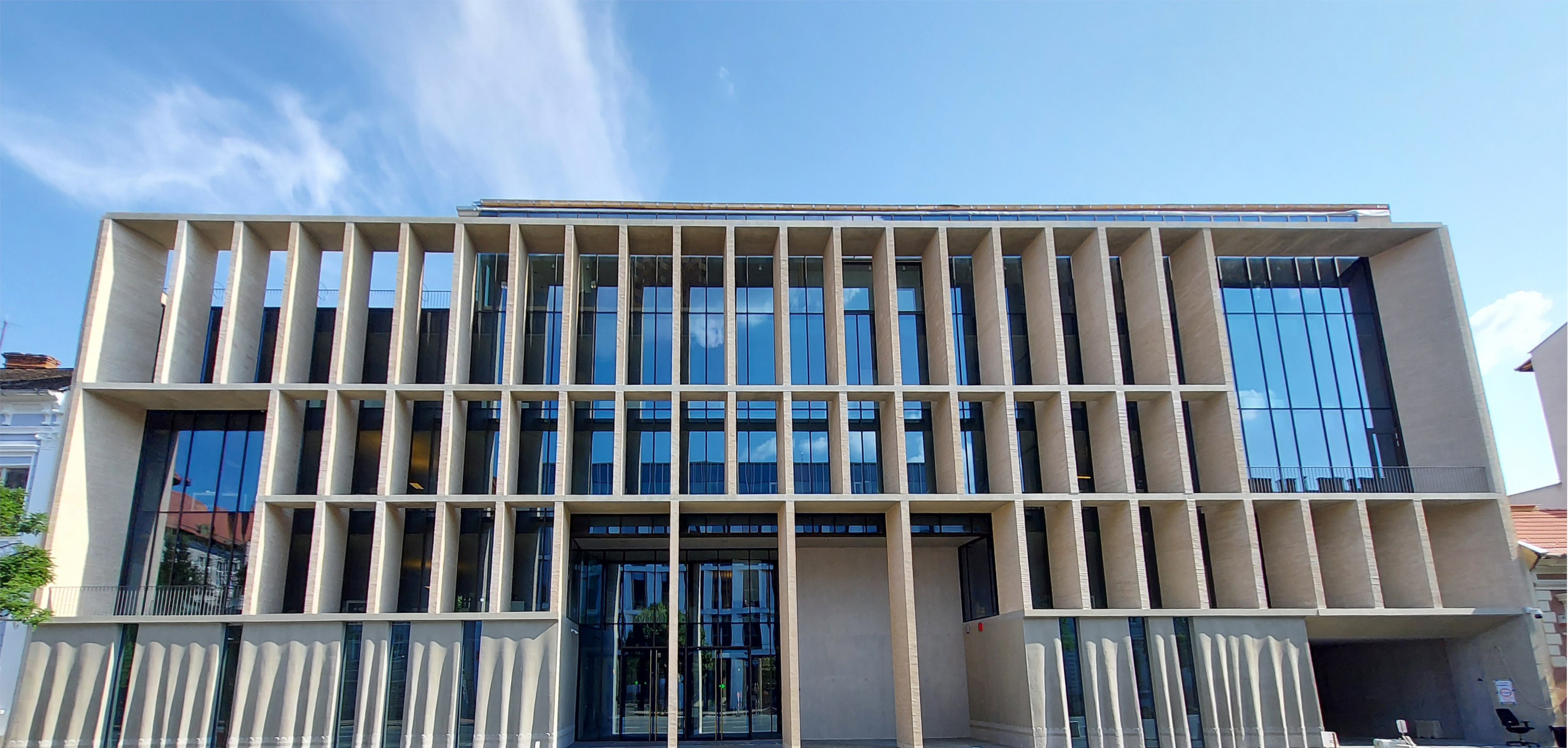
Sediul Băncii Transilvania

În ceea ce privește serviciile financiare, Cluj-Napoca este cel de-al doilea centru ca importanță din România. Nu mai puțin de 25 de bănci au sucursala în Cluj-Napoca, dintre care 10 și-au dezvoltat și o rețea de agenții. În Cluj-Napoca își are sediul Grupul Financiar Banca Transilvania, construit în jurul băncii cu același nume, care în 2019 a devenit cea mai mare bancă din România. În Cluj își are originea compania de asigurări Ardaf, care a fuzionat în 2012 cu Generali Asigurări.
Deși stabil și prosper în secolul XXI, sectorul financiar al Clujului a fost în centrul mai multor controverse în anii 1990. Orașul a găzduit sediul uneia dintre cele mai mari scheme Ponzi din istorie, Caritas, care a prejudiciat investitorii cu între 1 și 5 miliarde USD. Un prejudiciu de jumătate de miliard de USD a fost cauzat și de falimentul băncii Dacia Felix, al cărei management a acordat credite discreționar.

#### Construcții
Susținută de creșterile economice puternice înregistrate pe plan local precum și de cererea solidă de locuințe, piața rezidențială clujeană a cunoscut o adevărată explozie în 2016. Tot mai multe persoane tinere – majoritatea absolvenți ai unei instituții de învățământ superior – aleg să se stabilească în Cluj-Napoca, atrași de piața înfloritoare a muncii, inclusiv de multinaționalele care și-au deschis un birou în oraș în ultimii ani. Drept consecință a creșterii economice și demografice, suprafața construită a orașului a crescut de la aproximativ 20 km² în anul 2000 la 36 km² în 2020.

#### Turism
Așezat la încrucișarea unor drumuri de interes național și internațional, precum și în apropierea mai multor regiuni etnografice precum Țara Călatei sau Țara Moților, Clujul reprezintă un pol al turismului în Transilvania. Turismul este încurajat de numărul generos de evenimente culturale și al festivalelor, de valoarea istorică a orașului și de activitățile de agrement disponibile în Județul Cluj.
  

În anul 2011, pe raza municipiului existau 79 de unități de cazare care ofereau un număr total de 4.327 de locuri de cazare în: 39 de hoteluri, 12 vile turistice, 6 hosteluri, 1 camping, 20 de pensiuni urbane și o pensiune agro-turistică. Turismul din Cluj a fost puternic afectat de pandemia COVID-19. 

Obiective turistice în apropierea Clujului
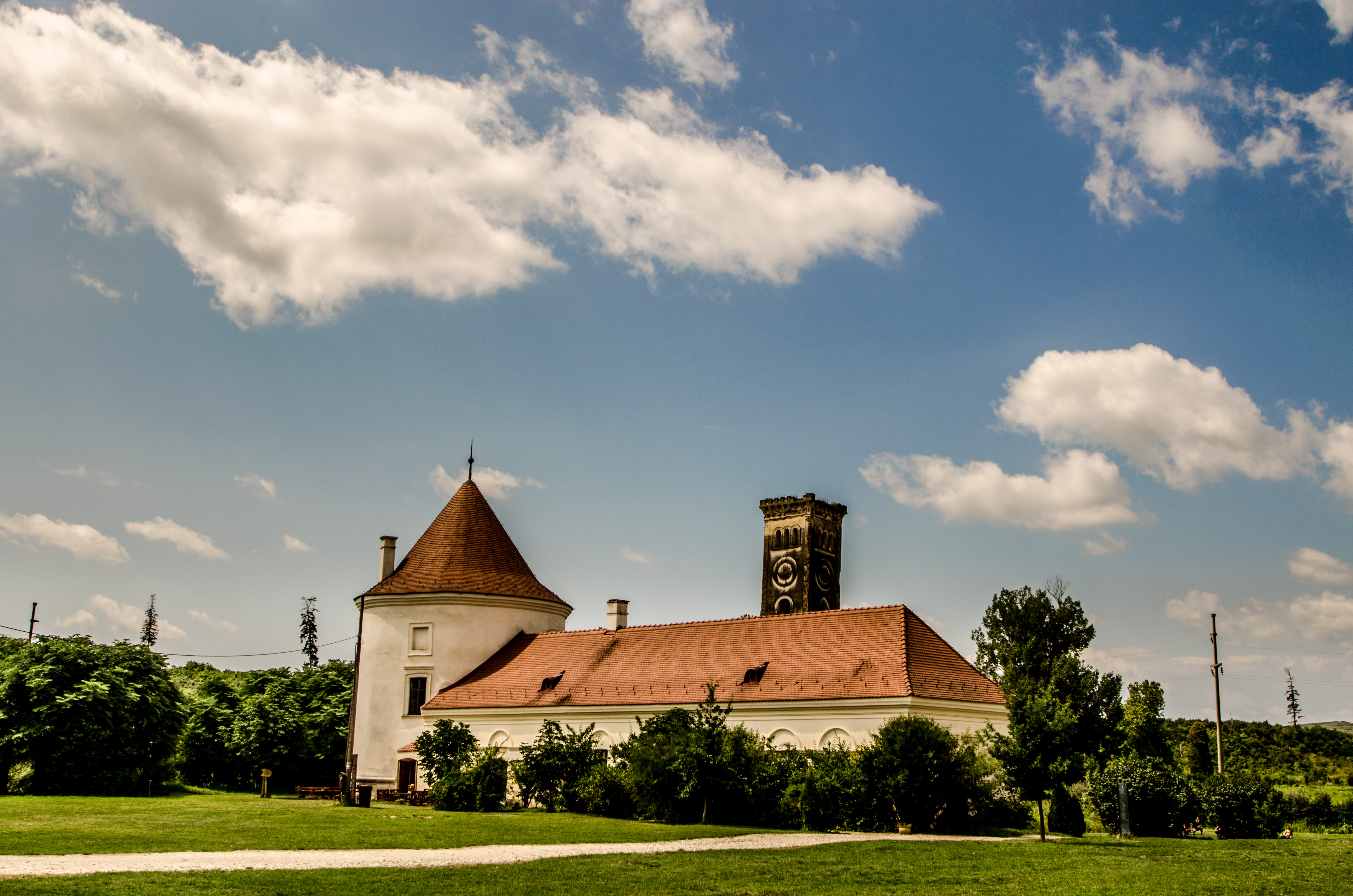
Castelul Bánffy de la Bonțida
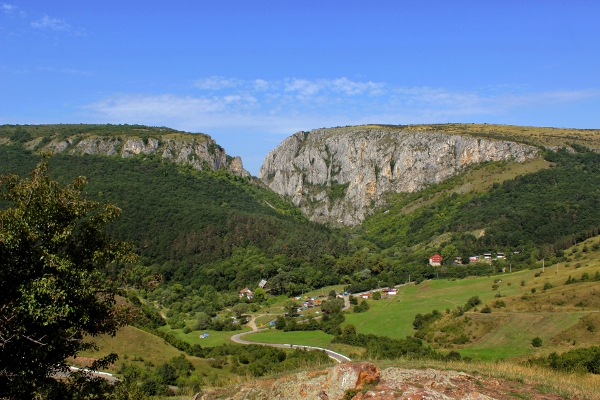
Cheile Turzii
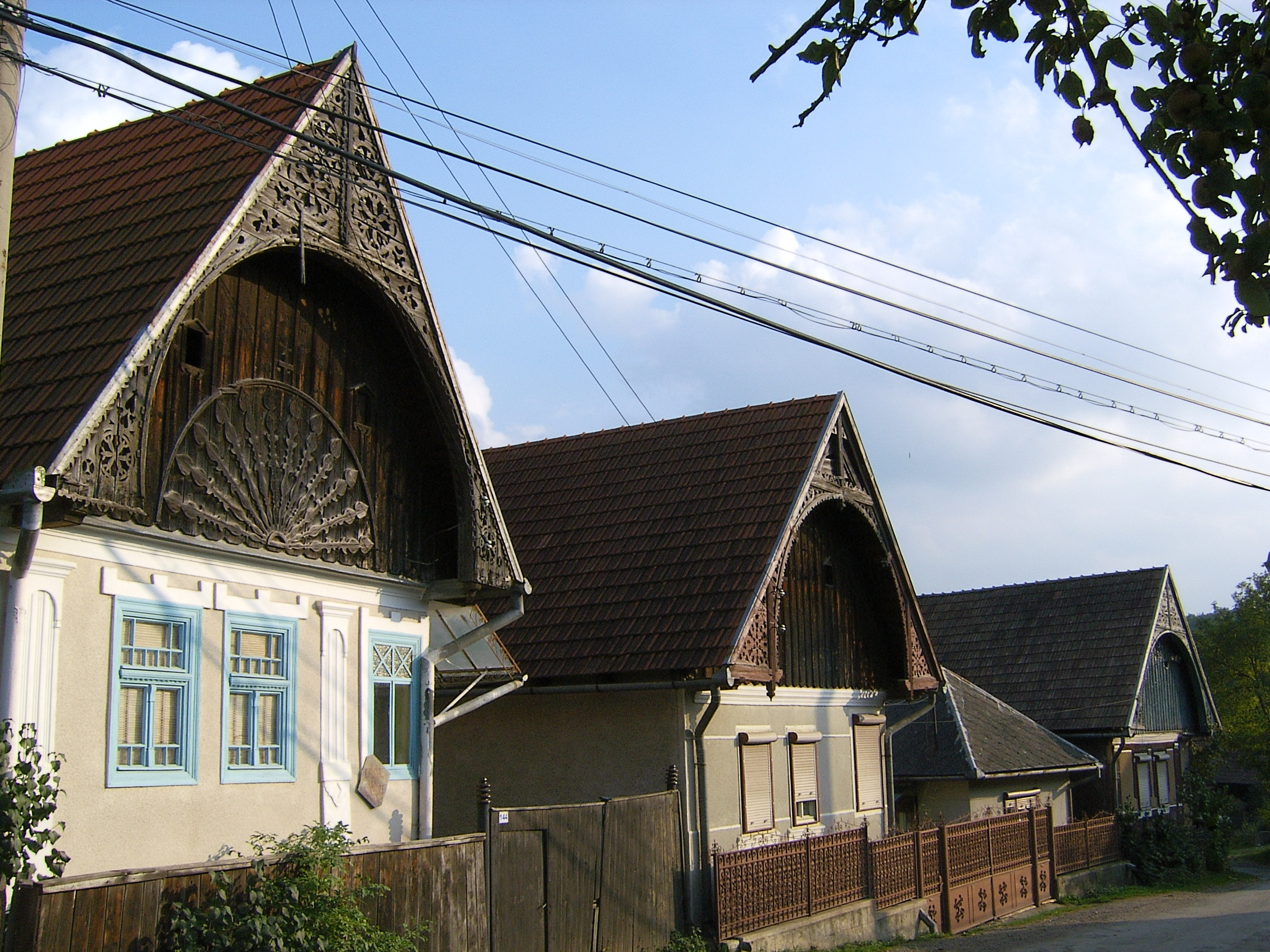
Case tradiționale în Mănăstireni
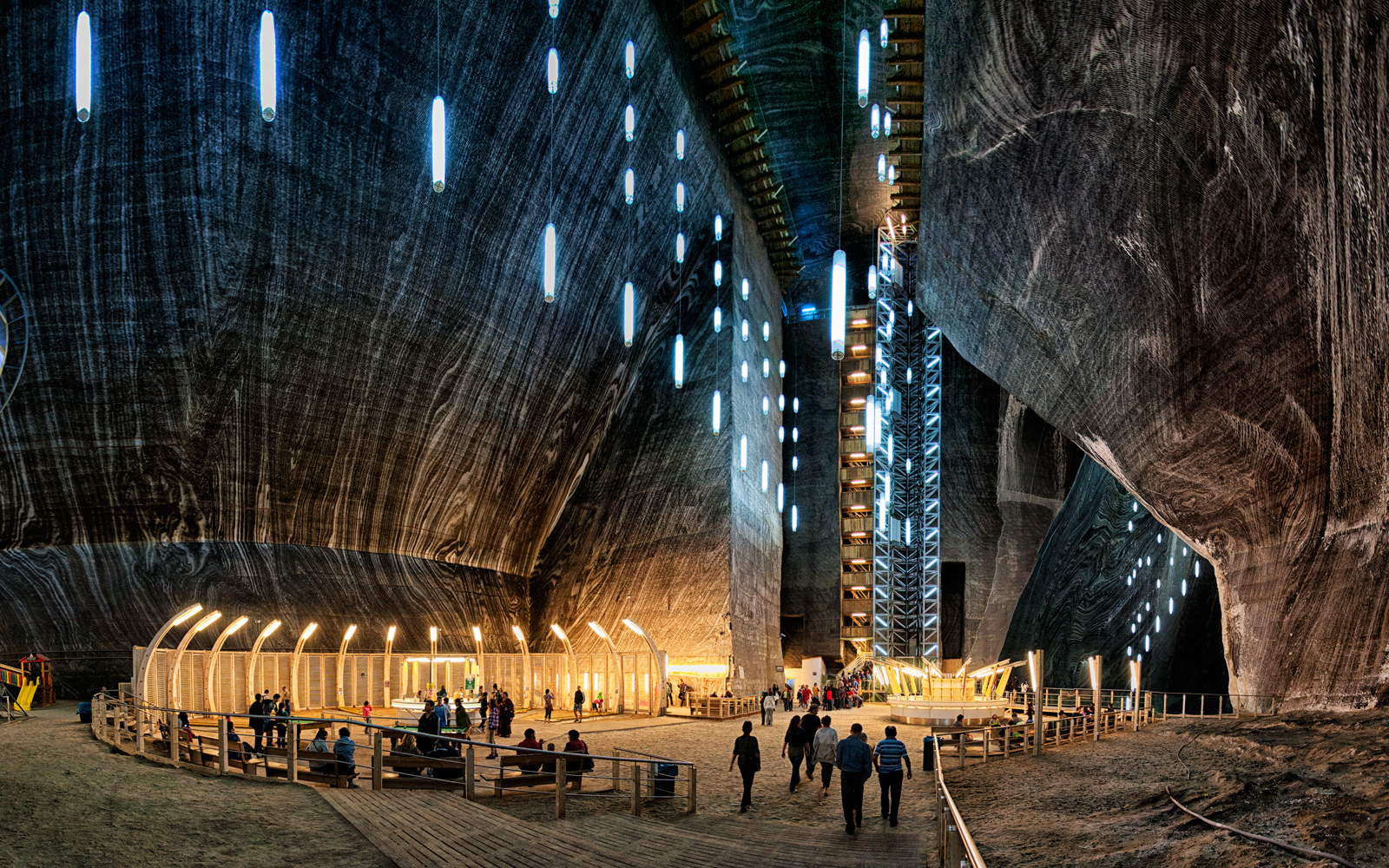
Salina Turda

#### Comerț

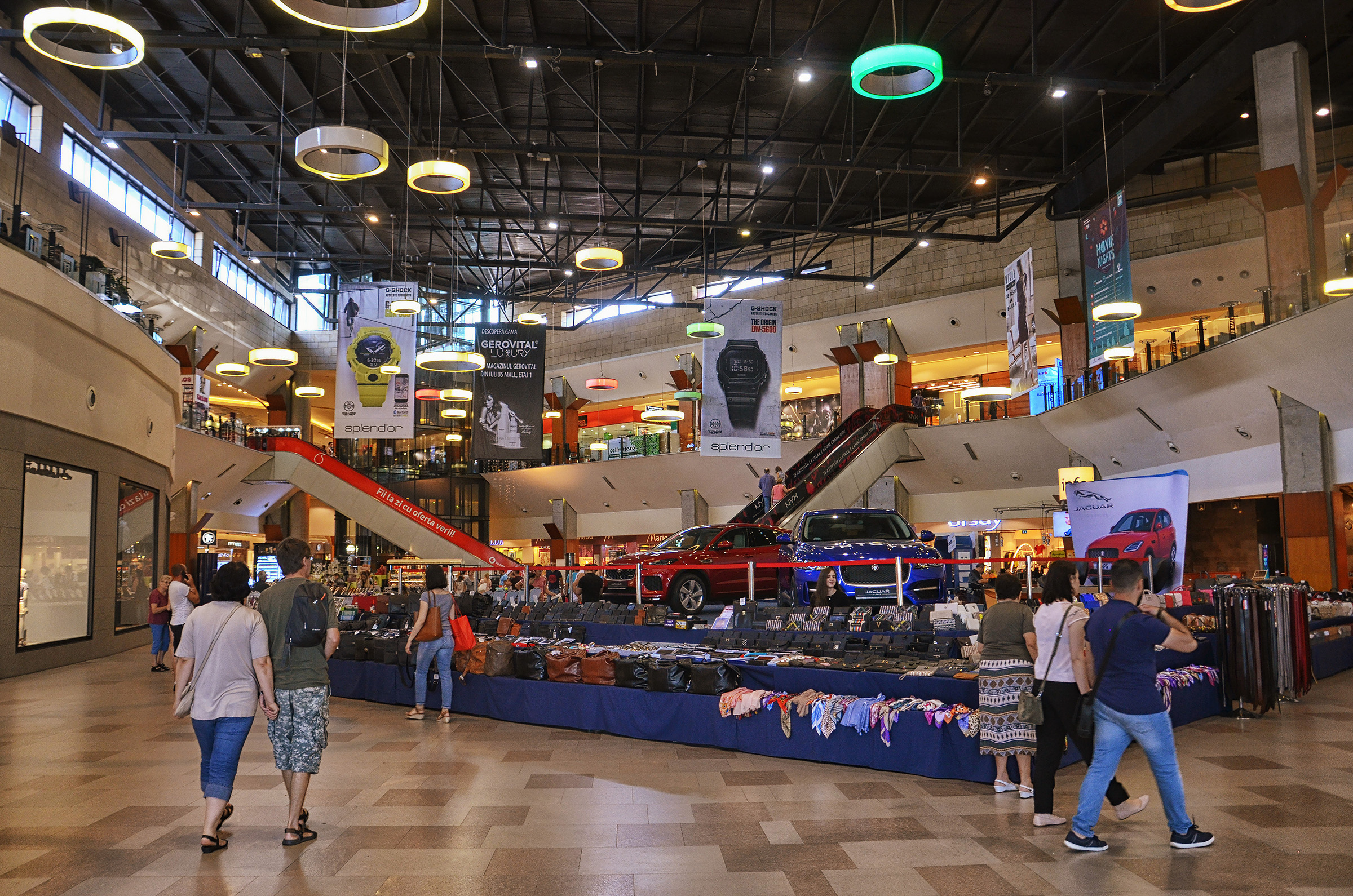
Interiorul Iulius Mall

Sectorul comerțului este al doilea cel mai dezvoltat dintre sectoarele economice ale Clujului, cuprinzând 6.389 de firme înregistrate în anul 2014. Dintre acestea 3.266 practicau comerțul cu amănuntul, iar 3.063 pe cel cu ridicata. În ceea ce privește sectorul de retail, municipiul beneficiază de prezența unor importante magazine de tip cash and carry (Metro, Selgros), hipermarketuri și supermaketuri (Cora, Kaufland, Auchan, Carrefour, Lidl, Billa). Pe piața de bricolaj sunt prezente magazinele companiilor Leroy Merlin, Dedeman, Brico Depot, Arabesque și Ambient, parte a unor rețele autohtone și internaționale.
Principalele centre comerciale din Cluj sunt Iulius Mall și VIVO! Cluj-Napoca. Primul a fost inaugurat în anul 2007, se află în partea de est a orașului, are o suprafață totală de 147.000 m² și a fost vizitat de peste 11 milioane de persoane în anul 2014. Cel de-al doilea a fost inaugurat tot în 2007, în partea vestică a orașului, la limita cu comuna Florești, se întinde pe aproximativ 28 ha și a fost vizitat de 9 milioane de persoane în anul 2014. În centrul orașului se află Magazinul Central care are o suprafață comercială de 20.000 m² și Platinia Shopping Center, construit pe fosta locație a fabricii de bere Ursus, cu o suprafață de aproximativ 14.000 m². Centre comerciale mai mici sunt Sigma Shopping Center în cartierul Zorilor (suprafață de 6.000 m²), Sora Shopping Center (suprafață de 5.000 m²) aflat într-o clădire interbelică din centru, sau Winmarkt Someș (suprafață de 7.800 m²) în cartierul Mănăștur.

## Transport

### Transportul rutier
În anul 2018, Clujul era străbătut de 662 km de străzi, din care 443 km erau echipate cu facilități moderne (structură stradală, echipamente pentru servicii publice). Clujul este traversat de drumul european E60 (București–Oradea–Budapesta–Viena), de drumul european E81 (Muncaci–Halmeu–Constanța), de drumul european E576 (Cluj-Napoca–Dej) și de DN1 (Borș-București). Începând cu anul 2017, este în pregătire proiectul pentru drumul TR35 – Drum TransRegio – Centura Metropolitană Cluj.
Pe cale rutieră, Cluj-Napoca este situat la 273.3 km de Brașov, 316.7 km de Timișoara, 431 km de Iași, 444.8 km de București și 667.1 km de Constanța. 

### Transportul public

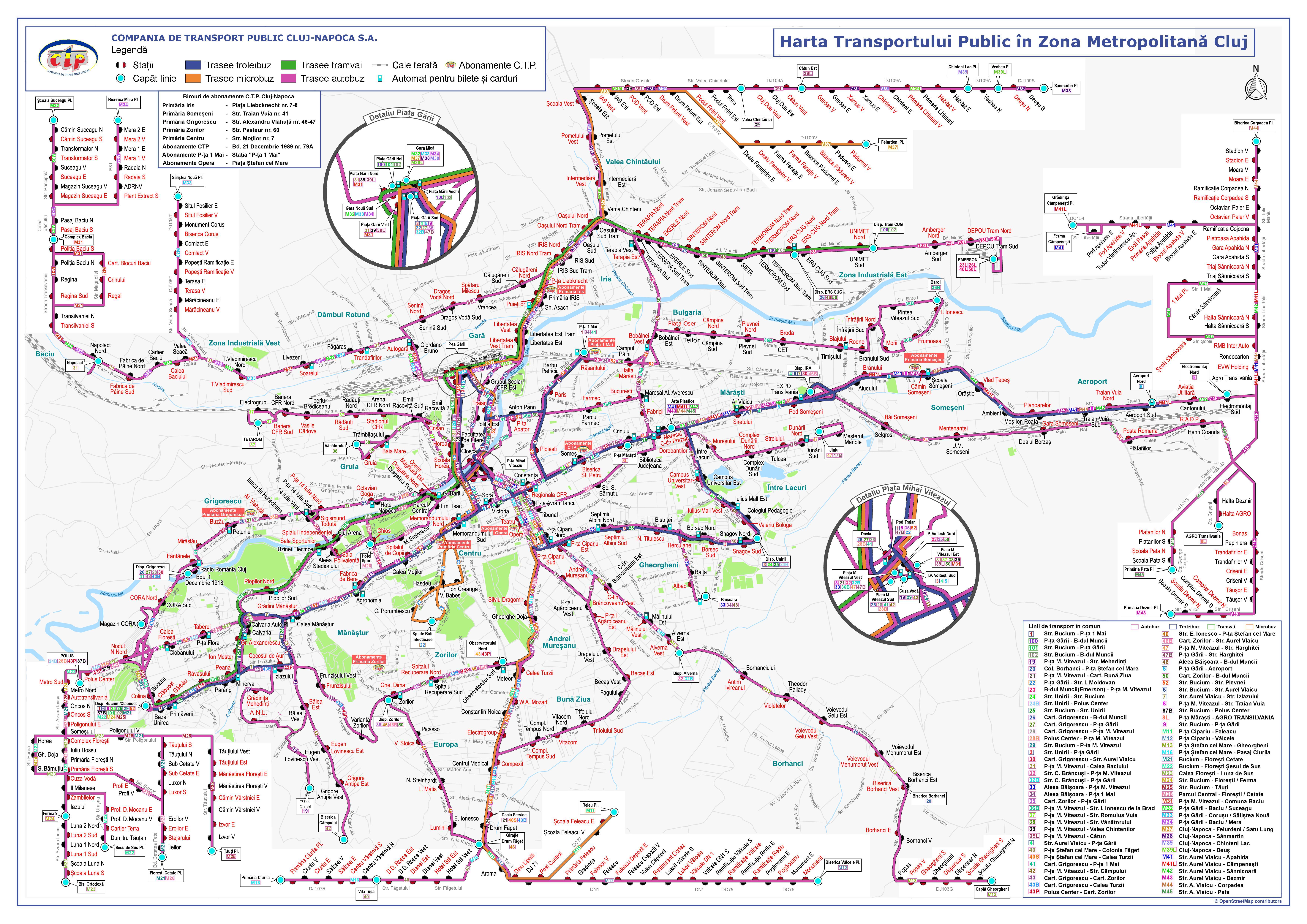
Harta transportului public din Cluj

Transportul în comun este asigurat de Compania de Transport Public Cluj-Napoca, prin intermediul a 119 linii de autobuz, din care 60 urbane și 33 metropolitane (spre localitătile învecinate), o linie express (spre Aeroportul Internațional Avram Iancu Cluj), 2 spre Hypermarketul Cora, 20 de linii pentru transportul elevilor către unitățile de învățământ și trei linii de noapte. Orașul beneficiază și de rețea de troleibuz și tramvai, fiind, 14 linii de troleibuz (din care două de noapte) și 5 linii de tramvai.
Compania este dotată cu aprox. 350 de autobuze (Renault/Irisbus Agora, MAN, Iveco Urbanway, Solaris Urbino 18, Mercedes-Benz Conecto, Solaris Urbino 12., Setra S415 LE Business etc.), 132 de troleibuze (Irisbus/Renault Agora, Irisbus Citelis, Iveco Astra Town 118, Solaris Trollino 18), 29 de tramvaie (PESA Swing 120NaR, Astra Imperio) și microbuze.
Începând cu 2021, în oraș a fost introdus programul „Vinerea Verde”, prin care transportul public urban devenea gratuit în fiecare vineri. În 2022 și 2023, proiectul a fost extins și spre comunele Florești, Apahida și Baciu. În anul 2014, serviciile Companiei de Transport Public au fost utilizate pentru circa 150 de milioane de călătorii. Între anii 2011 și 2015 s-au efectuat lucrări de modernizare a liniei de tramvai din Cluj-Napoca, fiind înlocuită infrastructura din tot orașul care data de la finalul anilor 1980 și se afla într-o stare avansată de degradare.

### Transportul feroviar

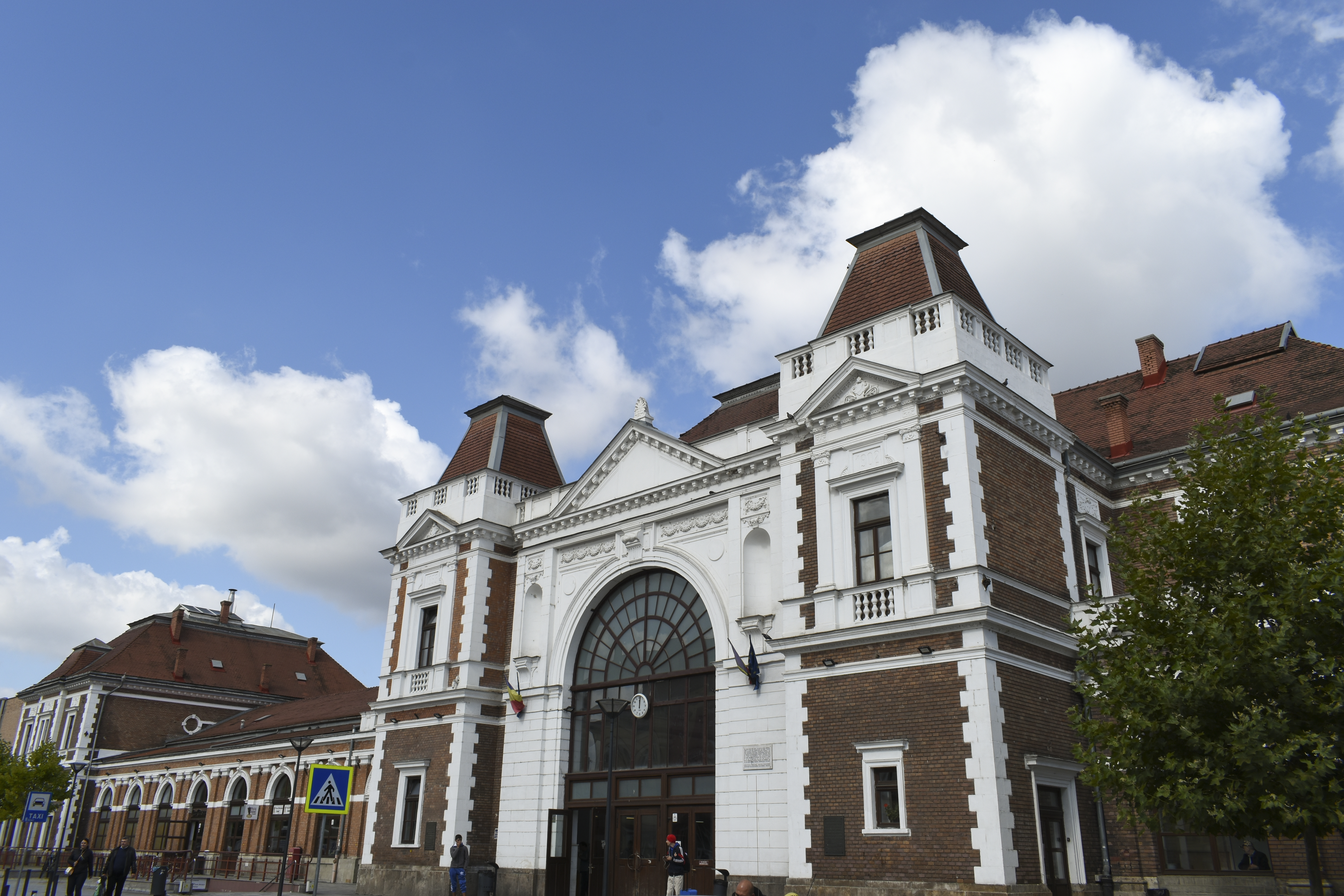
Gara Centrală

Clujul a fost racordat la rețeaua feroviară în anul 1870, odată cu darea în folosință a căii ferate Oradea–Cluj, azi parte a magistralei CFR 300. În anul 2020, au început lucrările de dublare și electrificare a acestei magistralei. Clujul mai este conectat la rețeaua de căi ferate prin magistrala CFR 401 (Ilva Mică–Salva–Dej–Apahida–Cluj-Napoca).
Principala gară a orașului este Gara Centrală, proiectată de arhitectul Ferenc Pfaff și inaugurată în anul 1902. Construcția gării a fost finanțată de Societatea Căilor Ferate Maghiare, iar execuția lor a aparținut firmei de construcții Lajos Hirschfeld. În imediata vecinătate a acesteia, în anul 1976 a fost construită Gara Mică, care a funcționat până în anul 2011, deservind rute scurte. În afara centrului, trenurile mai opresc la halta Clujana din cartierul Mărăști și la gara Cluj-Napoca Est din cartierul Someșeni.
În anul 2020 au început studiile de fezabilitate pentru extinderea infrastructurii feroviare a Clujului prin înființarea unor servicii de tip tren metropolitan care să circule pe ruta Nădășelu–Baciu–Cluj–Aeroport–Apahida–Jucu–Bonțida. În același an au început studiile pentru realizarea unei linii de metrou ușor pe ruta Florești–Mănăștur–Centru–Mărăști.

### Transportul aerian

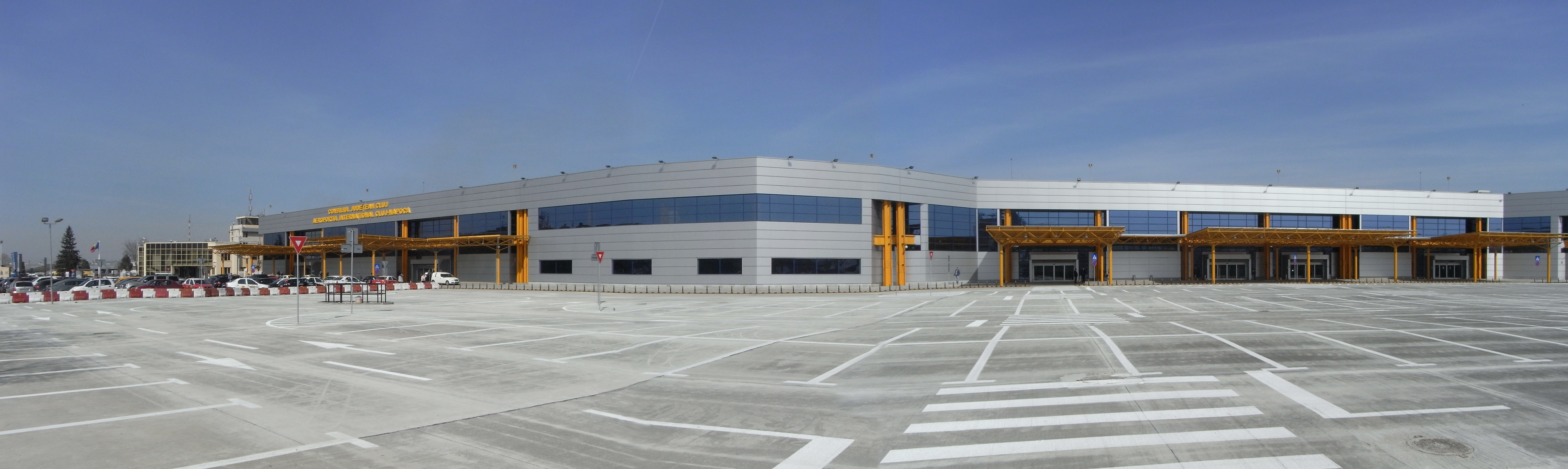
Terminalul de pasageri al Aeroportului Internațional Cluj

Aeroportul Internațional „Avram Iancu” (IATA: CLJ) este situat la limita estică a orașului, în continuarea cartierului Someșeni, la aproximativ 8 km distanță de centru. Aeroportul a fost înființat în anul 1932, cu denumirea de Aeroportul Civil din Cluj, și devine aeroport internațional în anul 1933, odată cu deschiderea unei linii regulate către Praga. Prima clădire a aeroportului a fost construită între anii 1937 și 1939, an în care este capătă numele de Aeroportul Cluj–Someșeni. În urma bombardamentelor forțelor aliate din septembrie 1944, clădirea originală a aeroportului este distrusă.
Între anii 1948 și 1959, activitatea se reia prin operarea de către Compania Transporturile Aeriene Româno-Sovietice a unor curse interne către celelalte centre importante de populație. Aeroportul trece prin mai multe faze de extindere în anii 1960 și 1970.

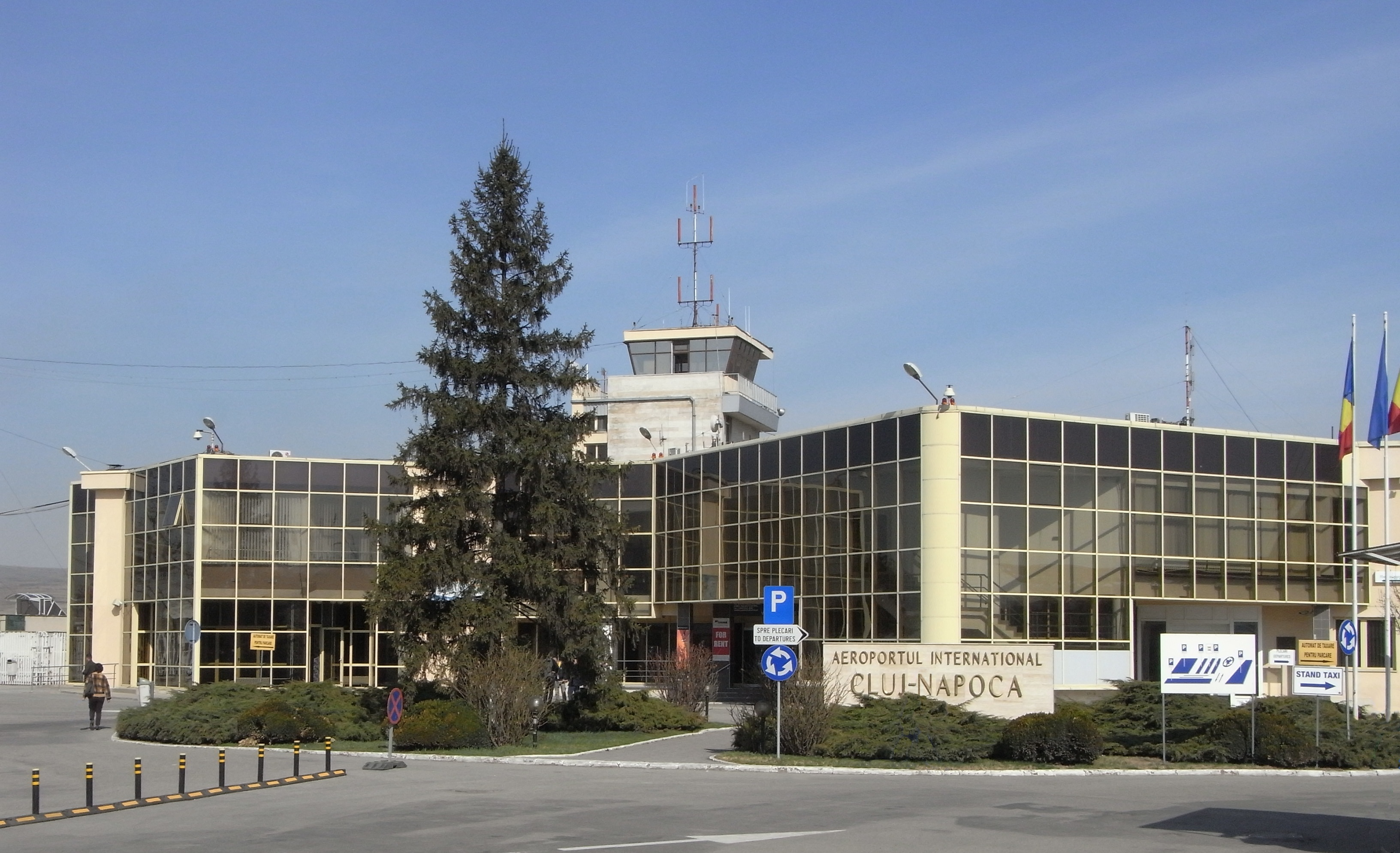
Vechiul terminal al Aeroportului Internațional „Avram Iancu”

În anul 1996, se reiau cursele internaționale de pe Aeroportul „Avram Iancu”. În anii 2008 și 2009 au fost inaugurate terminale noi de pasageri, cu suprafețe de 16.150 m² (plecări) și 10.812 m² (sosiri), structurate pe 3 nivele, cu 6 porți de îmbarcare, 3 benzi de procesare a bagajelor și cu o capacitate de procesare de 1.500.000 pasageri/an (plecări) și 2.000.000 pasageri/an (sosiri). În 2013 a fost inaugurată o nouă pistă de 2.100 m lungime și 45 m lățime, cu un sistem de balizaj luminos de categoria I. Aeroportul a avut în anii 2000 și 2010 o evoluție continuă a traficului, ajungând în anul 2019 la numărul record de 2.921.392 de pasageri.
Pe data de 05.06.2024 a fost inaugurat un nou terminal modern datorită creșterii numărului de pasagerii odată cu intrarea României in spațiul Schengen. Totodată a fost introdusă și linia de transport public cu stație in interiorul aeroportului.

### Transportul activ
Începând cu anii 2010, în Cluj s-a început construcția de infrastructură pentru transport activ, folosind biciclete sau trotinete. Până în anul 2020 au fost delimitate benzi de carosabil cu o lungime de aproximativ 40km pentru folosirea de către utilizatorii mijloacelor de micro-mobilitate. Acestea erau localizate preponderent în zona centrală, nefăcând legătură cu zonele rezidențiale ale orașului, fiind, din acest motiv, utilizate relativ redus. În anul 2015 a fost lansat de administrația locală un serviciu de închiriere de biciclete numit Cluj Bike.

## Arhitectură
Clujul deține un amplu ansamblu de monumente istorice, edificate în stiluri diverse, care au adus urbei supranumele de Oraș Comoară. Dintre cele mai vechi se numără fortificațiile medievale, lăcașurile de cult gotice din timpul Regatului Ungariei, sau casele, palatele și bisericile în stil renascentist și baroc, construite în timpul Monarhiei Habsburgice. În secole XIX și XX au fost ridicate edificii în stil eclectic, neoclasic sau Art Nouveau, iar după al Doilea Război Mondial, a devenit dominant stilul realismului socialist.

### Lăcașuri de cult

#### Stil gotic
Cele mai vechi biserici din Cluj au fost construite în stilul gotic în evul mediu târziu și se află în zona centrală și de vest a orașului. Biserica Sf. Mihail, finalizată în anul 1390, se află în punctul central al orașului, în Piața Unirii, și are în componență un turn cu ceas cu înălțimea de 80m, fiind al doilea cel mai înalt turn al unei biserici din România. Biserica de pe Ulița Lupilor, construită între 1486 și 1516 de către ordinul franciscan, se află în centrul vechi al Clujului, în apropierea Bastionului Croitorilor, și îi aparține Bisericii Reformate din anul 1620. Biserica Calvaria este cea mai veche biserică încă în folosință din Cluj, datând din 1095 și se află în centrul fostului sat Mănăștur, devenit în anul 1965 cartierul Mănăștur din Cluj-Napoca.
În secolul al XIX-lea, pe ruinele unei biserici vechi aflate într-o stare avansată de degradare, a fost construită singura biserică în stil neogotic din Cluj-Napoca, Biserica Sfântul Petru, romano-catolică.

#### Stil baroc
Cele mai multe biserici monument istoric din Cluj-Napoca au fost construite în stilul baroc și se află, exclusiv, în centrul orașului. Singurul lăcaș al Bisericii Ortodoxe construit în acest stil este Biserica Ortodoxă din Deal, finalizată în anul 1796. Mai multe ordine catolice au construit biserici și mânăstiri în stil baroc, dintre care se mai află în uz Biserica Franciscană (construită inițial în stil romanic), Biserica Minoriților și Biserica Piariștilor. În stil baroc au mai fost construite Biserica Bob, cel mai vechi lăcaș greco-catolic din oraș, și două biserici ale unor culte protestante, Biserica Evanghelică-Luterană și Biserica Unitariană.

#### Epoca modernă
Începând cu secolul al XIX-lea, mai multe lăcașuri de cult au fost construite în Cluj în stiluri atipice pentru oraș până în acel moment. În stilul arhitecturii clasice a fost construită Biserica reformată din Orașul de Jos, finalizată în anul 1879, iar în stilul maur a fost construită în anul 1887 Sinagoga Neologă. Stilul secesiunii vieneze este reprezentat în Cluj prin Bizerica cu Cocoș, construită între anii 1913 și 1914 după planurile arhitectului Károly Kós, și este numită după cocoșul de alamă care decorează vârful turnului sudic. Singurul mare edificiu construit în stil neobrâncovenesc, Catedrala Mitropolitană, a fost construit între anii 1923 și 1933.

### Clădiri culturale
Clujul deține un număr de clădiri culturale monument istoric, în mare parte, amplasate în centrul orașului. Clădirea Teatrului Național, aflată în Piața Ștefan cel Mare, a fost construită între anii 1904 și 1906 de către arhitecții austrieci Hermann Helmer și Ferdinand Fellner în stil neobaroc și a fost utilizată de către teatrul maghiar până în 1918. În acel an, Consiliul Dirigent al Transilvaniei a ordonat ca teatrul și opera maghiară să se mute în clădirea de lângă râul Someș, cunoscută astăzi ca Teatrul Maghiar de Stat, clădire construită între 1909 și 1910 la inițiativa regizorului Jenő Janovics și proiectată de arhitecții Márkus Géza și Frigyes Spiegel. Fațada originală a acestei clădiri a fost înlocuită între anii 1959 și 1961 cu una în stilul realismului socialist.
Din patrimoniul arhitectural fac parte și mai multe clădiri academice, printre care clădirea Institutului Teologic Protestant, inaugurată în anul 1895, Biblioteca Centrală Universitară, construită între anii 1906 și 1908 în stilul secesiunii vieneze, sau Casa Universitarilor, construită între 1935 și 1937 în stil art deco.

### Case și conace
În Cluj-Napoca există 199 de case sau conace monument istoric. Dintre cele mai vechi, sunt notabile Casa Matia, construită în secolul XV, în care s-a născut Matei Corvinul, rege al Ungariei, și Casa Hintz, în care a fost deschisă prima farmacie din Cluj, în anul 1573. De dinaintea secolului XIX, mai sunt semnificative casa în care s-a născut matematicianul János Bolyai, Casa Schleunig, ridicată în anul 1450 și decorată ulterior de sculptorul Anton Schuchbauer, Casa Wolphard-Kakas, construită în secolul XVI în stil renascentist, sau Casa Heltai, în care a trăit primul reformator religios și tipograf al Clujului, Gáspár Heltai. De însemnătate mai este și clădirea fostei primării, cunoscută și sub numele de Casa Sfatului (Tanácsház în maghiară), construită în stil neoclasic între anii 1842 și 1845, după planurile arhitectului Anton Kagerbauer. În secolele XIX și XX, au fost construite case în eclectic, precum Casa Benkő sau Casa Piuariu-Molnar.

### Palate
În Piața Unirii din centrul Clujului se află mai multe palate ale fostelor case princiare maghiare ale Transilvaniei. În stil baroc, în secolul XVIII, au fost construite Palatul Teleki și Palatul Bánffy, proiectat de arhitectul german Johann Eberhard Blaumann, clădire în care astăzi se află Muzeul de Artă al Clujului. Au mai fost construite Palatul Wass, în stil renascentist, Palatul Rhédey, în stil eclectic, și Palatul Jósika (numit și Casa cu picioare), în stil neoclasicist. În apropierea acestora, se află ansamblul de palate din jurul Podului Horea: Palatul Babos, Palatul Berde, Palatul Széki și Palatul Elian. Construite la sfârșitul secolului al XIX-lea, acestea sunt tipice arhitecturii Belle Époque, cu influențe din stilul neoclasic și al secesiunii vieneze.
La finalul secolului XIX și începutul secolului XX, au mai fost construite în stil eclectic Palatul Regionalei CFR (inițial Palatul EMKE), Palatul de Justiție, Palatul Primăriei (construit cu influențe neobaroce) și Palatul Arhiepiscopiei Ortodoxe (inițial sediul Administrației Domeniilor Forestiere al Austro-Ungariei). În stilul secesiunii vieneze s-au construit Palatul Prefecturii și Palatul Urania, iar în stil neoclasic, Palatul Reduta (astăzi sediul Muzeului Etnografic al Transilvaniei), Palatul Poștei și Palatul de Finanțe.

## Amenajare urbană

### Planificare urbană
Clujul este compus din centrul istoric, construit în mare parte înaintea secolului XX și dintr-un număr de cartiere cu funcțiuni mixte, construite în secolele XX și XXI. Cartierele construite în prima jumătate a secolului XX prezintă densitate medie și sunt alcătuite mai mult din vile și blocuri de înălțime medie. Acestea sunt cartierele Andrei Mureșanu, Gruia, Grigorescu (partea estică) și Gheorgheni (partea nordică). În perioada comunistă au fost construite cartierele Între Lacuri, Gheorgheni (partea sudică), Grigorescu (partea vestică), Mănăștur (în locul vechiului sat Mănăștur), Mărăști (în locul vechiului Hóstát), Plopilor, Zorilor. După 1989 au fost construite cartierele Europa, Bună Ziua, Borhanci și Sopor.

### Fortificații
De-a lungul istoriei Clujului, au fost construite 4 principale sisteme de fortificații în zona centrului orașului, din care 3 mai sunt vizibile și în prezent și sunt frecventate ca obiective turistice: un fragment din ruinele Castrului Roman Napoca, aflat în Piața Unirii, mai multe fragmente din a doua cetate medievală și rămășițele Cetățuii.
În timpul Epocii Medievale, Clujul a avut două serii de fortificații de apărare. Prima, de dimensiune mai mică, a fost parțial distrusă de o invazie tătară în secolul XIII, rămășițele sale fiind încorporate în cea de-a doua cetate medievală a Clujului, construită după obținerea titlui de Oraș liber regesc în anul 1316. Aceasta înconjura zona actualului centru istoric și era constituită din zidurile de apărare și 20 de turnuri, întreținute și apărate de breslele Clujului. Dintre aceste, astăzi mai există Bastionul Croitorilor, Bastionul Postăvarilor, Bastionul Lăcătușilor (devenit ulterior Turnul Pompierilor) și Bastionul Pantofarilor (parțial demolat). Doar primele două și-au menținut arhitectura originală.
Ultimul rând de fortificații a fost construit între 1715 și 1735 de către Monarhia Habsburgică pe dealul Cetățuii. Fortăreața era în formă de stea, era dotată cu o redută și un turn și era înconjurată de bastioane. Doar o parte din clădirile vechii cazarme au supraviețuit până în prezent, o parte fiind demolate în perioada comunismului pentru a construi Hotelul Belvedere și Turnul Parașutiștilor. Pentru a conserva și restaura situl Cetățuii, în anul 2020 a fost elaborat un plan de reamenajare a zonei care prevedea readucerea vârfului dealului la forma de stea din secolul XVIII, crearea unei piațete în locul parcării hotelului și redeschiderea porții de vest către public.

### Piețe
Existau, în anul 2020, 19 locații în Cluj-Napoca cu denumirea de piață, excluzând piețele agroalimentare. Piața Unirii, cunoscută în trecut ca Piața Regele Matia sau Piața Centrală, se află în centrul orașului și este considerată punctul zero al Clujului. În zona centrală mai sunt 5 alte piețe istorice: Piața Avram Iancu (Piața Victoriei până în 1993), Piața Lucian Blaga (Piața Păcii până în 1995), Piața Mihai Viteazul, Piața Muzeului și Piața Gării. Restul piețelor sunt de mici dimensiuni și se află în cartierele rezidențiale ale orașului.

### Parcuri
Clujul are în folosință 5 parcuri majore aflate, fie în zona centrală, fie în zonele alăturate: Parcul Central (13 ha), Parcul Iuliu Hațieganu (20 ha), Grădina Botanică (14 ha), Parcul Etnografic (16 ha) și Parcul Cetățuia (12 ha). Pe lângă acestea, mai există alte șase parcuri de dimensiuni mai mici și patru baze sportive în cartierele Clujului. Raportat la populația din anul 2018, Clujul deține 25.28 m2 de spațiu verde pe cap de locuitor.
Principalele parcuri ale Clujului au fost date în folosință în secolul XIX și începutul secolului XX și conțin clădiri de importanță istorică locală. În Parcul Central, deschis în anul 1830 sub numele de Népkert (Grădina Populară), se află Pavilionul de Patinaj și Casinoul, ambele construite la sfârșitul secolului XIX după proiectele arhitectului clujean Lajos Pákey. Parcul Iuliu Hațieganu a fost construit între anii 1930 și 1932, sub îndrumarea medicului internist Iuliu Hațieganu care dorea să creeze un parc sportiv în oraș. Amenajarea Grădinii Botanice a început în anul 1920 după planurile botanistului Alexandru Borza, având la bază grădina Universității Franz Joseph, preluată de către administrația română de la cea maghiară după Marea Unire. Parcul Etnografic, înființat în anul 1929 și amenajat sub îndrumarea lui Romulus Vuia, face parte din Muzeul Etnografic al Transilvaniei și este primul muzeu în aer liber din România.

### Monumente și statui
Principalele monumente din Cluj-Napoca au fost inaugurate în patru perioade principale: perioada Monarhiei Habsburgice și a Imperiului Austro-Ungar, perioada interbelică, perioada comunistă și perioada de după 1989. Cel mai vechi monument major, Statuia Sf. Maria Protectoare, cunoscută și ca Statuia Ciumei, a fost ridicat după epidemia de ciumă care a afectat Clujul între 1738 și 1742 și face parte dintr-o serie de astfel de monumente inaugurate de către administrația imperială în semn de mulțumire către divinitate pentru eradicarea pestei. În 1831 este amplasat, în Piața Mare, Obeliscul Carolina, în onoarea împărătesei Austriei, care a vizitat Clujul alături de împăratul Francisc în acel an. În anul 1902, acesta este mutat în Piața Muzeului pentru a face loc ansamblului de sculpturi reprezentându-i pe regele Matia Corvin alături de generalii săi. În 1904 a fost instalată în Piața Lucian Blaga (atunci Piața Sf. Gheorghe) o copie a Statuii Sfântului Gheorghe din Praga, monument realizat în anul 1373 de doi sculptori clujeni, Gheorghe și Martin (în latină Martinum et Georgium de Clussenberch, conform inscripției originale).
La începutul perioadei interbelice, Clujul a primit din partea administrației de la Roma o copie a statuii Lupa Capitolina, amplasată inițial în Piața Unirii, iar în prezent în fața Catedralei Greco-Catolice. În timpul Republicii Socialiste România, au fost inaugurate statuia lui Mihai Viteazu, statuia lui Baba Novac, statuile lui Horea, Cloșca și Crișan și statuia Școlii Ardelene. După revoluția din 1989, au mai fost adăugate statuia lui Avram Iancu și Monumentul "Glorie Ostașului Român" în zona Catedralei Metropolitane, Monumentul Memorandiștilor și Monumentul Stâlpii Împușcați în Piața Unirii și Monumentul Rezistenței Anticomuniste la intrarea în Parcul Central.

### Cimitirul Hajongard
Numit oficial Cimitirul Central și supranumit Panteonul Transilvaniei, Cimitirul Hajongard adăpostește numeroase statui, obeliscuri, morminte și cripte elaborat împodobite. Printre personalitățile îngropate în Hajongard se numără familiile maghiare princiare și nobiliare Teleki, Bethlen, Kendeffy, Bánffy și Apor, scriitori precum Sámuel Brassai, Emil Isac, Janos Apaczai Csere și Ion Agârbiceanu, compozitorul Gheorghe Dima, sculptorul Virgil Fulicea, medicul internist Iuliu Hațieganu, savantul Emil Racoviță și arhitectul Károly Kós. Cimitirul se află pe lista de monumente istorice a României, iar, în trecut, a fost sugerat ca acesta să fie înregistrat în patrimoniul mondial UNESCO.

## Cultură

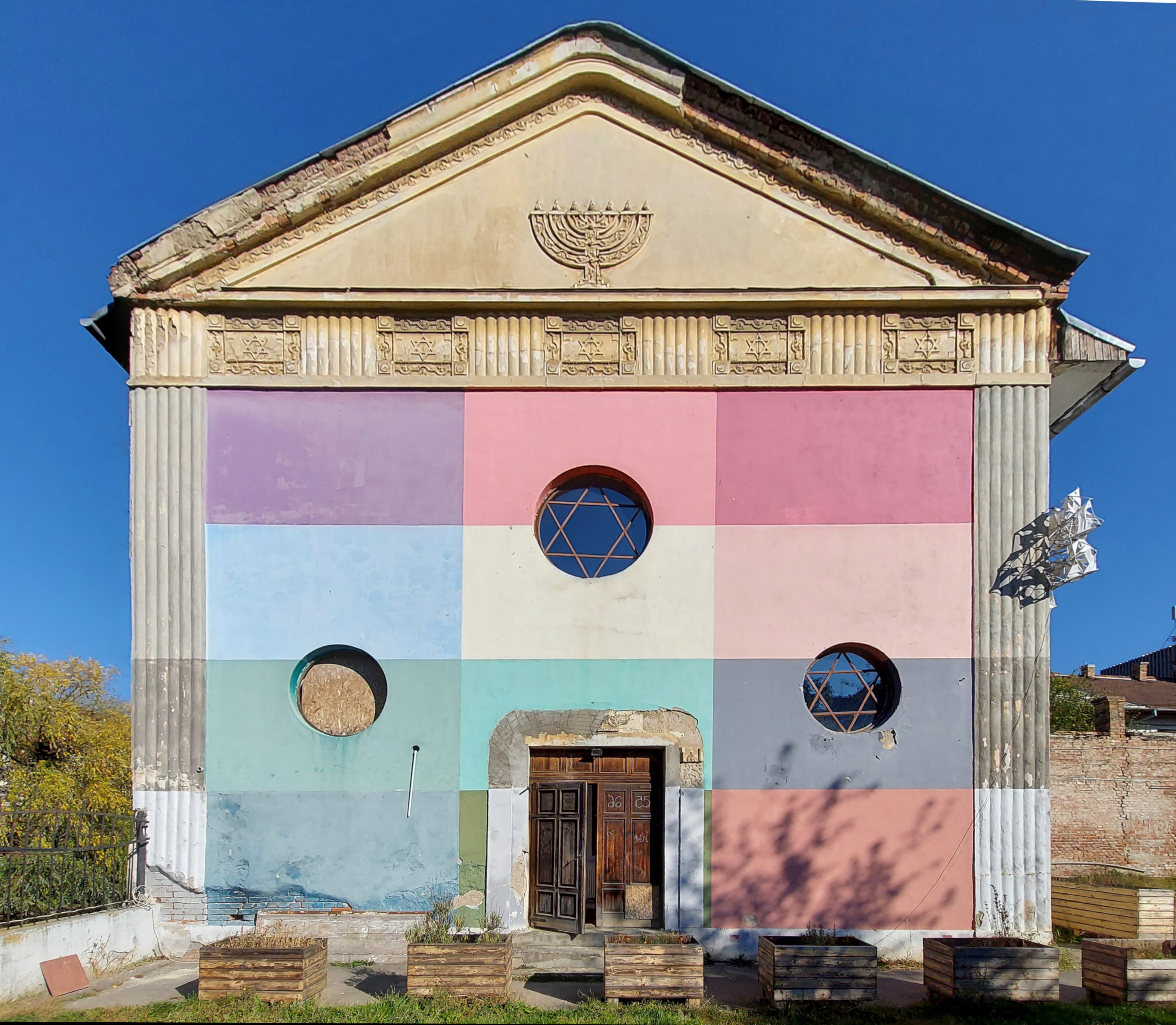
Casa Tranzit: spațiu cultural situat în fosta sinagogă Poale Țedek

Clujul dispune de o gamă largă de activități și întreprinderi din domeniul culturii, orașul având o bogată istorie a teatrului, cinematografiei și muzicii. Sunt prezente la Cluj patru instituții publice naționale de cultură: Teatrul Național „Lucian Blaga”, Teatrul Maghiar de Stat, Opera Maghiară și Opera Națională Română. În oraș activează filiale ale Uniunii Scriitorilor din România, Uniunii Artiștilor Plastici, Uniunii Compozitorilor și Muzicologilor.  De asemenea, Clujul are un număr semnificativ de centre culturale, precum Institutul Cultural Francez, Centrul Cultural German, Centrul Cultural Italian, British Council, Centrul Cultural Brazilian, Centrul Cultural Polonez, Institutul Confucius, printre altele.

### Heraldică
Cel mai vechi simbol al Clujului este sigiliul orașului liber, acordat de Ludovic de Anjou în anul 1369 și folosit de atunci pe acte administrative și judecătorești. Sigiliul are în prim plan un zid de cetate cu șapte creneluri, iar în mijlocul acestuia, o poartă cu hersă. Deasupra lor, în fundal, se află 3 bastioane crenelate cu fereastră. Acest simbol apare pe acoperișul Primăriei vechi din Piața Unirii, pe o lojă a Teatrului Național din Cluj, pe Obeliscul Carolina, în Biserica Sf. Mihail și este, de asemenea, încorporată în emblema Universității Babeș-Bolyai.

Diferită de stema tradițională, cea curentă a fost adoptată în anul 1999, în urma unui concurs organizat în 1995 de Primăria Cluj-Napoca, condusă de Gheorghe Funar. Modelul câștigător, conceput de o elevă de la Liceul de Arte Vizuale „Romulus Ladea”, prezintă un scut împărțit în trei secțiuni, cea din stângă conținând un portret al zeiței Minerva, cea din dreapta, o reprezentare a Monumentului Memorandiștilor, iar cea superioară, un draco dacic.

Stemele istorice ale Clujului
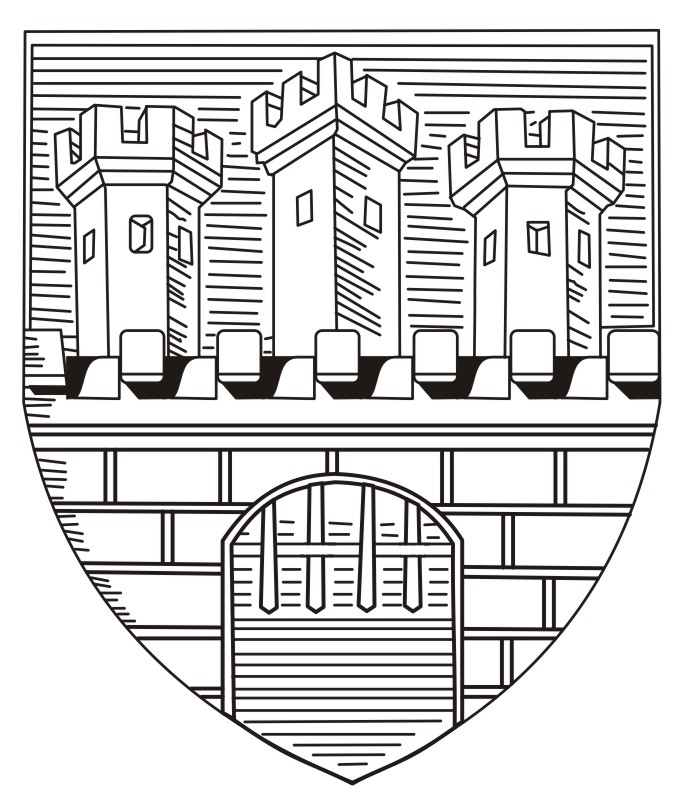
Stema tradițională
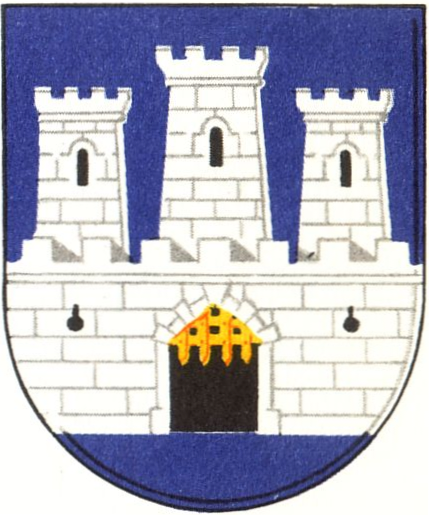
Stema tradițională (variantă)
Stema interbelică
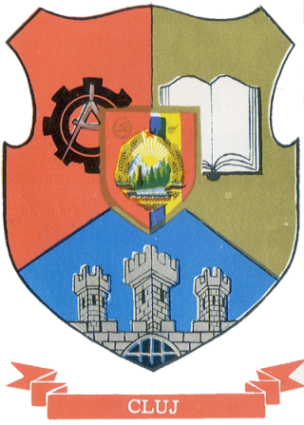
Stema din timpul RSR
Stema actuală

### Muzee și galerii
Numeroase expoziții permanente sau temporare pot fi vizitate la Muzeul Național de Artă, Muzeul Etnografic al Transilvaniei, Muzeul de Istorie a Transilvaniei, Muzeul Farmaciei, Muzeul Zoologic, Muzeul Apei, Muzeul de Mineralogie, Muzeele Universității Babeș-Bolyai și Muzeul Mitropoliei Clujului.

### Dramaturgie
Teatrul și opera din Cluj au operat continuu începând cu înființarea, în anul 1792, a Societății teatrale, organizație artistică sponsorizată inițial de nobilimea orașului. Din cauza lipsei unui spațiu dedicat spectacolelor, acestea s-au ținut inițial în sala de bal a Palatului Rhédey, iar ulterior în Casa Pataki–Teleki. Între anii 1804 și 1821, este construit Teatrul de pe Ulița Lupilor, prima clădire dedicată spectacolelor dramatice din oraș. Teatrul a funcționat în acea clădire până în anul 1906, când și-a mutat activitatea în clădirea Teatrului Național. Până în anul 1919, spectacolele dramatice erau, în principal, interpretate în limba maghiară, cu puneri în scenă ocazionale a unor piese în limba germană.
În anul 1919, Clădirea Teatrului din Piața Ștefan cel Mare este preluată de autoritățile române, din acel an și până în 1940, fiind folosită de compania de teatru română și de Opera Națională Română. Teatrul Maghiar și Opera Maghiară își mută activitatea în clădirea de la capătul Parcului Central, construită de Jenő Janovics. Teatrul Român a fost condus de Zaharia Bârsan, Victor Eftimiu și Victor Papilian, printre alții, în perioada interbelică. În timpul celui de-al Doilea Război Mondial, instituțiile dramatice române s-au refugiat la Timișoara, cele maghiare reluându-și activitatea în clădirea Teatrului Național.
În perioada comunistă, împărțirea clădirilor teatrelor revine la orânduirea din anul 1919. În această perioadă sunt prezenți pe scena din Cluj actorii Dorel Vișan, Ileana Ploscaru, Silvia Ghelan, Aurel Giurumia, Melania Ursu, Valeria Seciu, George Motoi și Anton Tauf.
Pe scena Operei Naționale Române au susținut spectacole sopranele Angela Gheorghiu și Anita Hartig, baritonii Alexandru Agache și George Petean, tenorul Ion Buzea și balerina Simona Noja.

### Cinematografie

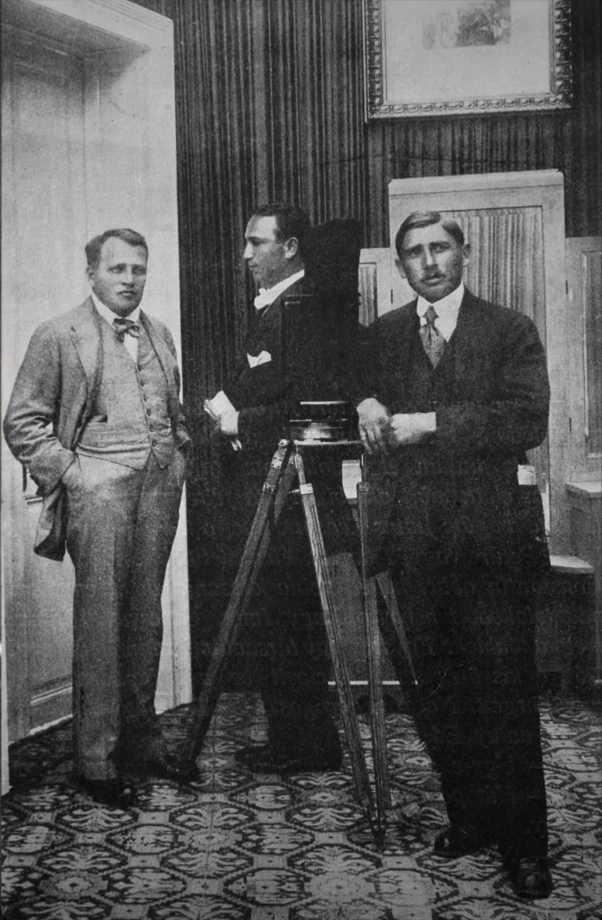
Janovics, Curtiz și Korda la Cluj, 1915

Prima proiecție de film din Cluj a fost difuzată în anul 1906 și a constat în câteva cadre ce înfățișau un tren care venea spre spectatori. Activitatea de producție cinematografică la Cluj începe în anul 1913, în perioada filmelor mute, alb-negre, când regizorul Jenő Janovics, pionier al cinematografiei și director al Teatrului din Cluj, a început colaborarea cu studioul de film parizian Pathé. Din această colaborare a rezultat Sárga csikó (Murgul șarg), primul film realizat în oraș. În anul 1914, Janovics își înființează propriul studio de film, Studioul Janovics, care intră în colaborare cu firma de distribuție de film Projectograph, împreună publicând filme sub numele ProJa Filmgyár (Casa de filme ProJa).
Alături de Janovics, a lucrat în anul 1915 regizorul Michael Curtiz, care avea să devină câștigător al premiului Oscar pentru filmul Casablanca. Aceștia au publicat trei filme mute: A tolonc (Escortata), Bánk bán (Banul Bánk) și A kölcsönkért csecsemők (Sugarii împrumutați). În același an, tot la invitația lu Janovics, își începe activitatea la Cluj Alexander Korda, cunoscut ulterior ca regizor al unor filme clasice britanice și de Hollywood. Împreună, Janovics și Korda produc două filme, Vergődő szívek (Inimi zbuciumate) și A Dolovai nábob leánya (Fiica nababului Dolovan). În 1916, Janovics înființează un nou studio de film, Corvin Film, sub care Korda va mai regiza un număr de 21 de filme. Anul următor, Corvin Film este vândut unui alt regizor maghiar și își mută activitatea la Budapesta. Restul filmelor produse sau regizate de Janovics în Cluj după 1917 au fost publicate de Casa de film Transsylvania (Transsylvania Filmgyár).

Postere ale unor filme mute turnate în Cluj
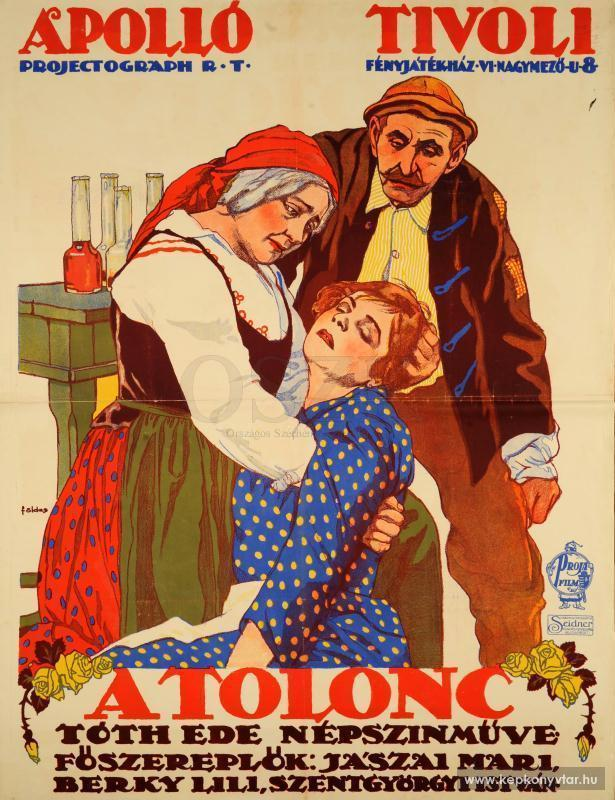
Escortata (1915), regie Michael Curtiz
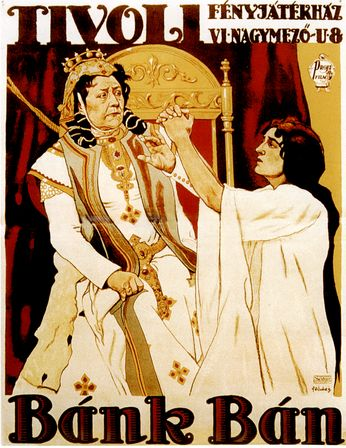
Banul Bánk (1915), regie Michael Curtiz
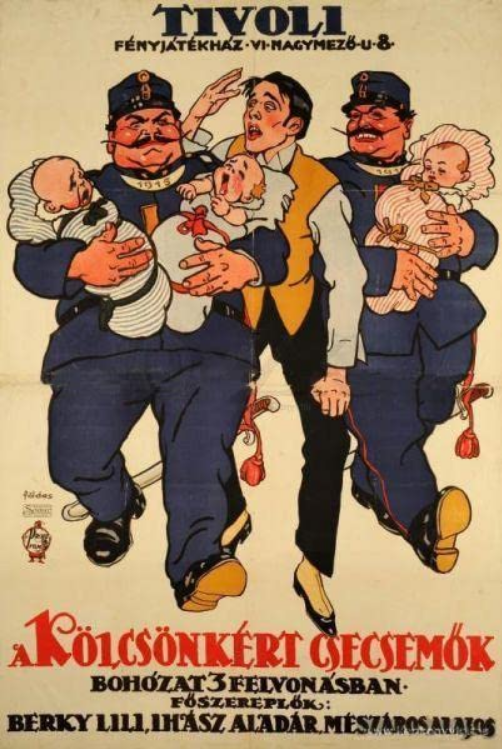
Sugarii īmprumutați (1915), regie Michael Curtiz
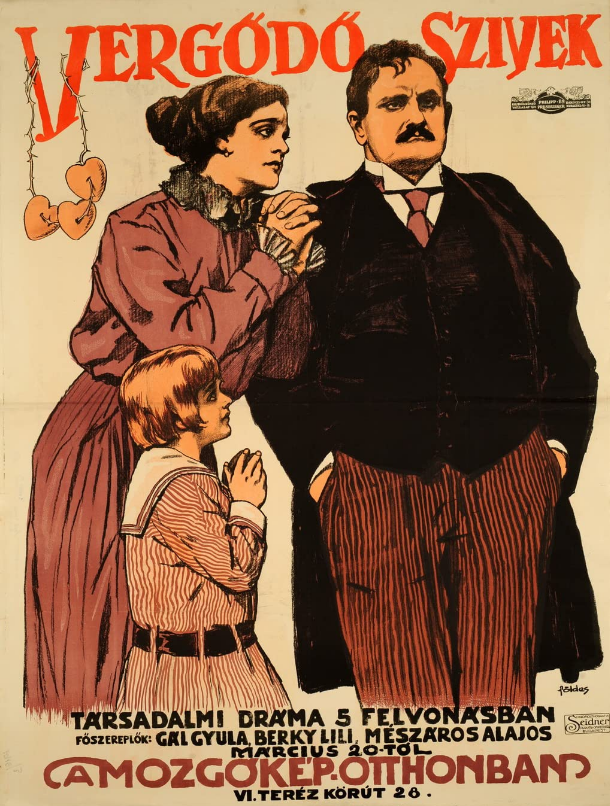
Inimi zbuciumate (1916), regie Janovics și Korda
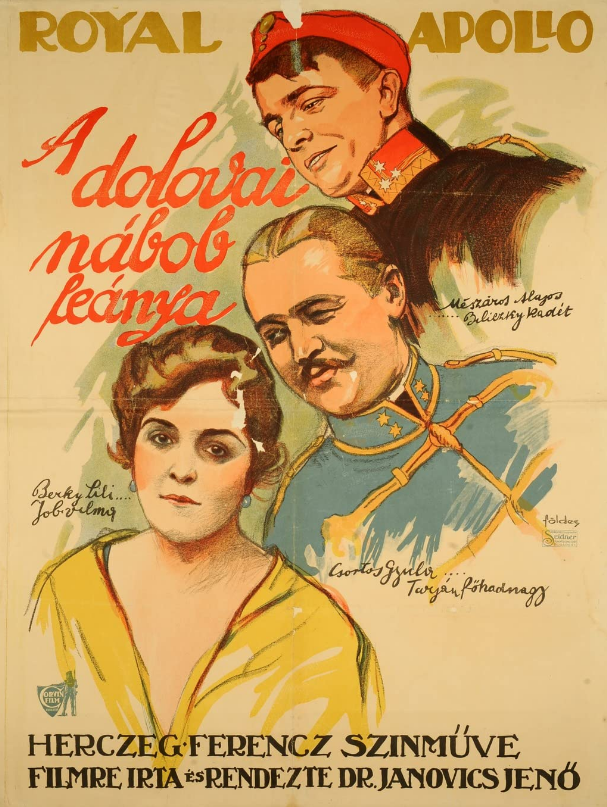
Fata nababului Dolovan (1916), reigie Janovics și Korda

Producția de film în Cluj scade în perioada interbelică, Janovics fiind în continuare unul dintre singurii producător activi în oraș. Totuși, din lipsă de fonduri și din dorința de a se concentra mai mult pe producții de teatru, și acesta renunță la o mare parte din activitatea cinematografică odată cu sfârșitul epocii filmului mut. Alături de Casa de film Transsylvania, în Cluj funcționează în perioada interbelică și studioul Fotofilm, condus de László Fekete. De-a lungul anilor 1920 și 1930, ambele studiouri produc filme documentare, informative sau de propagandă atât pentru statul român, cât și pentru cel maghiar.
În perioada comunistă, în Cluj a funcționat un studio de cineficare în cadrul Universității Victor Babeș, ulterior Babeș-Bolyai, în care au fost prelucrate filme documentare, printre care și unul despre prima expediție românească transafricană din noiembrie 1970 – mai 1971. În aceeași perioadă, se filmează în oraș filmele Corigența domnului profesor (1958), Gaudeamus Igitur (1964) și Pistruiatul (1973). În 1991 este turnat filmul Undeva, în Est.
Au existat în Cluj 14 cinematografe, dintre care 8 sunt active și în prezent. Favorit este cel mai vechi cinematograf din Cluj, are peste un secol și a suferit multe transformări de-a lungul existenței sale, inclusiv două rebotezări. Dat în funcțiune odată cu Palatul Urania în 1910, în cinematograf au rulat primele filme mute din perioada celui de-al Doilea Război Mondial. Acum, pe lângă proiecții de film rulate ocazional, se organizează și concerte de muzică, piese de teatru sau diverse expoziții, fiind mai degrabă un spațiu cultural. Pe lângă acesta, Clujul dispune de alte șapte cinematografe: Odeon Cineplex (VIVO!), Cinema City (Iulius Mall), Florin Piersic, Victoria, Arta, Dacia și Mărăști. În anul 2021, Clujul a fost inclus în rețeaua de orașe creative UNESCO, primind titlul de Oraș al filmului. Și-au început cariera în oraș actorii Florin Piersic, Silvia Ghelan, Marius Bodochi și Dorel Vișan, precum și producătorul Tudor Giurgiu.

### Festivaluri
Clujul găzduiește mai multe festivaluri de muzică care atrag anual sute de mii de participanți. Printre acestea se numără Untold, Electric Castle, Toamna Muzicală Clujeană, Transilvania Jazz Festival, Festivalul Mozart, Jazz in the Park, Festivalul de Muzică de Cameră „SonoRo” și Festivalul Ligeti.
Festivalului Internațional de Teatru „Interferențe”, Festivalul „Temps d'Images”, Festivalul internațional de film Transilvania, Festivalul Internațional de Film Comedy Cluj, Primăvara Cafenelelor, Festivalul Cluj Modern sau Festivalul Internațional de Poezie „Lucian Blaga” completează imaginea de oraș al festivalurilor pe care și-a creat-o deja Clujul. Începând cu 2017, Cluj-Napoca este gazda Cluj Pride, primul festival de anvergură destinat comunității LGBT din Transilvania. În 2012 au avut loc la Cluj circa 90 de festivaluri, de mai mică sau mai mare dimensiune.

Electric Castle, 2018, Castelul Bánffy
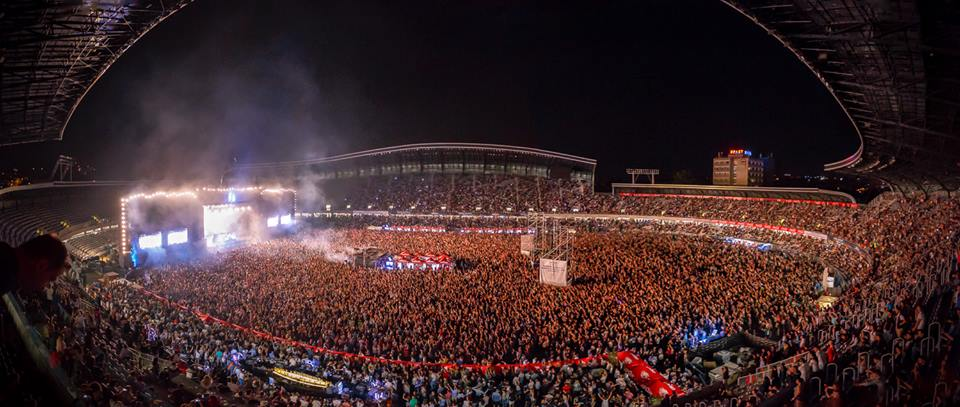
Untold Festival, 2015, Cluj Arena
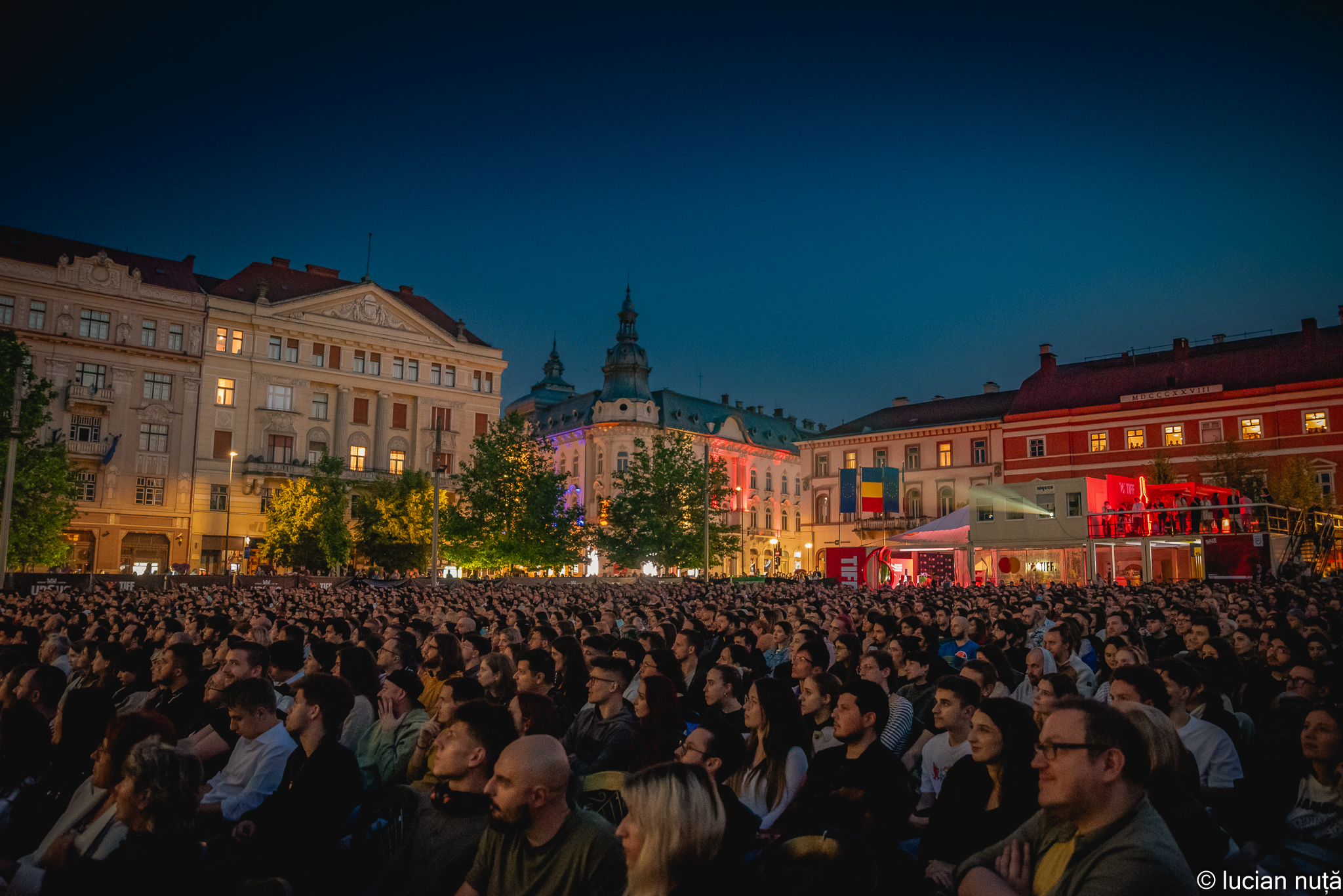
Festivalul internațional de film Transilvania, 2023, Piața Unirii

### Gastronomie

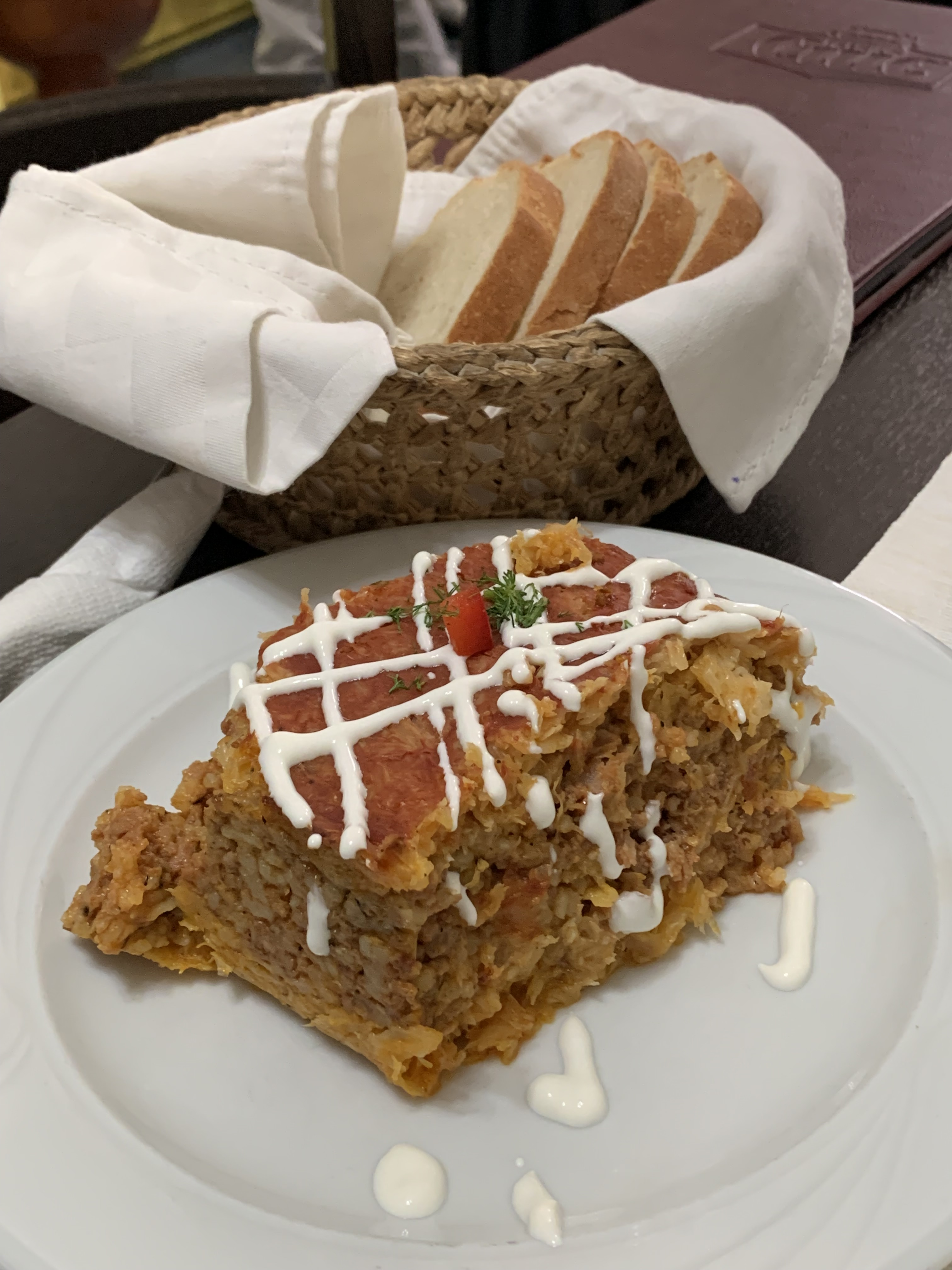
O porție de Varză à la Cluj

Datorită locației orașului și a legăturilor istorice cu Europa Centrală, gastronomia locală a fost, în mod istoric, influențată de bucătăria românească, cea maghiară, cea germană și cea evreiască. La Cluj își au originea cel puțin două feluri de mâncare specifice Ardealului, varză à la Cluj și vargabeleșul. De asemenea, specifică zonei este brânza de Năsal, produsă actualmente de Napolact.
Clujul are importanță regională în domeniul gastronomiei cel puțin din secolul XVII. În anul 1695 este tipărită, la Cluj, prima carte de bucate publicată pe teritoriul actual al României, scrisă de Sofia Tofeus, publicată în limba maghiară și tradusă în limba română sub numele de Cărticica meseriei de bucătar. Cartea conținea 334 de rețete, scrise pentru pătura mijlocie a Transilvaniei, printre care se numără cele mai vechi rețete de sarmale și de varză à la Cluj.

În Cluj activează restaurante cu specific local, dar și multe care servesc mâncare internațională, cu specific indian, vietnamez, italian, francez, chinezesc sau japonez. În plus, sunt prezente restaurante și magazine pentru diete specifice, cum ar fi dieta vegetariană, cea vegană, cea fără gluten sau cea halal. În anul 2021 s-a deschis primul restaurant din oraș al unui bucătar premiat cu o stea Michelin.

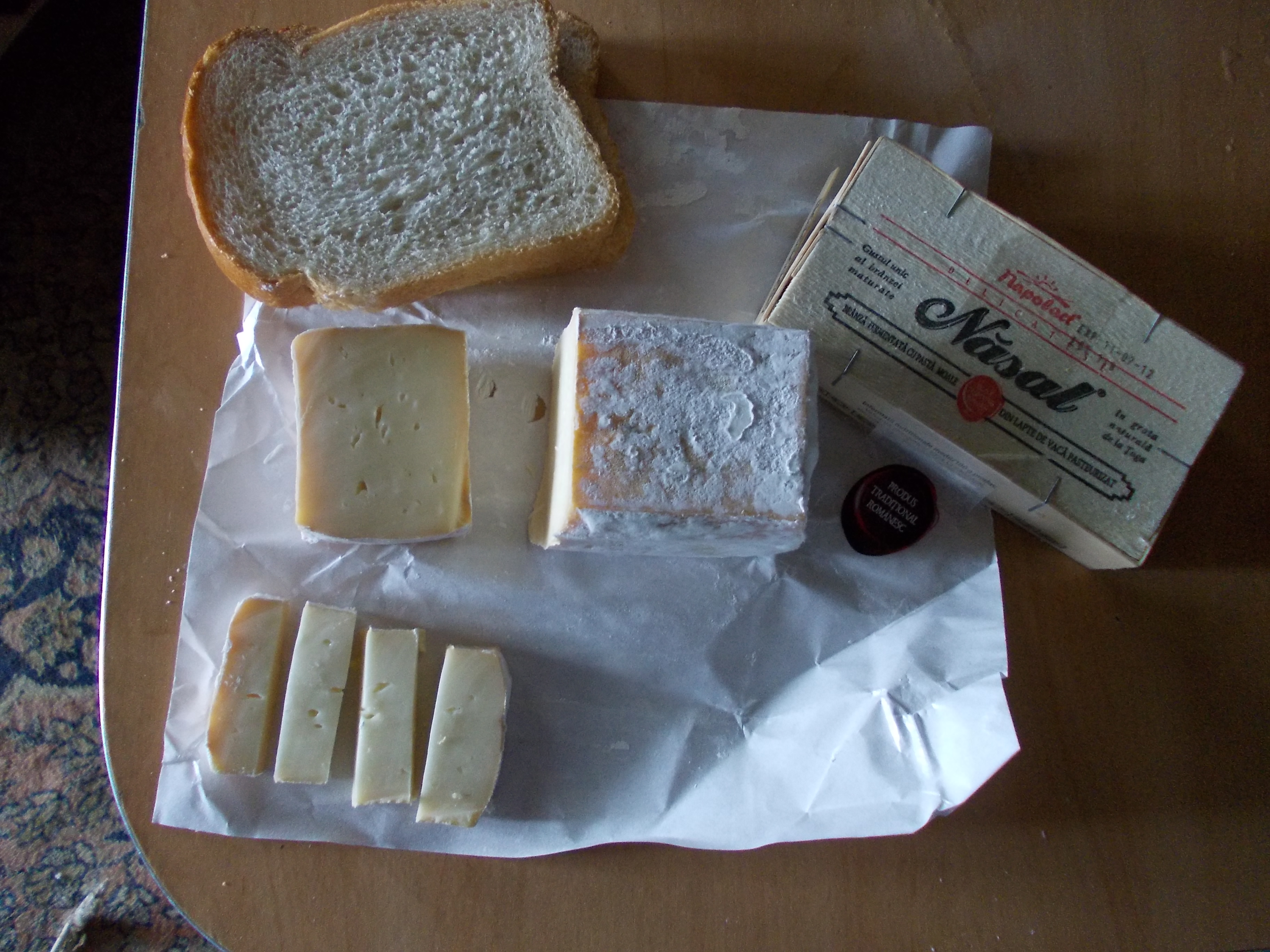
Cașul de Năsal, produs în grota de la Țaga, Cluj

Prezența minorității maghiare a asigurat continuitatea bucătăriei maghiare tradiționale în oraș. În oraș sunt prezente baruri, cafenele și restaurante, cu specific maghiar, unde se servesc supe și tocane, precum gulașul, paprikașul, pörköltul sau supa halászlé, cârnații tradițional ungurești, condimentați cu paprică, deserturi precum vargabeleșul, gomboții și găluștele Șomloi sau produse de patiserie precum cozonacul secuiesc și langoșul.
Producția de bere la Cluj are o istorie lungă, prima atestare a activității meșteșugarilor berari (în latină braxatores) fiind din anul 1366. Deși numărul acestora în secolul XIV nu era suficient de mare pentru a forma o breaslă, este notat că numărul lor crescuse semnificativ până în secolul XVI, în pas cu dezvoltarea orașului. Industrializarea producției de bere a început în a doua jumătate a secolului XIX. În Mănăștur, s-a înființat în anul 1862 fabrica de bere Városi Sörfözöház (Berăria Orășenească). În anul 1878 se deschide Fabrica de Bere Czell Friedrich & Fii, cunoscută în perioada comunistă ca Fabrica de Bere „Înainte”, iar în prezent ca Ursus Breweries. Începând cu anii 2010, producția de bere la Cluj s-a diversificat odată cu apariția mai multor producători de bere artizanală. În ianuarie 2021, își aveau sediul la Cluj 6 berării artizanale și 4 gypsy brewers (berării fără sediu fix), care produceau împreună peste 100 de sortimente de bere.

### Viață de noapte
Viața de noapte în Cluj este vibrantă, fiind susținută de numărul mare de studenți și populație tânără. Cele mai populare cluburi de noapte sunt NOA (Nest of Angels), /Form Space, Flying Cyrcus, Janis, Diesel, After Eight, și Euphoria Music Hall. În trecut, la Cluj a funcționat singurul club din România cotat de revista britanică DJ Mag ca fiind unul dintre cele mai bune din lume, Club Midi.
Cele mai multe baruri și puburi se găsesc în Centru, multe dintre ele surprinzând prin originalitatea designului, atmosfera prietenoasă și evenimentele inedite organizate. Cluj-Napoca este printre puținele orașe din România care are un club destinat comunității LGBT. Deținut de activistul Lucian Dunăreanu, clubul Delirio a luat ființă în 2011. Strada Piezișa e cunoscută pentru atmosfera de vacanță, pentru barurile în care tinerii se adună după cursuri, la o cafea sau seara la o poveste sau la dans.

## Media

### Presă scrisă

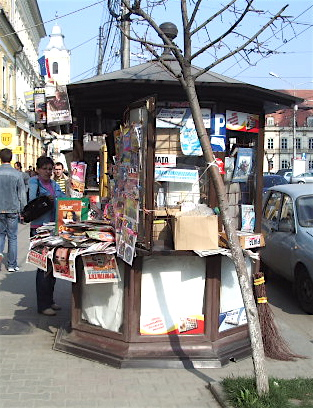
Chioșc de ziare în Piața Unirii

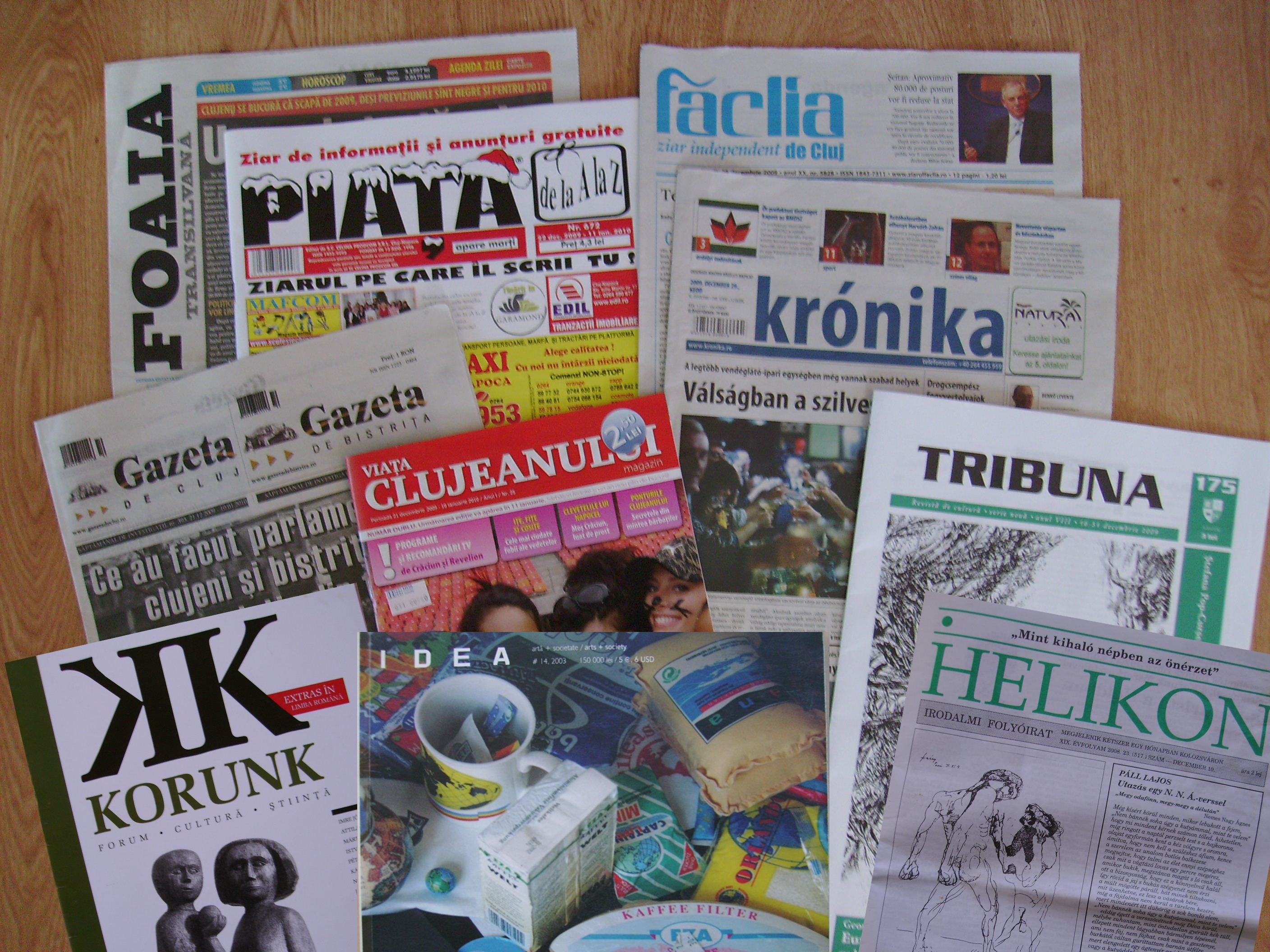
Câteva ziare și reviste publicate la Cluj

Cluj-Napoca este un centru important pentru mass-media transilvăneană, atât pentru presa de limbă română, cât și pentru cea de limbă maghiară. Cel mai longeviv cotidian încă funcțional este ziarul Făclia, succesor al revistei comuniste Lupta Ardealului, al cărei prim număr a apărut în anul 1946. Înaintea scăderii popularității presei scrise, în Cluj apăreau ediții de Transilvania ale cotidienelor naționale, precum România liberă, Ziarul financiar, Evenimentul zilei, Pro Sport sau Gazeta sporturilor.
Principalele publicații locale de limbă română din mediul online sunt Actual de Cluj, Gazeta de Cluj, Ziua de Cluj, Monitorul de Cluj și Transilvania Reporter. Principalele reviste de cultură și literatură sunt: Apostrof, Idea, Steaua, Tribuna și Echinox.
Presa de limba maghiară este activă la nivel local prin publicațiile Szabadság, Krónika, Transindex, Maszol și Főtér. În oraș se află și redacția săptămânalului Erdélyi Napló, publicației Átlátszó Erdély, precum și redacțiile revistelor culturale Korunk și Helikon și a portalului istoric Erdélyi Krónika.
În trecut, apogeul diversității ofertei de presă a fost în perioada interbelică. Printre publicații se numărau ziarul sionist Új Kelet (în maghiară, Noul est), oficioasele de partid Keleti Újság (pentru Partidul Maghiar) și Patria (pentru Partidul Național Țărănesc), precum și publicațiile naționaliste Conștiința Românească și Țara Noastră, aceasta din urmă o revistă condusă de Octavian Goga. În timpul comunismului, printre publicații se numărau revistele sociopolitice și literare Tribuna, Steaua, Utunk, Korunk, Napsugár și Előre, precum și cotidianele regionale ale partidului comunist Făclia și Igazság și revista studențească trilingvă Echinox.

### Radio & Televiziune
În mare parte, presa radiofonică clujeană a fost preluată de posturile de radio naționale și retransmite pe frecvențe locale programele de la București și parțial programe locale. Cele mai populare posturi de radio sunt Radio Transilvania, Radio Cluj, Radio Impuls, Kiss FM, Pro FM, Radio Guerilla, Magic FM și Mix FM. În limba maghiară, Societatea Română de Radiodifuziune deține un post frate al Radio Cluj, denumit Kolozsvári Rádió, iar din mediul privat provine Paprika Rádió, înființat în anul 2006.
Societatea Română de Televiziune este prezentă local prin postul TVR Cluj, care transmite emisiuni în limba română și maghiară. Alte posturi de televiziune care transmit programe locale sunt Pro TV, Antena 1, Realitatea TV și Jurnalul TV. În decembrie 2011, a fost lansat postul regional de televiziune Transilvania L!VE, proprietar fiind Transilvania Media Group. Între anii 2011 și 2013, a emis postul de televiziune Transilvania L!VE, ulterior redenumit în LookPlus. Din 2013, Digi24 a început să difuzeze jurnale de știri și emisiuni sociale și politice sub numele Digi24 Cluj-Napoca.

## Învățământ și cercetare

### Învățământ superior
Clujul găzduiește o comunitate academică de peste 100.000 de persoane. În prezent, funcționează în oraș 6 universități publice:
- Universitatea Babeș-Bolyai (UBB) este cea mai mare universitate din Cluj și din România,[482] având un număr de 49.478 de studenți în anul 2020 și 248 de specializări (din care 150 în română, 72 în maghiară, 9 în germană, 15 în engleză și 2 în franceză).[483][484] Numele instituției provine de la două personalități marcante ale Transilvaniei, cercetătorul român Victor Babeș și matematicianul maghiar János Bolyai.Universitatea Babeș-BolyaiRectoratulFacultatea de DreptFacultatea de Chimie și Inginerie Chimică
- Universitatea Tehnică (UT sau UTCN) este a doua cea mai mare universitate din oraș, după Universitatea Babeș-Bolyai, având un număr de 12 facultăți și 19,841 de studenți în anul 2020.[485][486]Universitatea Tehnică din Cluj-NapocaRectoratulFacultatea de ConstrucțiiFacultatea de Automatică
- Universitatea de Medicină și Farmacie „Iuliu Hațieganu” (UMF) a fost cotată a patra cea mai bună universitate din România și cea mai bună în domeniul medicinei și farmaciei în anul 2021.[482] Este cea mai cosmopolită datorită diversității provenienței studenților, având cel mai mare număr de studenți străini din România.[487]
- Universitatea de Științe Agricole și Medicină Veterinară (USAMV) este o universitate specializată pe tehnologii agricole și medicină veterinare, printre cele mai mari din România, având un număr de 5.643 de studenți în anul 2020.[488]
- Universitatea de Artă și Design (UAD), fondată în anul 1926 sub numele de Școala de Arte Frumoase, cuprinde două facultăți: Facultatea de Arte Plastice și Facultatea de Arte Decorative și Design.[489][490]
- Academia Națională de Muzică „Gheorghe Dima” este formată din două facultăți: Facultatea de Interpretare Muzicală și Facultatea Teoretică.[491]

La instituțiile academice publice se adaugă și trei private: Universitatea Sapientia (în maghiară Sapientia Erdélyi Magyar Tudományegyetem), Universitatea „Bogdan Vodă” și Institutul Teologic Protestant.

### Învățământul preuniversitar
În Cluj funcționează 51 de grădinițe (26 private și 25 publice) și 27 de unități de învățământ care oferă cursuri la nivel primar și gimnazial (8 private și 19  publice). Funcționează 40 de licee (3 private și 37 publice), 13 școli postliceale (6 private și 7 publice) și 5 școli profesionale (toate publice). Stimulat de creșterea economică din anii 2000 și 2010, orașul se afirmă și ca centru educațional în învățământul preuniversitar, unde oferta s-a diversificat puternic în ultimii ani, cu investiții solide în școli private cu programe educaționale performante, atât în limba română, cât și în limba engleză.
În topul liceelor cu predare în limba română se află Colegiul Național „Emil Racoviță”, Liceul Teoretic „Avram Iancu”, Liceul Teoretic „Nicolae Bălcescu”, Colegiul Național „Gheorghe Șincai”, Liceul Teoretic „Onisifor Ghibu” sau Liceul de Informatică „Tiberiu Popoviciu”.

### Biblioteci
Există în Cluj un număr de 29 de biblioteci publice și private, dintre care cele mai semnificative sunt Biblioteca Județeană „Octavian Goga” și  Biblioteca Centrală Universitară „Lucian Blaga”. Biblioteca Centrală Universitară „Lucian Blaga” este cea mai mare bibliotecă universitară din Transilvania. Ea aparține Universității Babeș-Bolyai și cuprinde peste 3.700.000 de volume, din care aproape 500.000 sunt periodice. Cluj-Napoca dispune de un serviciu de bibliotecă mobilă. Finanțat de Biblioteca Județeană „Octavian Goga”, serviciul de bibliotecă mobilă are ca scop reducerea inegalității dintre locuitorii municipiului Cluj-Napoca și cei din spațiul rural, prin facilitarea accesului la carte, lectură și informare. Serviciul se desfășoară cu ajutorul unui vehicul special amenajat pentru activități de bibliotecă.

### Instituții de cercetare
În cadrul Academiei Române, Filiala Cluj-Napoca, își desfășoară activitatea următoarele institute de cercetare: Institutul de Istorie „George Barițiu”, Institutul de Lingvistică și Istorie Literară „Sextil Pușcariu”, Institutul de Arheologie și Istoria Artei, Centrul de Studii Transilvane, Arhiva de Folclor a Academiei Române, Centrul de Cercetări Geografice, Institutul de Calcul „Tiberiu Popoviciu”, Observatorul Astronomic, Institutul de Speologie „Emil Racoviță” – Compartimentul Cluj-Napoca, precum și Biblioteca Academiei Române – Filiala Cluj-Napoca.
În cadrul institutelor de învățământ superior în anul universitar 2021–22, Universitatea Babeș-Bolyai avea în subordine 22 de institute de cercetare, Universitatea Tehnică avea 6 centre de cercetare uni-disciplinare și 3 multidisciplinare, iar USAMV și UMF aveau câte 13 centre de cercetare fiecare. Alte institute de cercetare din Cluj-Napoca sunt Institutul Național de Cercetare-Dezvoltare pentru Tehnologii Izotopice și Moleculare, Institutul de Cercetări Biologice, Romanian Institute for Science and Technology, și Asociația Etnografică Kriza János.

## Sănătate

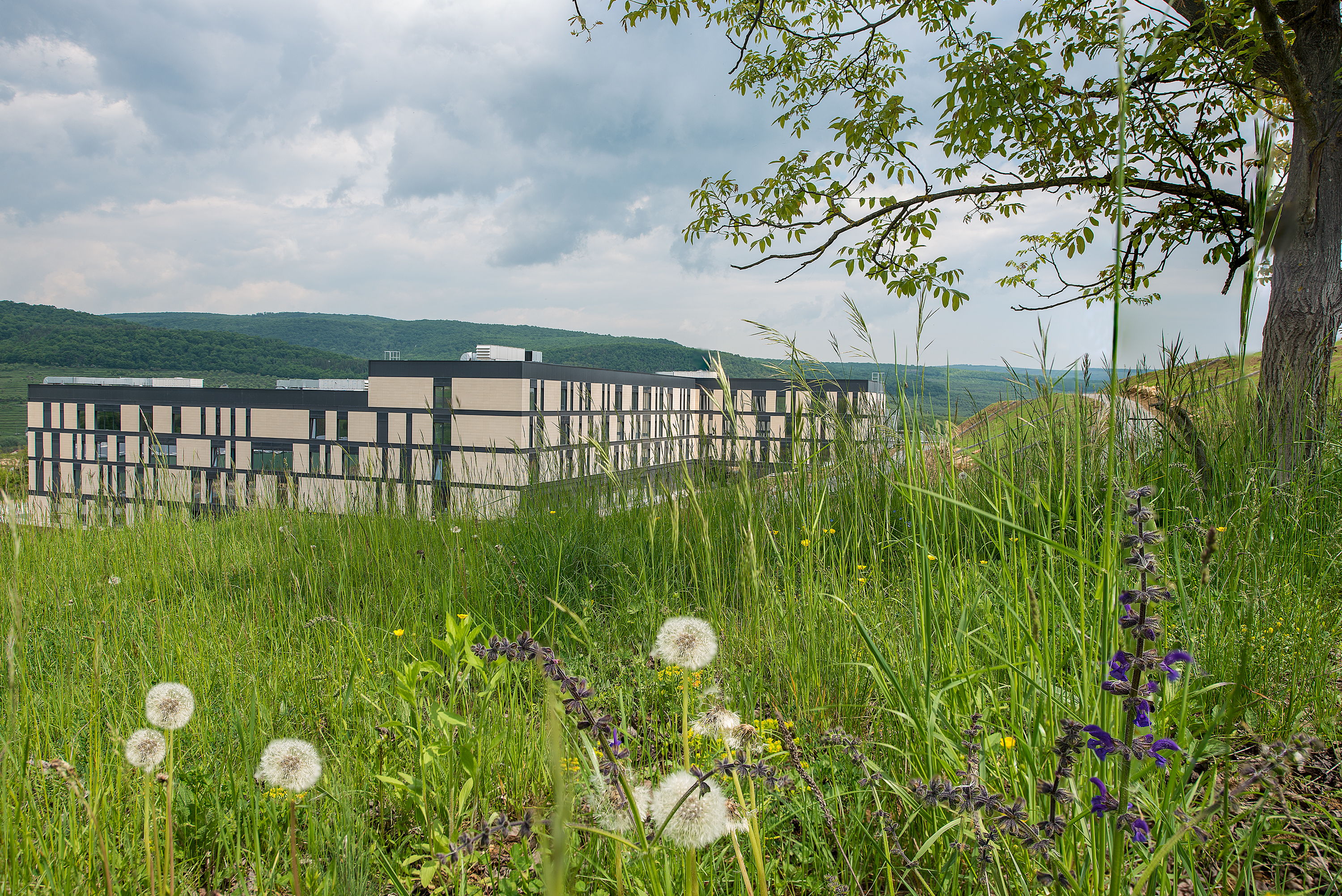
Polaris Medical, cel mai mare spital privat de recuperare din România, Suceagu, la 8 km de Cluj-Napoca

Sistemul sanitar din Cluj oferă servicii de asistență medicală primară, secundară și terțiară la nivel local, județean și regional. Sistemul medical public are în componență, printre altele, 13 spitale, 11 ambulatorii integrate spitalelor, 33 de cabinete de medicină școlară, 91 de laboratoare integrate spitalelor și 16 farmacii integrate spitalelor. Sistemul medical privat este compus din 16 spitale și clinici, 6 policlinici, 8 ambulatorii de specialitate, 45 de centre medicale, 205 cabinete de medicină de familie, 636 de cabinete stomatologice, 258 de cabinete medicale de specialitate, 210 farmacii și 129 de laboratoare de tehnică dentară.
Cluj-Napoca este un centru de excelență în medicină, deținând unități medicale cu un nivel ridicat al calității serviciilor. Într-un clasament întocmit în 2011 de Ministerul Sănătății al unităților sanitare din România în funcție de competențele lor, un spital și trei institute din Cluj-Napoca au fost înscrise la clasa I de performanță dintr-un total de cinci categorii de competențe. Datorită programelor universitare de specialitate orașul reprezintă un pol de cercetare în domeniul medical și al sănătății publice.
Un spital regional de urgență, care ar urma să deservească toată Transilvania, va fi construit în Florești, devenit din anii 2010 o suburbie a Clujului.

## Sport

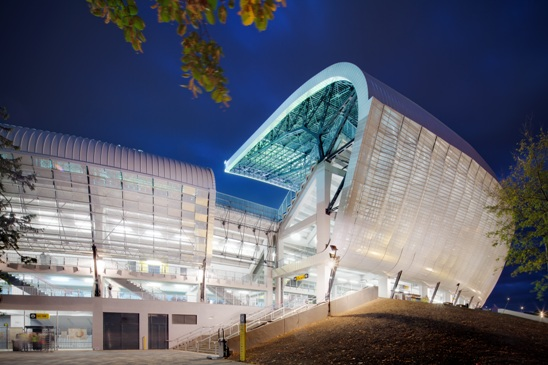
Cluj Arena

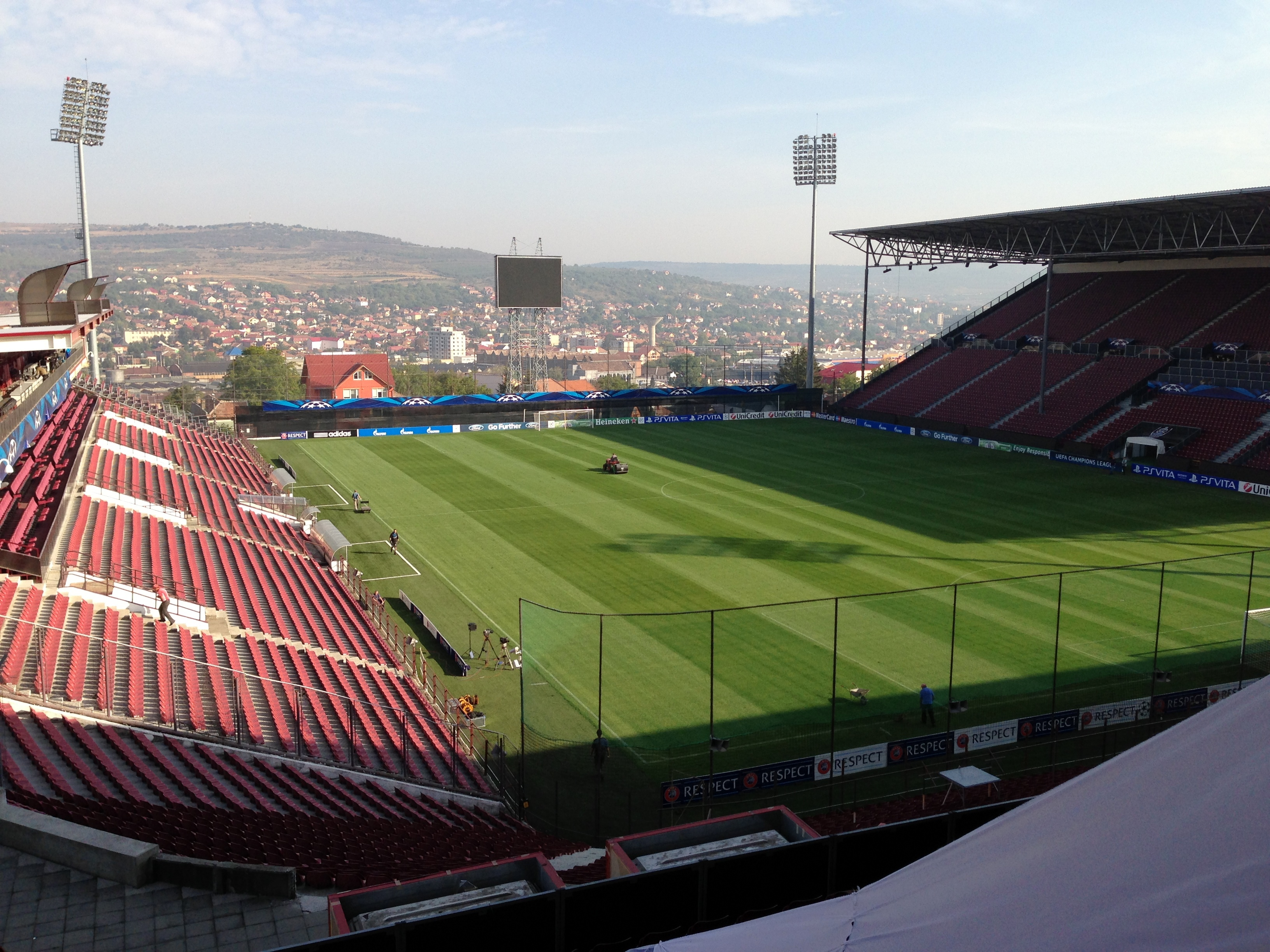
Stadionul Dr. Constantin Rădulescu

### Infrastructură sportivă
- Cluj Arena
- Stadionul Dr. Constantin Rădulescu
- Sala Sporturilor „Horia Demian”
- BTarena
- Parcul sportiv Iuliu Hațieganu
- Stadionul Clujana
- Stadionul Victoria Someșeni
- Stadionul CMC
- Stadionul CUG
- Baza Sportivă Dan Anca
- Baza Sportivă Gheorgheni
- Baza Sportivă „La Terenuri”
- Baza Sportivă Unirea

### Fotbal
În Cluj sunt active în prezent patru echipe de fotbal masculin:

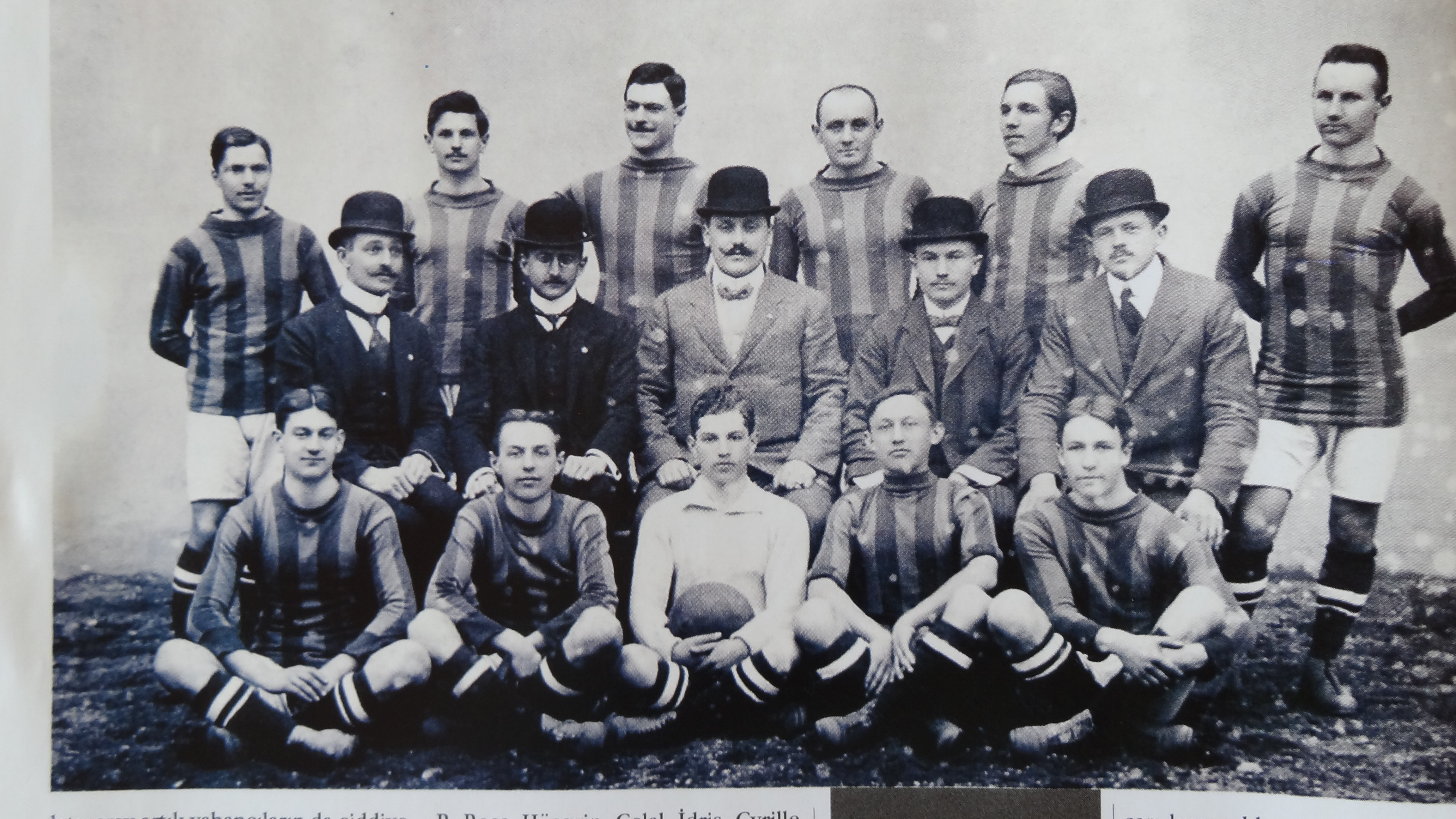
Kolozsvári Vasutas Sport Club (Clubul Sportiv Feroviar Cluj) în anul 1911 cu ocazia inaugurării noului Stadion Orășenesc.

- CFR Cluj, înființat în 1907 sub numele de Kolozsvári Vasutas Sport Club (în română Clubul Sportiv Feroviar Cluj), cu sediul pe Stadionul „Dr. Constantin Rădulescu”, este cel mai vechi club de fotbal încă activ din oraș.[518] Printre rezultatele importante ale acestui club se află câștigarea Superligii României în 2008, 2010, 2012, 2018, 2019, 2020, 2021 și 2022,[519] a Cupei României în 2008, 2009, 2010 și 2016 și a Supercupei României în 2009, 2010, 2018 și 2020.[520][521] Pe plan internațional, CFR Cluj, a avut trei participări în Liga Campionilor UEFA în sezoanele 2008, 2010 și 2012. În anul 2013 și 2019, a ajuns până în șaisprezecimile UEFA Europa League.[518]

Universitatea Cluj după câștigarea Cupei României în 1965

- Universitatea Cluj, înființată în noiembrie 1919 de Societatea Sportivă a Studenților Români Universitari din Cluj sub tutela lui Iuliu Hațieganu, recunoscut ca prim președinte al echipei. Universitatea joacă acasă pe Cluj Arena, construit în locul stadionului Ion Moina, unde „U” și-a disputat meciurile de acasă până în anul 2008. Aceasta are în palmaresul său mai multe succese, precum clasarea pe locul al doilea în campionatul de fotbal al României în sezonul 1932–1933, câștigarea Cupei României în 1964–1965, optimile de finală în Cupa Cupelor Europene (1965–1966) și turul I al Cupei UEFA.[522]
- Sănătatea Cluj, înființată în anul 1986 sub denumirea Clubul Sportiv Sănătatea Cluj-Napoca și redenumit ulterior Clubul Sportiv Sănătatea Servicii Publice Cluj, își dispută meciurile de acasă pe Stadionul Clujana. Cea mai mare performanță a clubului este accederea echipei în optimile de finală ale Cupei României în sezonul 2007-2008, acolo unde a fost premiată cu medalia Surpriza Cupei României.[523]
- Victoria Cluj, cunoscută ca FC România Cluj între anii 1927 și 1936, a fost înființată în anul 1920 de către studenții de la Academia Comercială din Cluj-Napoca. A jucat în campionatul României până când a fost desființată în 1947. A fost de trei ori vicecampioană a României în sezoanele 1921–22, 1922–23, 1928–29. Reînființată în 2019, joacă pe teren propriu pe Stadionul Victoria Someșeni. Este asociată istoric cu Mănășturul.[524][525]

Mai multe echipe de fotbal masculin, române, maghiare sau mixte, au funcționat în oraș în secolele XIX și XX, dar, fie au fuzionat cu alte echipe, fie au fost desființate. Printre acestea se numără:

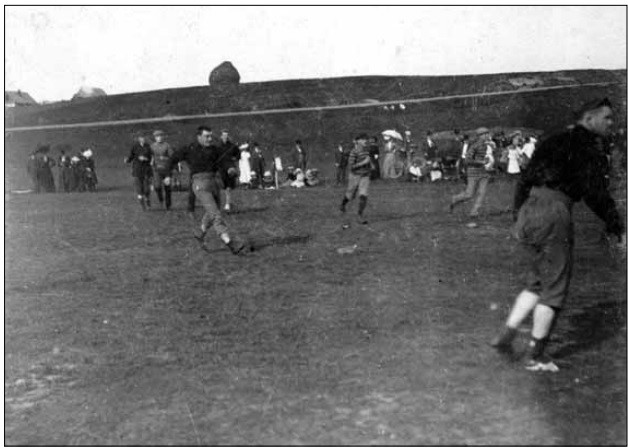
Primul meci oficial de fotbal din granițele actuale ale României, organizat de Kolozsvári AC în 1896

- Ferar Cluj, club polisportiv fondat în anul 1880 sub numele de Kolozsvári Atlétikai Club (în română Clubul Atletic Clujean), secția de fotbal fiind înființată abia în 1904. Echipa are în palmares un titlu de campioană regională în sezonul 1913-14. În anii interbelici a jucat în nou-inființata Divizie B. În timpul celui de-al doilea război mondial a obținut un loc 3 în prima ligă maghiară în sezonul 1943-44, și a fost finalistă în Cupa Ungariei împotriva echipei Ferencváros. După război a obținut cea mai bună clasare în fotbalul românesc, locul 6 în Divizia A în sezonul 1946-47. În 1948 a fuzionat cu echipa CFR.[526][527]
- FC Cluj (în maghiară Kolozsvári FC) a funcționat între 1908 și 1910, participând la două sezoane ale ligii rurale maghiare, seria Est, ocupând locurile 4 respectiv 5.[528]
- Clubul Atletic Universitar Cluj (în maghiară Kolozsvári Egyetemi Atlétikai Club) a funcționat în oraș între anii 1902–1919 și din nou între 1941–1945. Prima participare a secției de fotbal a fost în liga Transilvaniei în sezonul 1913-14, ocupând locul 4 din 11. Fondat de Universitatea Franz Joseph, a funcționat împreună cu aceasta în Seghedin în perioada interbelică. Clubul a fost desființat în anul 1945.[529]
- Academia Comercială Cluj, fondată în 1905 sub numele de Kereskedelmi Akadémia Sport Köre, și cunoscută la vremea respectivă drept Kolozsvári KASK, a câștigat 4 titluri în liga rurală maghiară, în 1908, 1909, 1910, 1912. Clubul s-a desființat în anul 1913.[530]
- Dermata Cluj(Bastionul Cluj între 1940-45) a fost un club de fotbal fondat în 1937, sponsorizat de fabrica de încălțăminte Clujana până în 1948, și desființat în 1967, prin fuziunea cu CFR Cluj. A jucat timp de un sezon în Divizia A (1947-1948).[526]

Două echipe de fotbal feminin au fost fondate la Cluj:
- Olimpia Cluj, cunoscută oficial drept Fotbal Club Universitatea Olimpia Cluj-Napoca, este un club de fotbal feminin fondat în 2010. A câștigat campionatul în primul său sezon. În același an, echipa a câștigat de asemenea și Cupa României. De atunci, Olimpia a reușit eventul timp de cinci ani consecutiv (2011, 2012, 2013, 2014, 2015).[531]
- CFF Clujana a fost un club de fotbal feminin înființat în 2001 și desființat în 2012. Are în palmares 7 titluri de campioană și 4 cupe, a reușit eventul în 4 sezoane 2004, 2005, 2006 și 2008.[532]

### Alte sporturi
CS Universitatea Cluj-Napoca are echipe într-un număr de alte sporturi. U-BT Cluj-Napoca este echipa de baschet masculin, care a luat ființă în anul 1948 și are în palmares 7 titluri de campioană și 5 cupe ale României. Echipa de baschet feminin, CS Universitatea Cluj-Napoca, a fost înființată în anul 1947 și deține 14 titluri de campioană a României. La handbal, echipa de masculin, a fost fondată în 1935, iar echipa de feminin în 1959. Cele mai mari performanțe ale echipei de handbal feminin au fost o finală de Cupa Challange, un sfert de finală în Cupa EHF Feminin și un sfert de finală în Cupa Cupelor.
În fotbal american și powerlifting concurează echipa Cluj Crusaders, înființată în anul 2010, cu titluri de campioană a României în sportul de echipă în anii 2012, 2013 și 2017.

### Competiții
Clujul găzduiește două competiții anuale de tenis de câmp, Transylvania Open și Winners Open. Orașul a mai găzduit:
- Campionatele europene de gimnastică individuală din 2017
- Campionatul European de Baschet Masculin 2017
- Campionatele Europene de tenis de masă din 2021
- Campionatul European de Volei Feminin din 2021

## Relații externe
Cluj-Napoca este înfrățit cu 24 localități din întreaga lume:
- Dijon, Franța (din 1965)
- Zagreb, Croația (din 1976)
- Köln, Germania (din 1976)
- Nantes, Franța (din 1990)
- Pécs, Ungaria (din 1990)
- Columbia, Carolina de Sud, SUA (din 1991)
- Beer Șeva, Israel (din 1991)
- Zhengzhou, China (din 1994)
- Makati, Filipine (din 1996)
- Suwon, Coreea de Sud (din 1999)
- Chacao, Venezuela (din 1999)
- São Paulo, Brazilia (din 2000)
- Korça, Albania (din 2001)
- Parma, Italia (din 2005)
- Rockford, Illinois, SUA (din 2005)
- East Lansing, Michigan, SUA (din 2005)
- Rotherham, Marea Britanie (din 2006)
- Viterbo, Italia (din 2009)
- Namur, Belgia (din 2010)
- Ungheni, Republica Moldova (din 2016)
- Ningbo, China (din 2014)
- Qaraǵandy, Kazahstan (din 2017)
- Braga, Portugalia (din 2018)
- Eskişehir, Turcia (din 2020)

### Reprezentanțe diplomatice
Până la centralizarea administrativă instaurată în anul 1948 odată cu preluarea puterii de către PCR, au funcționat la Cluj consulate generale ale Franței, Cehoslovaciei, Canadei ș.a. Ultima reprezentanță diplomatică străină închisă în timpul regimului comunist a fost Consulatul General al Republicii Populare Ungare, desființat în anul 1988 în contextul răcirii relațiilor româno-maghiare. Consulatul a fost redeschis în anul 1997, în urma normalizării relațiilor dintre cele două state și a semnării Tratatului de la Timișoara.
Reprezentanțele diplomatice acreditate de Ministerul Afacerilor Externe (România) cu sediul în Cluj sunt:
- Consulatul Onorific al Republicii Burundi
- Consulatul Onorific al Republicii Chile
- Consulatul Onorific al Republicii Franceze
- Consulatul Onorific al Republicii Italiene
- Consulatul Onorific al Republicii Kazahstan
- Consulatul Onorific al Republicii Macedonia de Nord
- Consiliul Britanic
- Consulatul Onorific al Statelor Unite Mexicane
- Consulatul Onorific al Regatului Țărilor de Jos
- Consulatul Onorific al Republicii Polone
- Consulatul Onorific al Republicii Sierra Leone
- Consulatul Onorific al Republicii Slovenia
- Consulatul Onorific al Regatului Spaniei
- Consulatul Onorific al Regatului Suediei
- Consulatul Onorific al Republicii Turcia
- Consulatul General al Republicii Ungare

## Personalități
- Matia Corvin (1443–1490), rege al Ungariei
- Gáspár Heltai (1490–1574), tipograf, scriitor și reformator religios
- Francisc David (1520–1579), fondatorul Bisericii Unitariene din Transilvania
- Thomas Jordan (1539-1585), medic, balneolog, publicist
- János Apáczai Csere (1625–1659), cărturar umanist
- Ibrahim Muteferrika (1674–1745), primul tipograf otoman
- János Bolyai (1802–1860), matematician
- Carol Popp de Szathmári (1812–1887), pictor și fotograf
- Ferenc Veress (1832–1916), fotograf și inventator
- Lajos Pákey (1853–1921), arhitect șef al Clujului
- Amos Frâncu (1866–1933), om politic
- Emil Racoviță (1868–1947), savant, explorator, speolog și biolog
- Jenő Janovics (1872–1945), actor, regizor, pionierul producției de film în Cluj
- Octavian Goga (1881–1938), poet poporanist și politician de extremă-dreapta
- Emil Isac (1886–1954), poet
- Lucian Blaga (1895–1961), scriitor modernist, academician și diplomat
- Rudolf Palocsay (1900–1978), biolog și botanist
- Abraham Wald (1902–1950), matematician
- Rezső Kasztner (1906–1957), avocat și jurnalist
- Ion Negoițescu (1921–1993), poet modernist, eseist, critic și istoric literar
- Doina Cornea (1929–2018), scriitoare și disidentă anticomunistă
- Florin Piersic (n. 1936), actor
- Ana Lupaș (n. 1940), artistă
- Béla Károlyi (n. 1942), antrenor de gimnastică
- László Tőkés (n. 1952), episcop reformat, europarlamentar
- Péter Eckstein-Kovács (n. 1956), politician și avocat
- Tudor Giurgiu (n. 1972), producător și regizor de film